# جامعة القرويين
جامعة القرويين هي جامعة تقع في مدينة فاس، بالمغرب، وتعتبر وفقًا لليونسكو وبناءً على تصنيفات كتاب غينيس للأرقام القياسية أقدم مؤسسة تعليم عالٍ وأول جامعة تمنح إجازة في الطب في العالم وهي ما زالت تُدرَّس حتى الآن دون انقطاعٍ. ويُشِير إليها المؤرخون بأنها أقدم جامعة في العالم. تُعد الجامعة مؤسسةً تعليمية تابعة لجامع القرويين الذي قامت ببنائه السيدة فاطمة بنت محمد الفهري القرشي عام 245 هجرية المُوافق 859 ميلادية، والذي أصبح فيما بعد واحدًا من المراكز الروحية والتعليمية الرائدة في العصر الذهبي للعالم الإسلامي. وقد بدأت الجامعة التدريس بعد بناء الجامع مباشرةً على شكل دروس وحلقات علم تعقد فيها، في مدينة فاس المغربية غير أن بعض المؤرخين يعتقدون أنها لم تُصبح جامعة إلا في العهد المرابطي أو المريني. تُعدّ جامعة القرويين أيضًا أول مؤسسة علمية اخترعت الكراسي العلمية المتخصصة، والدرجات العلمية في العالم. وقد أُدمجت في نظام الجامعات الحكومية الحديث في المغرب في عام 1382  هـ/1963  م. كما أن تصميم وطراز المسجد يمثل العمارة المغربية والإسلامية التاريخية التي تضم زخارف متنوعة عديدة لفترات مُختلفة من التاريخ المغربي.
يُركّز التعليم في جامعة القرويين على العلوم الدينية والفقهية الإسلامية مع التركيز الشديد على القواعد اللغوية للعربية الفصحى والفقه المالكي، كما تقدم أيضًا للطلاب بعض الدروس حول مواضيع أخرى غير إسلامية مثل الفرنسية والإنجليزية. تُدرِّس الجامعة بطريقةٍ تقليديّةٍ، حيث يجلس الطلاب في نصف دائرة (حلقة) حول شيخ، الذي يدفعهم لقراءة أقسام من نص معين، ويطرح عليهم أسئلة حول نقاط معينة من القواعد أو الفقه أو التفسير، ويشرح النقاط الصعبة. يحضر جامعة القرويين طلاب من جميع أنحاء المغرب وأفريقيا الغربية الإسلامية، على الرغم من أن عددًا قليلاً منهم قد يأتون من أماكن بعيدة مثل آسيا الوسطى الإسلامية. وحتى المسلمين الإسبان الذين اعتنقوا المذهب المالكي يحضرون إلى المؤسسة في كثير من الأحيان، ويجذبهم إلى حد كبير حقيقة أن شيوخ جامعة القرويين، والعلم الإسلامي في المغرب عمومًا، هم ورثة للتراث الديني الغني والعلمي لمسلمي الأندلس. تتراوح أعمار معظم الطلاب في جامعة القرويين ما بين 13 و 30 سنةً، ويدرسون إلى شهادة الثانوية والشهادات الجامعية، كما يمكن للمسلمين الذين يتمتعون بمستوى عالٍ في اللُغة العربِيِّة أيضًا حضور حلقات المحاضرات على أساس غير رسمي، نظرًا للفئة التقليدية للزوار الباحثين عن المعرفة الدينية والفقهية (طلاب العلم). بالإضافة إلى كونهم مسلمين، يُطلب من الطلاب المرشحين للدراسة في جامعة القرويين حفظ القرآن كاملاً، فضلاً عن العديد من النصوص الإسلامية الأخرى في العصور الوسطى حول القواعد النحوية والفقه المالكي، وبصفةً عامةً أن يكونوا متمكنين من اللغة العربية الفصحى. ومن المفاهيم الخاطئة والشائعة أن الجامعة مفتوحة للرجال فقط؛ ذلك أن الجامعة مفتوحة للرجال والنساء على حدٍ سواء، حيث قُبلت النساء لأول مرة في الجامعة في الأربعينيات.
قديمًا، تخرج من الجامعة العديد من العلماء بما في ذلك علماء الغرب، وقد بقي الجامع والجامعة العلمية الملحقة به مركزًا للنشاط الفكري والثقافي والديني قرابة الألف سنة. درس فيها سلفستر الثاني، والذي شغل منصب البابا في الفترة 999 – 1003 م، ويقال أنه هو من أدخل بعد رجوعه إلى أوروبا الأعداد العربية. كما أن موسى بن ميمون الطبيب والفيلسوف اليهودي قضى فيها بضع سنوات قام خلالها بمزاولة التدريس في جامعة القرويين. كما درّس فيها الفقيه المالكي أبو عمران الفاسي وابن البناء المراكشي وأبو بكر بن العربي وابن رشيد السبتي وابن الحاج الفاسي وابن ميمون الغماري، زارها الشريف الإدريسي ومكث فيها مدة كما زارها ابن زهر مرات عديدة ودَوَّنَ النحوِيّ ابن آجروم كتابه المعروف في النحو فيها.
ولقد اشتهر من فاس جماعة من أهل العلم ونسبوا إليها منهم أبو عمران بن موسى الفاسي فقيه أهل القيروان في وقته. وأبو العباس أحمد بن محمد بن عثمان الشهير بابن البناء وهو أشهر رياضي في عصره، وأبو بكر محمد بن يحيى بن الصائغ الشهير بابن باجة وكان ممن نبغوا في علوم كثيرة منها اللغة العربية والطب وكان قد هاجر من الأندلس وتُوفي بفاس. ومن العلماء الذين أقاموا بفاس ودَرَّسوا بجامعاتها ابن خلدون المؤرخ ومؤسس علم الاجتماع، (2) ولسان الدين بن الخطيب، وابن عربي، وابن مرزوق.

## التسمية
الاسم العربي للجامعة، جَامِعَةُ الْقَرَوِيِّينَ وسيلة «جامعة الشعب من القَيْرَوَان» أصل عائلة فاطمة الفهرية من إفريقية وذكر المؤرخ المغربي علي الجزنائي أن اسم القرويين يعود إلى عهد إدريس الثاني (177 – 213 هـ، 793 – 828 م) مؤسس عُدْوة القرويين التي شُرع في بنائها في 1 ربيع الأول 193 المُوافق فيه 22 يناير 809 م بالمنطقة الغربية من مدينة فاس، لاستقبال المهاجرين الأفارقة من مدينة القيروان.

## التاريخ

### تأسيس المسجد

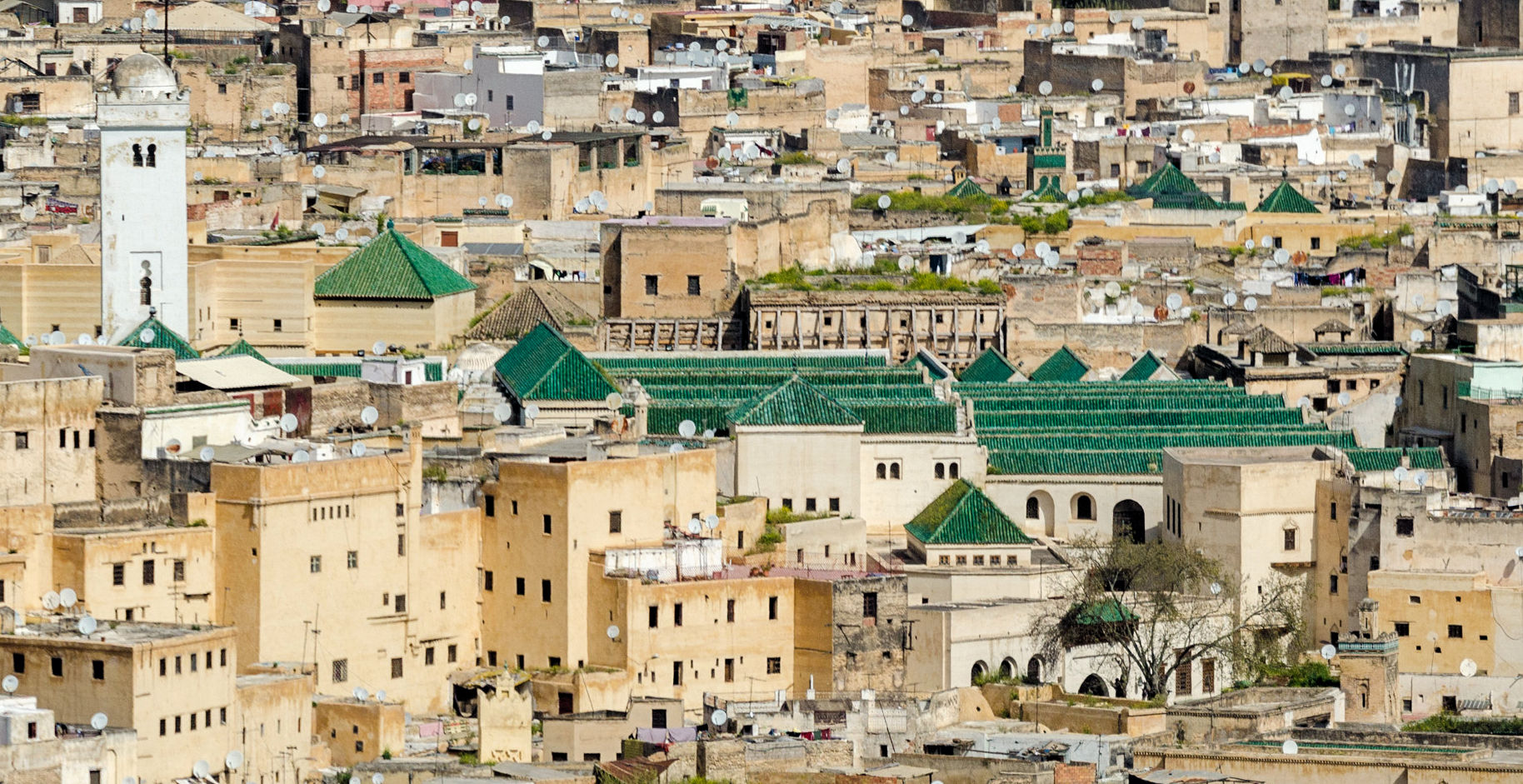
منظر لمسجد القرويين على أفق مركز فاس البالي: يمكن رؤية أسطح قاعة الصلاة ذات البلاط الأخضر والمئذنة (البرج الأبيض على اليسار).

تأسس جامع القرويين على يد السيدة فاطمة الفهرية،(3) وهي ابنة تاجر ثري اسمه محمد الفهري، عام 245 هـ الموافق 859 م. هاجرت عائلة الفهري من القيروان بإفريقية، تونس حاليًا إلى فاس في أوائل القرن التاسع، وانضمت إلى مجتمع من المهاجرين الآخرين من القيروان الذين استقروا في عدوة القرويين في فاس (4). ورثت فاطمة وشقيقتها مريم الفهرية، اللتان كانتا على جانب من العلم والفضل معًا، مبلغًا كبيرًا من المال من والدهما، وهناك روايات أخرى بأن فاطمة الفهرية أتت إلى مدينة فاس مع أختها وزوجها، وليس مع والدها، وورثت منهما بعد أن توفيا، فتعهدت فاطمة بإنفاق كامل ميراثها على بناء مسجد مُناسب لمجتمعها، أي في فاس عاصمة الدولة الإدريسية. بينما تعهدت أختها ببناء مسجد الأندلسيين. اشترت فاطمة الفهرية بستانًا وحصلت على تصريح الأمير الإدريسي يحيى بن إدريس لبناء النواة الأولى لجامع القرويين. ولضمان صيانة المسجد وضمان سيرورته، قامت بوقف جميع ممتلكاتها. في البداية، كان المسجد مجرد مكان صغير للخطبة، حتى أن صلاة الجمعة كانت ما تزال تُقام في جامع الشرفاء.
عند أعمال الترميم في البلاط الأوسط فوق قوس المحراب القديم، عُثر على لوحة مدفونة تحت الجبس منقوش عليها جملة بالخط الكوفي الأفريقي العتيق: «بُني هذا المسجد في شهر ذي القعدة من سنة ثلاثة وستين ومائتي سنة مما أمر به الإمام أعزه الله داود بن إدريس أبقاه الله ونصره نصرًا عزيزًا». مِمَّا يُضرب في رواية المنسوبة لفاطمة الفهرية. ويشكك فيها خصوصًا أنها لم تذكر في كُتب التاريخ إلى حين القرن 13 ميلادي من طرف المؤرخ ابن أبي زرع، أي أربع قرون بعد بناء المسجد، فصارت فاطمة الفهرية محل جدل بين المؤرخين. لكن «التقاليد القديمة لا تلح في ذكر أسماء النساء على المباني سيما مع ما أثر من أن الشعوب قد تقوم بالمشاريع وترجو إلى الملوك تبنيها تقديرًا لهم وتكريمًا لمقامهم».
في القرن الرابع هجري المُوافق للقرن العاشر ميلادي، سقطت الدولة الأدارسة وأصبحت فاس موضع نزاع بين الدولة الفاطمية والدولة الأموية في الأندلس وحلفائهم. خلال هذه الفترة، زادت مكانة جامعة القرويين تدريجيًا، حيث نُقلت خطبة الجمعة من جامع الشرفاء لإدريس الثاني(5) إلى مسجد القرويين، ممَّا منحه صفة المسجد الجامع، فصار المسجد الرئيسي في تلك العدوة كلها. وقد حدث هذا النقل إما في سنة 307  هـ/919 – 920 م أو في 321  هـ/933  م، وهما تاريخان يتوافقان مع الفترة الوجيزة للسيطرة الفاطِمِيَّة على المدينة،  مِمَّا قد يَدُّل على أنَّ هذا النقل رُبما يكون حدث بمبادرةٍ فاطمية. كما صُنع للمسجد منبرًا من خشب الصنوبر. في عام 307  هـ الموافق ل919 – 920 م.  وبشكلٍ عام، استمر المسجد ومؤسسته التعليمية في التمتع بالاحترام من النخب السياسية، وقد وسع المرابطون المسجد توسعًا كبيرًا، وقامت السلالات اللاحقة بتزيينه عدة مرات. وقد ثبت عُرفًا بأن تقوم جميع مساجد فاس الأخرى بالأذان حسب توقيت القرويين.

### الذروة
حسب المؤرخ المغربي محمد المومني صارت القرويين فعليًا تمارس مهام الجامعة بالإضافة إلى مهامه كمسجد وجامع تحت حكم المرابطين. بينما آخرون مثل ألفرد بل وإفاريست ليفي بروفنسال لا يعطون لجامع القرويين لقب الجامعة إلا في العصر المريني، رغم أن ألفرد يُؤكد بأنه كان المركز الديني والفكري للمغرب العربي منذ العصر الإدريسي.

صورة تعود 1978، زيارة ستة متدربين رجال من اليونسكو لمكتبة القرويين التي تمتلك مجموعة فريدة من المصاحف الملونة. وشخص يقف أمام طاولة يحاول إظهار شيء ما.

قام القرويين بتجميع مجموعة كبيرة من المخطوطات التي كانت محفوظة في مكتبةٍ أسسها السلطان المريني أبو عِنان فارس في عام 750  هـ المُوافق 1349  م. ومن بين أثمن المخطوطات الموجودة حاليًا في المكتبة مُجلد المُوَطّأ الشهير للإمام مالك مكتوبة على رق الغزال، وسيرة ابن إسحاق، ونسخة من القرآن الكريم التي قدمها السلطان أحمد المنصور في 1011  هـ المُوافق 1602  م، والنسخة الأصلية من كتاب ابن خلدون العبر وديوان المبتدأ والخبر. ومن بين المواد التي تُدرسها، إلى جانب القرآن والفقه(6)، النحو والبلاغة والمنطق والطب والرياضيات وعلم الفلك.
يقول بعض المؤرخين أن محمد الإدريسي، الجغرافي الذي ساعدت خرائطه الاستكشاف الأوروبي في عصر النهضة، عاش في فاس لبعض الوقت في القرن الثاني عشر، مِمَّا يُشير إلى أنَّه ربما عمل أو دَرَّس في جامعة القرويين. تَخَرَّجَ من المدرسة منذ النصف الأول من القرن الثاني عشر. العديد من العلماء الذين أثَّروا على التاريخ الفكري والأكاديمي للعالم الإسلامي. ومن بين هؤلاء ابن رشيد السبتي (المتوفي 1321  م) ومحمد بن الحاج العبدري الفاسي (المتوفي 1336  م) وأبو عمران الفاسي (المتوفي 1015  م)، وهو من كبار منظري الفقه المالكي، والإدريسي (1166  م)، وأبو بكر بن العربي (1165 – 1240 م)، وأبو إسحق البطروجي (ت حوالي 1204  م)، وعلي بن حرزهم (ت 1164  م)، أما في القرن الرابع عشر وما بعده(7) اتجه أغلب المثقفين المغاربة والأندلسيين إلى فاس للدراسة بجامعة القرويين إما طلابًا أو محاضرين أو مستمعين، من أبرزهم، ليون الإفريقي(8) مسافر وكاتب مشهور، ابن خلدون (1332 – 1406 م)، ابن الخطيب (1313 – 1374 م). كما زار بعض العلماء المسيحيين جامعة القرويين كالفلمنكي نيكولاس كلينايرتس والهولندي ياكب يوليوس والبابا سلفستر الثاني.

### العصر العلوي
كان مولاي الرشيد بن الشريف وهو أول سلطان لسلالة العلويين، يولي أهمية كبيرة للمجال العلمي، ممّا كان في صالح الجامعة. دعا العلماء المُسلمين، الذين كانوا يُسمون أنفسهم «الشراطين» وأسس تقليد «سلطان الطلبة»، وهي تظاهرة سنوية تُجرى كل عطلة ربيعية تحت قيادة المخزن أو السلطان نفسه، التي خلالها يختار الطلاب سلطانًا، يحكم لمدة 15 يومًا، وبهذه المناسبة، تنظم ندوات علمية ومناظرات حول أسئلة حاسمة، تلقى الخطب وتقرأ القصائد، تقوم نخبة من وجهاء المدينة بتكريم هذا الحدث بحضورهم وإخبار سلطان الطلاب باهتمامهم. هذا الحدث، الذي أدى إلى ظهور مهرجان شعبي من نوع خاص، تميز أيضًا بحدث نادر، زيارة السلطان العلوي الذي يقدم في بعض الأحيان هدايا للطلاب، ويستمع إلى شكاويهم ويحرص على تنفيذ رغباتهم. كانت هذه الزيارة بمثابة شهادة مؤكدة وأكبر دليل على أن السلطان مهتم بالعلم ومروجيه الحاليين والمستقبليين. إلتفاتة لم تسجل مثلها في أي مكان آخر في العالم أو على الأقل بنفس هذا الشكل.
سار محمد الثالث بن عبد الله على نهج آباءه وأجداده وأثر تدخله بشكل حاسم على جهود الجامعة لإعادة تنظيم تعليمها، أو حتى تكييفها مع الاحتياجات وتوقعات الطلاب التي رُحب بها. وهو بذلك فتح ملفًا خاصًا بالجامعة وسن ظهيرًا ملكيًا في عام 1203 هجرية الموافق 1789 ميلادية أمر فيه شيخ القرويين بتحديد المواد التي تدرس والإشارة إلى الأعمال المرجعية.
في ذلك الوقت، بحسب المؤرخ المغربي عبد الهادي التازي، فقد كان في فاس على عهد بداية حكم السلاطين العلويين (1076م) مئة كرسي لتدريس العلوم، أنشئت عشرون منها في جامعة القرويين والبعض الآخر منتشر في جميع أنحاء المدينة في مختلف ملحقاتها. تشير المصادر نفسها إلى عدد كبير من المكتبات العامة والخاصة.

### الاحتلال الفرنسي

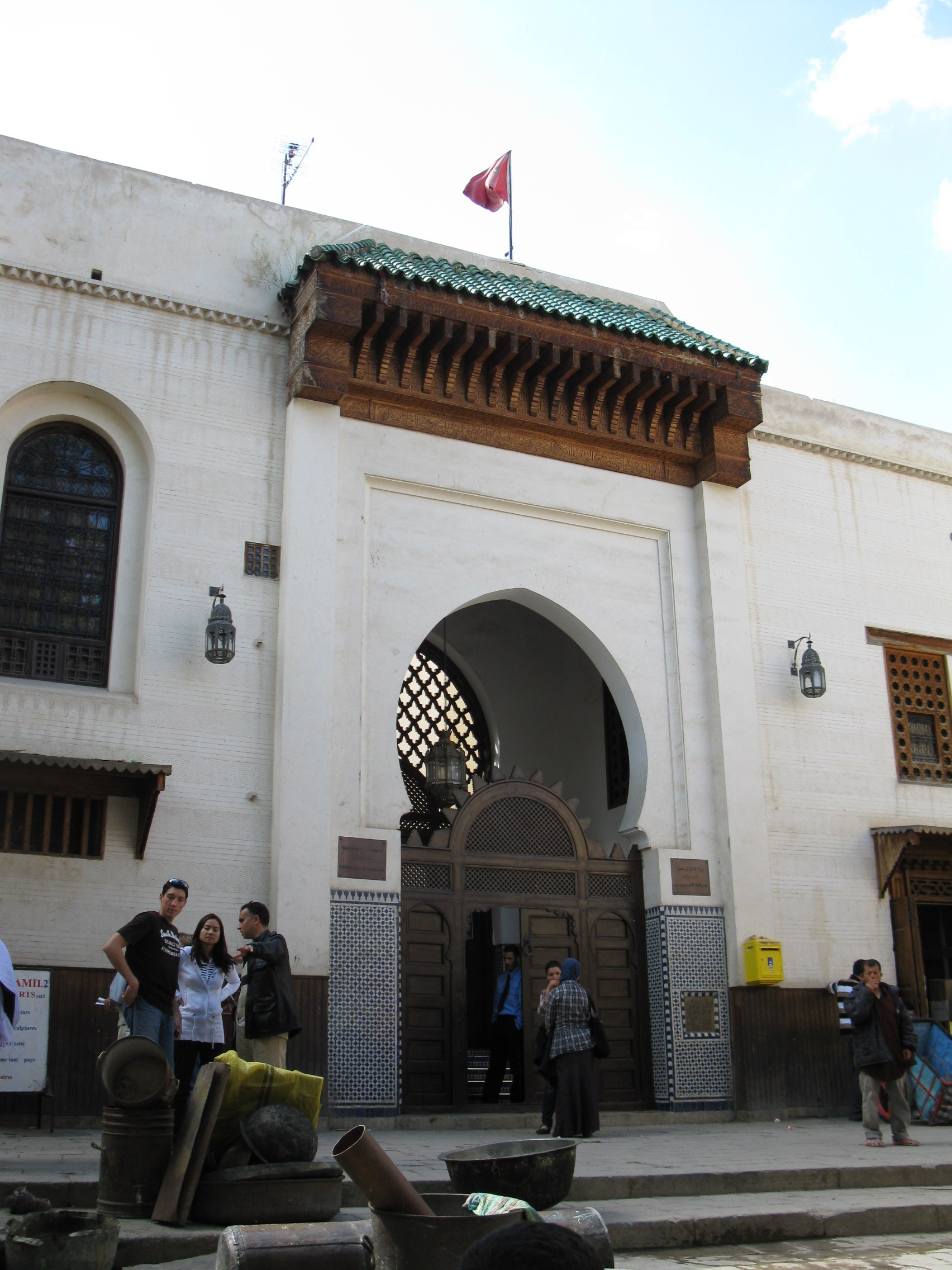
المدخل الرئيسي للمكتبة والملحقات الجنوبية الأخرى للمسجد الحالي، بالقرب من ساحة السفارين.

في الفترة التي أصبح فيها المغرب تحت الاحتلال الفرنسي في عام 1912، شهدت جامعة القرويين تدهورًا كمركز ديني تعليمي مقارنة بذروتها وأوج نشاطها في العصور الوسطى. بالمقابل، احتفظت ببعض الأهمية كمكان تعليمي لإدارة السلطان. قُسمت الهيئة الطلابية بشكل صارم على مستوى الطبقات الاجتماعية. حيث يحدد العرق(9) والوضع الاجتماعي والثروة الشخصية والخلفية الجغرافية(10) لقبول عضوية المجموعة الطلاب الذين كانوا يفصلون في مرفق التدريس وكذلك في أماكنهم الشخصية. رغم ذلك إلى أن الجامعة لعبت دورًا مهمًا في مقاومة الاحتلال في البلاد، حيث كانت تقع التجمعات وتلقي الخطب في القرويين للاحتجاج على التصرفات الأجنبية وأعمالها، ومن طلبتها ومتخرجيها كان الدعاة ينتشرون لبث فكرة الاستقلال ورفض الاحتلال وتكوين الحلقات السرية في البوادي والجبال والصحاري والقرى النائية، ممَّا كان يعرضهم للسجن والقمع والضرب والفصل من الجامعة. نفذت الإدارة الفرنسية عددًا من الإصلاحات الهيكلية بين عامي 1914  م و1947  م، لكنها لم تقم بتحديث محتويات التدريس والتي كانت لا تزال تهيمن عليها وجهات النظر العلماء المسلمين. في الوقت نفسه، تضاءلت أعداد الطلاب في الجامعة إلى ما مجموعه 300 طالب في عام 1922  م حيث بدأت النخبة المغربية بإرسال أطفالها إلى الكليات والمعاهد الغربية الجديدة في البلاد.
في عام 1947  م، دُمجت الجامعة في النظام التعليمي للدولة.(11)

### الحقبة المعاصرة
وفي عام 1963  م، حُولت المدرسة أخيرًا إلى جامعة تحت إشراف وزارة التربية والتعليم بمرسوم ملكي بعد الاستقلال. أُغلقت المدرسة القديمة وأُنشيء الحرم الجامعي الجديد في ثكنات الجيش الفرنسي السابقة. بينما شغل العميد مقعده في فاس، أنشأت أربع كليات داخل المدينة وخارجها: كلية الشريعة الإسلامية في فاس، كلية الدراسات العربية في مراكش وكلية أصول الدين في تطوان، بالإضافة إلى كلية الشريعة بأيت ملول وكلية العلوم الشرعية بالسمارة بالقرب من أكادير في عام 1979  م. قدمت المناهج والكتب الدراسية الحديثة وتحسن التدريب المهني للمعلمين. بعد الإصلاحات، تغير اسم القرويين رسميًا إلى «جامعة القرويين» عام 1965  م.
في عام 1975  م، حُولت الدراسات العامة إلى جامعة سيدي محمد بن عبد الله التي تأسست حديثًا في حين حافظت جامعة القرويين على مقررات الدراسات الإسلامية والعقائدية.
في عام 1988  م، بعد توقف دام ما يقرب من ثلاثة عقود، استأنف الملك الحسن الثاني تدريس التربية الإسلامية التقليدية في مدرسة القرويين في ما فُسر على أنه خطوة لتعزيز الدعم المحافظ للنظام الملكي.

## التاريخ المعماري

### التاريخ المبكر

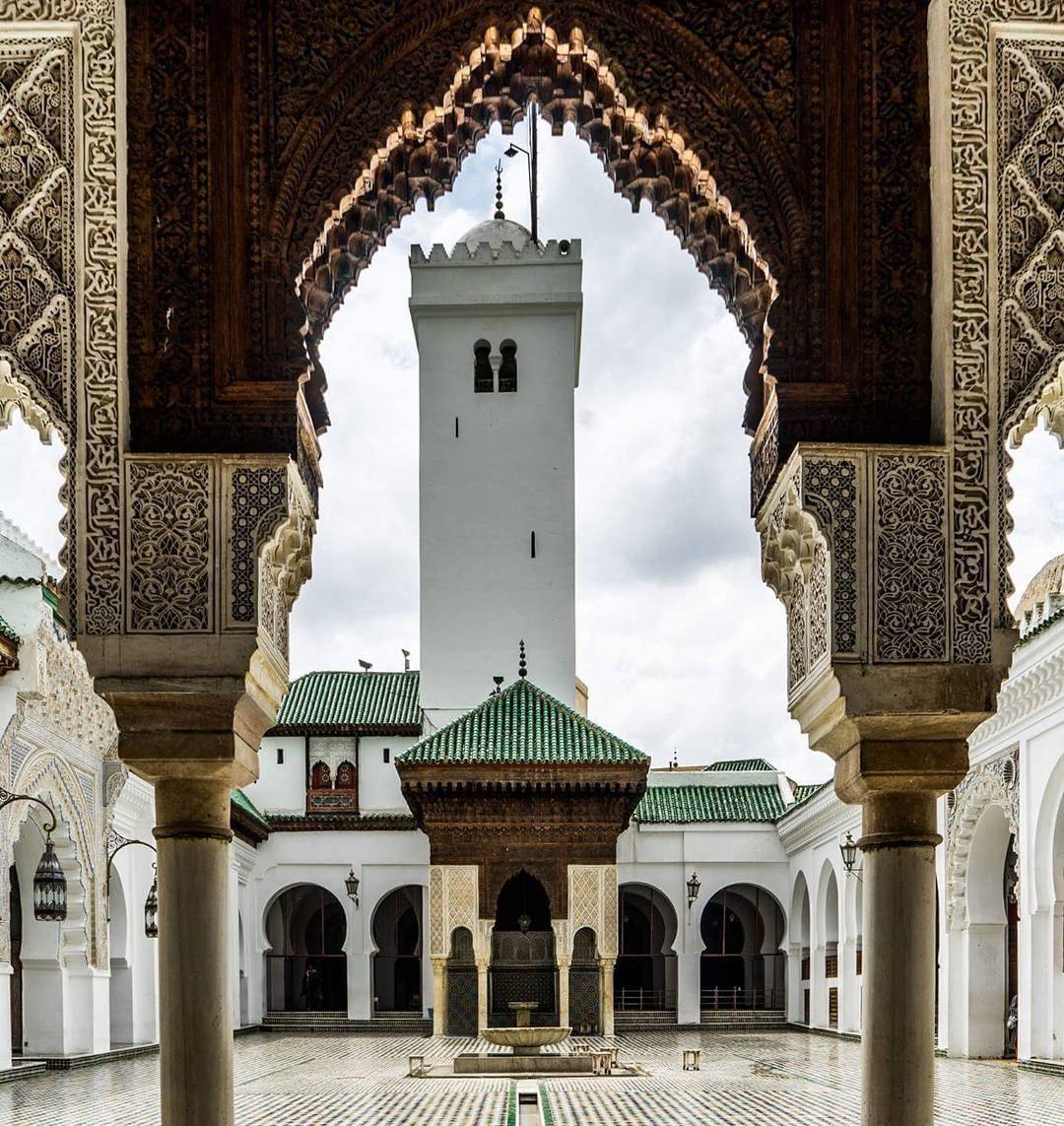
فناء المسجد مع مئذنة من القرن العاشر، تُرى من داخل أحد الجناحين السعديين اللذين يعودان إلى القرن السابع عشر. تظهر أيضًا دار الموقت (القرن الرابع عشر) على يسار المئذنة، والتي تتميز بنافذة فوق رواق الأقواس.

أسست فاطمة الفهرية المسجد عام 859 ميلادية المُوافق 244 هجرية، ولكن شكله الحالي هو نتيجة لتطور تاريخي طويل على مدى أكثر من 1000 عام. للمبنى الأصلي، الذي ما زالت هناك بعض من آثاره في تصميم المسجد الحالي، والذي يمثل حاليًا المنطقة المركزية لقاعة الصلاة الواقعة جنوب الفناء. بين القرن التاسع والعاشر كان له تصميم أرضي مستطيل يبلغ طوله 36 × 32 مترًا، ويغطي مساحة 1520 مترًا مربعًا، وكان يتألف من قاعة للصلاة مع أربعة ممرات عرضية (12). يُعتقد أنه كان بها أيضًا فناء صغير الحجم نسبيًا، كما ورد أنَّ المئذنة الأولى، كانت قليلة الارتفاع أيضًا أو متطامنة الإشراف كما يقول الجزنائي، وقد كانت تقع حيث العنزة الحالية والمدخل المركزي لقاعة الصلاة من الصحن. كما كان هناك بئر شماليَّ المسجد في منطقة قريبة من الصحن القديم لتوفير المياه، ومازال موقع البئر معروفًا إلى الآن لدى قيّمي المسجد ينعتونه بالبئر المغمور.

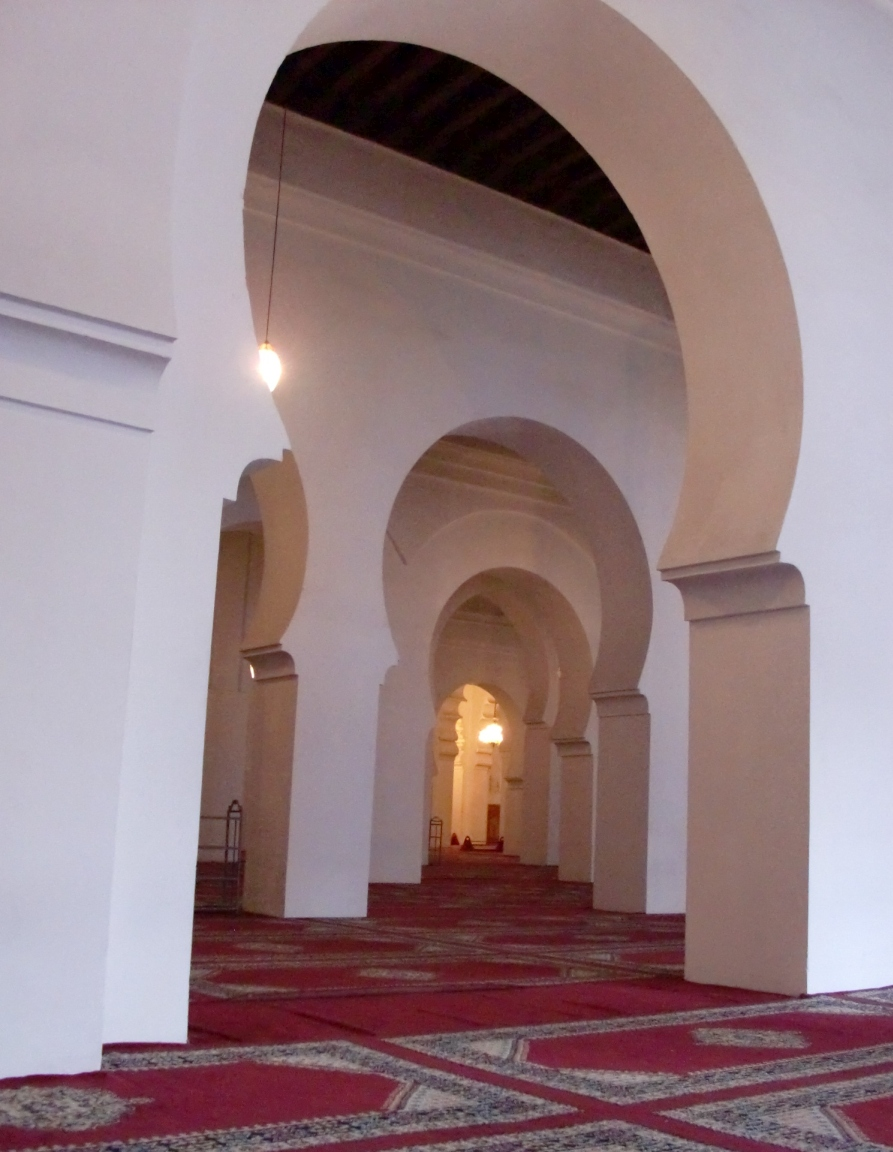
أقواس حدوة الحصان في قاعة الصلاة بالمسجد.

مع نمو مدينة فاس ومع زيادة حظوة المسجد أيضًا، لم يكن المبنى الأصلي كافيًا لاحتياجات المدينة الدينية والمؤسسية. لذا فخلال القرن العاشر، تنافست الخلافة الأموية في الأندلس والخلافة الفاطمية في إفريقية باستمرار للسيطرة على فاس والمغرب، التي كانت بمثابة منطقة عازلة بين الاثنين. على الرغم من هذه الفترة غير المستقرة، تلقى المسجد رعاية كبيرة ووُسِّع بصورة ملحوظة. كتب أمير قبيلة زناتة البربرية الأمير أحمد بن أبي سعيد، أو أحمد بن أبي بكر الزناتي حسب الجزنائي، أحد حكام فاس خلال هذه الفترة والذي كان متحالفًا مع الأمويين، إلى الخليفة عبد الرحمن الثالث في قرطبة للحصول على إذن وتمويل لتوسيع المسجد. وافق الخليفة، فهدم الصومعة متطامنة الإشراف وابتدأ العمل على الصومعة الجديدة في 03 رجب 344هـ/27 أكتوبر 955م وأُنهيت الأشغال في الربيع الثاني 345 هـ/يوليو 956م. وَسّع هذا العمل المسجد من ثلاث جِهات، ليشمل مساحة الفناء الحالي في الشمال وحتى الحدود الشرقية والغربية الحالية للمبنى. كما استُبدلت المئذنة الأصلية بمئذنة جديدة أكبر والتي لا تزال قائمة حتى اليوم. يُلاحظ أيضًا أن شكلها العام، بعمود مربع، كان مؤشرًا على التطور المآذن المغاربية والأندلسية. للإشارة فقد نُفذت أعمال مماثلة أيضًا في عهد عبد الرحمن الثالث وفي نفس الوقت على مسجد الأندلسيين، وهو مسجد كبير آخر في فاس. زُيّن المسجد مرةً أخرى بالزخارف وذلك عندما قاد الحاكم الأميري المظفر ابن المنصور بن أبي عامر حملة عسكرية إلى فاس في 998م/388هـ. وبني منبرًا جديدًا(13) وقبة جديدةً مزخرفةً بطلمسات على شكل فأر وثعبان وعقرب، ولكن لم تنج أي من هذه الأعمال. وبنى أيضًا السقاية والبيلة المستطيلة التي عن يسار الخارج من باب الحفاة وجلب لهما الماء من وادي حسن.

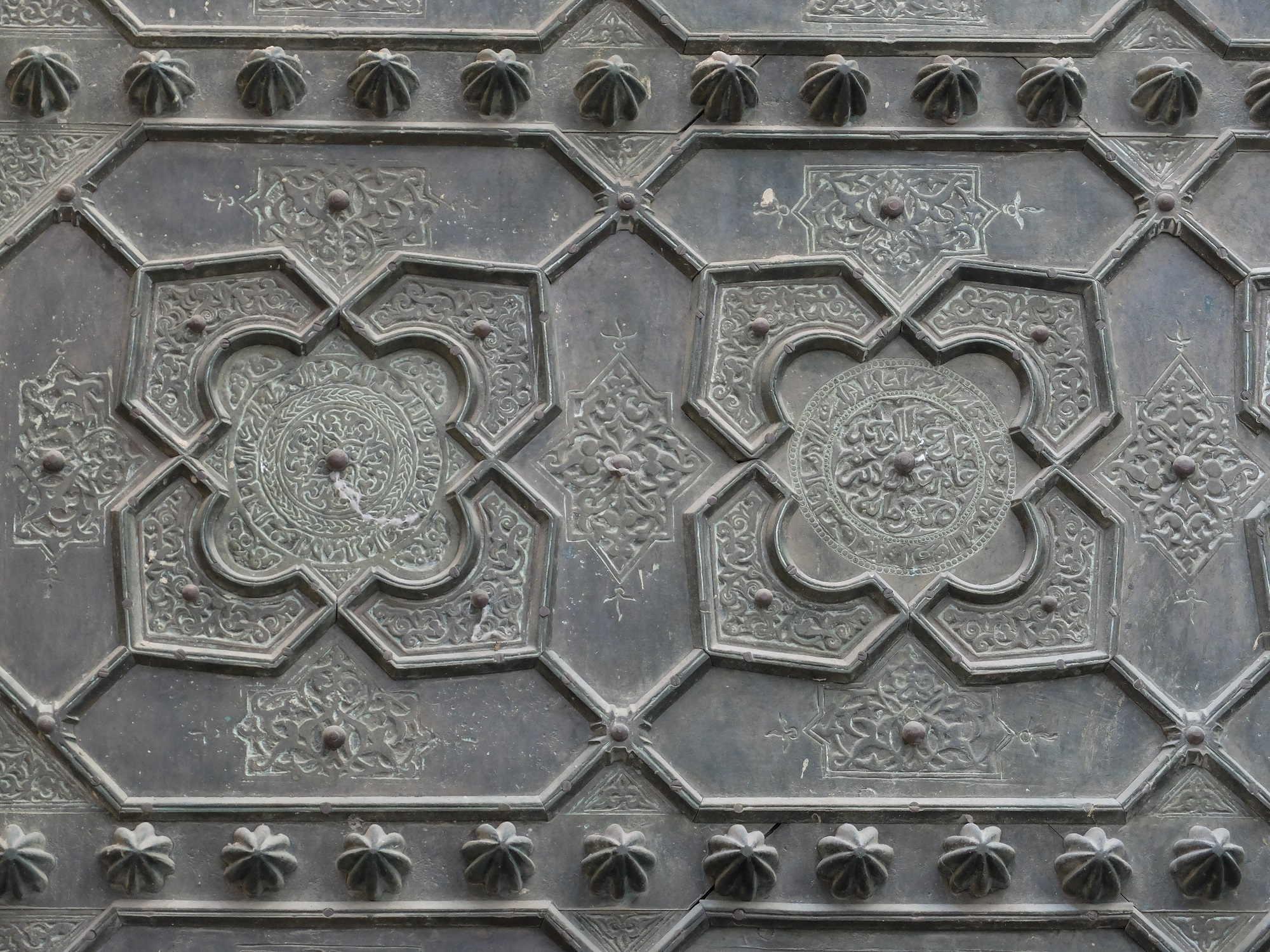
تفاصيل الزحارف البرونزية مثبتة على أبواب باب الجنائز من عصر المرابطين.

### الفترة المرابطية
في القرن الثاني عشر نُفذت واحدة من أهم التوسعات والتجديدات التي شهدها المسجد بين سنة 529 هجرية المُوافقة لسنة 1135م و537 هجرية المُوافقة لسنة 1143م تحت رعاية الحاكم المرابطي علي بن يوسف، حيث يََديِنُ الشكل الحالي للمسجد بالكثير لهذا العمل. وُسّعت قاعة الصلاة عن طريق تفكيك الجدار الجنوبي(14) الحالي وإضافة ثلاثة ممرات عرضية أخرى، وبذلك ارتفع عددها من 7 إلى 10، مع نفس شكل الأقواس الموجودة في المسجد. تَطَّلب هذا التوسع شراء وهدم عدد من المنازل والمباني المجاورة، بما في ذلك بعض المنازل التي كانت جزءًا من الحي اليهودي(15) القريب. لم يشمل التوسع الجديد للمسجد فقط محرابًا جديدًا فقط(16) في منتصف الجدار الجنوبي الجديد، ولكن أيضًا إعادة بناء وتزيين «الصحن» المركزي لقاعة الصلاة(17) المؤدية من الفناء إلى المحراب. لم يقتصر الأمر على تجميل بعض الأقواس بأشكال جديدة فحسب، بل أيضًا إضافة سلسلة من سقوف القبة المتقنة للغاية والمكونة من منحوتات المقرنصات(35) وزينت أيضًا بنقوش معقدة من الزخرفة العربية وحروف الخط الكوفي. وأخيرًا، إِكْتَمَلَ عام 538 هجرية الموافق 1144 ميلادية تركيب المنبر الجديد، بنمط مشابه ومنشأ فني مماثل للمنبر الشهير(18) لجامع الكتبية. المنبر مصنوع من خشب الصندل والأبنوس والنارنج والعناب وعظم العاج، في عمل متقن من الخشب المطعم، مزين بمواد مرصعة ونقوش الزخرفة العربية المنحوتة بشكل مُعقد، وهو يُمثل عملًا آخر عالي الدقة بأسلوب تمت محاكاته للمنابر المغربية اللاحقة، ، وهو حسب عبد الهادي التازي، أول تحفة في العالم الإسلامي صُنعت في مدينة فاس.
وفي الأماكن الأخرى، أُضيفت للعديد من المداخل الرئيسية للمسجد أبوابًا مصنوعة من الخشب مُغطاة بتركيبات برونزية مُزخرفة، والتي تعد اليوم من أقدم الأعمال الفنية البرونزية المتبقية في العمارة المغربية/الأندلسية. وهناك أيضًا عناصر أخرى مثير للاهتمام أُضيفت للمسجد وتتضمن الباب الغربي الكبير الذي بسماط الموثقين، بُنيً من مال الأحباس في أيام القاضي محمد بن عيسى السبتي سنة 505 هجرية الموافق 1111 ميلادية، وكذلك باب الشماعين أيام القاضي محمد بن داود سنة 518 هجرية الموافقة لسنة 1124 ميلادية. كما بنوا منصة خطابة ثانوية صغيرة، تُعرف باسم جامع الجنائز،(19) والتي فصلت عن قاعة الصلاة الرئيسية ومخصصة لتقديم صلاة الجنازة على الميت قبل دفنه. كما زودوا بيت الصلاة بمنبر من عود ثمين.

### الفترة الموحّديَّة

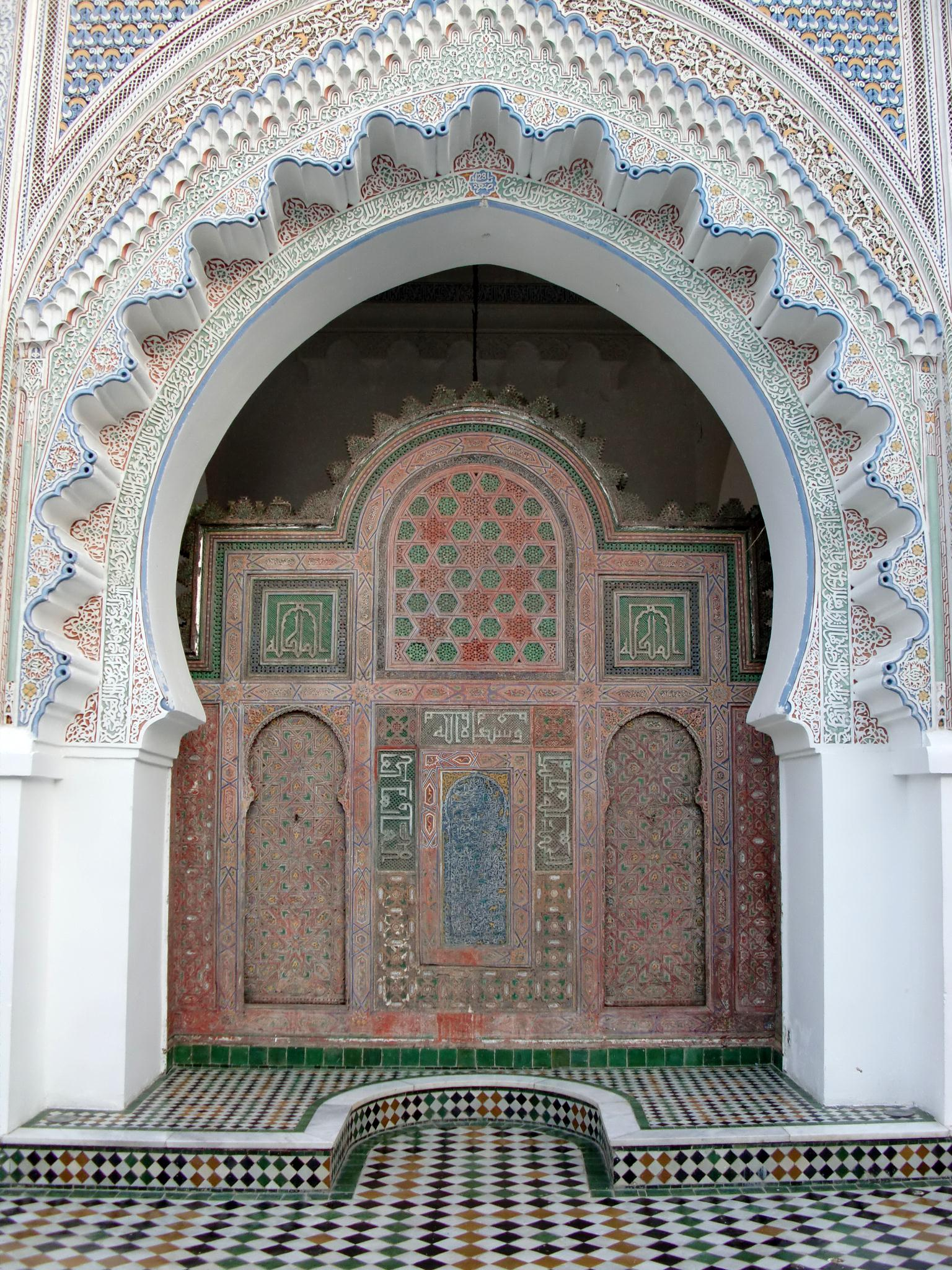
عنزة أو شاشة خشبية عند مدخل «صحن» مركزي بقاعة الصلاة من الفناء.

استمرت السلالات اللاحقة في تزيين المسجد أو إهدائه مفروشات جديدة، على الرغم من عدم وجود أعمال جذرية مثل التوسع المرابطي. دخل الموحدون(20) مدينة فاس بعد حصار دام سنة واحدة 1145 – 1146 م. أفادت مصادر تاريخية قصة تدعي أن سكان فاس، خوفًا من أن يستاء الموحدين «المتشددين» من الزخرفة الفخمة الموضوعة داخل المسجد، فسارعوا إلى تغطية بعض المنحوتات والزخارف المنمقة التي تعود إلى توسعة ابن يوسف قرب المحراب. مع أن الباحث الفرنسي هنري تراس أشار إلى أن هذه العملية رُبما أجرتها سلطات الموحدين نفسها بعد بضع سنوات. ولم تكشف زخارف المرابطين بالكامل مرة أخرى إلا خلال تجديدات أوائل القرن العشرين.
ومع ذلك، في عهد محمد الناصر (حكم 1199-1213)، قام الموحدون بإضافة أو تحسين عدد من الأشياء في المسجد، تميز بعضها بزينة زخرفية قوية. طُورت مرافق الوضوء في الفناء، وذلك بإضافة غرفة وضوء منفصلة إلى الشمال(22)، وبنيت غرفة تخزين جديدة تحت الأرض. كما استبدلوا الثريا الكبرى للمسجد بأخرى جديدة وأكثر زخرفة بالبرونز، لا تزال الثريا معلقةً في الصحن المركزي للمسجد إلى اليوم. والتي وصفها هنري تراس بأنها «أكبر وأجمل ثريا في العالم الإسلامي».

### الفترة المرينية

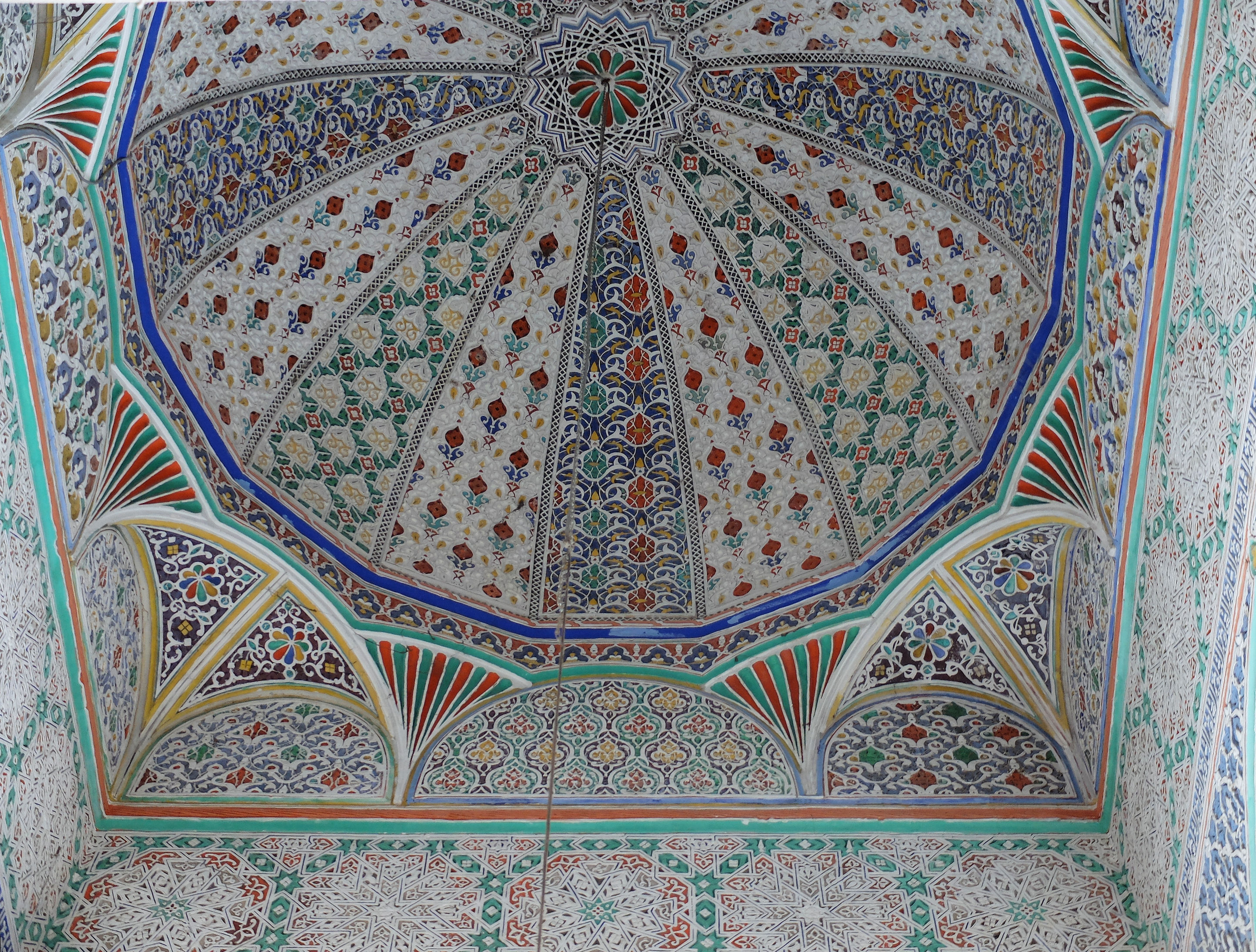
القبة المرينية المزخرفة فوق دهليز باب الورد، البوابة الشمالية المركزية للمسجد.

قدم المرينيون، الذين كانوا مسؤولين عن بناء العديد من المدارس الفخمة حول فاس، مساهمات مختلفة في المسجد. في عام 1286، قاموا بترميم وحماية مئذنة القرن العاشر، التي كانت مصنوعة من حجر رديء الجودة ومتهالك، من خلال تغطيته بالجير المطفأ الأبيض. كما قاموا عند سفحه الجنوبي ببناء دار المؤقت، وهي غرفة لصاحب الوقت في المسجد والتي كانت مسؤولة عن تحديد أوقات الصلاة بدقة. وجُهزت الغرفة بالأسطرلاب وجميع أنواع المعدات العلمية في ذلك العصر للمساعدة في هذه المهمة. كما أُعيد بناء الأروقة حول الفناء القريب في 1283 و1296-97، وفي عام 1289، رُكبت شاشة خشبية مزخرفة (23) تُسمى العنزة عند مدخل الفناء إلى قاعة الصلاة (24)، وكانت بمثابة محراب رمزي «خارجي» أو «صيفي» للصلاة في الفناء.
وفي عام 1337، رُكبت قبة مزخرفة فوق دهليز باب الورد(25) عند المدخل الخارجي المركزي للفناء من جهة الشمال، والتي لا تزال مرئية حتى اليوم(26).
يعود تاريخ العديد من الثريات المعدنية المزخرفة المعلقة في قاعة صلاة المسجد إلى العصر المريني. صُنعت ثلاثة منها من أجراس الكنيسة التي استخدمها الحرفيون المرينيون كقاعدة وقاموا بتلحيمها بقطع تركيب نحاسية مزخرفة. كان أكبرها، التي رُكبت في المسجد عام 1337، جرسًا أرجعه ابن السلطان أبو الحسن علي بن عثمان، أبو مالك، من جبل طارق بعد استعادته من القوات الإسبانية عام 1333.
وأخيرًا، قام السلطان أبو عنان فارس بتأسيس مكتبة المسجد عام 1350، مع إضافات من السلطان أبو سالم إبراهيم بن علي عام 1361. تقع هذه المكتبة المرينية الأولى في الزاوية الشمالية الشرقية للمسجد(27).

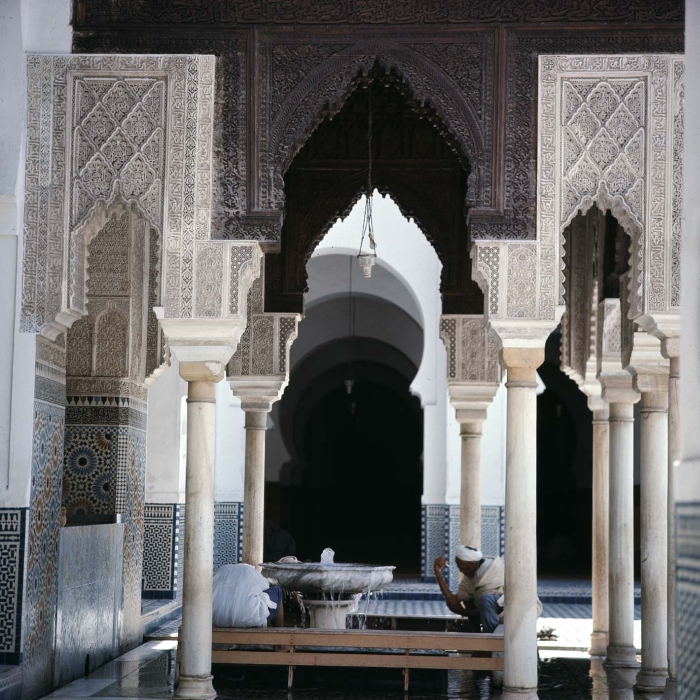
تفاصيل الخشب المزخرف والجص لواحد من أجنحة السعديين (القرن السابع عشر).

### الفترة السعدية
قام السعديون بتزيين المسجد بإضافة جناحين بارزين إلى الأطراف الغربية والشرقية من الفناء، كل منهما يحتوي على نافورة جديدة. كان السلطان السعدي الشهير أحمد المنصور مسؤولًا عن بناء الجناح الأول ناحية الشرق في عام 1587-1588، بينما أضاف ابنه محمد الشيخ المأمون عام 1609 الجناح الغربي. تحاكي الأجنحة الموجودة في بهو السباع بقصر الحمراء (28). كانت هذه آخر إضافة رئيسية لتصميم المسجد. كما بنى السلطان السعدي أحمد المنصور غرفة جديدة للمكتبة على الجانب الجنوبي من المسجد(29)، والتي أُوصلت بالمسجد عبر باب في جدار القبلة.

### الفترة العلوية
استمرت الأسرة العلوية، التي حكمت المغرب منذ القرن السابع عشر إلى اليوم، في إحداث إضافات بسيطة وصيانة منتظمة للمسجد، بما في ذلك إضافة قبة مضلعة أخرى في الصحن المركزي. يعود الآن الشكل الرئيسي لمبنى المكتبة الحالي، والذي كان يطور باستمرار، إلى توسع وتعديل رئيسي في القرن العشرين، خاصةً في أربعينيات القرن العشرين.
في عام 1333  هـ أسس السلطان يوسف بن الحسن مجلسًا للنظر في شؤون الجامعة ووضع برنامج للدراسة فيها، أسفرت إلى تقسيم منهاج الدراسة إلى ثلاثة أقسام: ابتدائي وثانوي ونهائي، وتقرير نظام المراقبة والامتحانات.

## الوصف المعماري

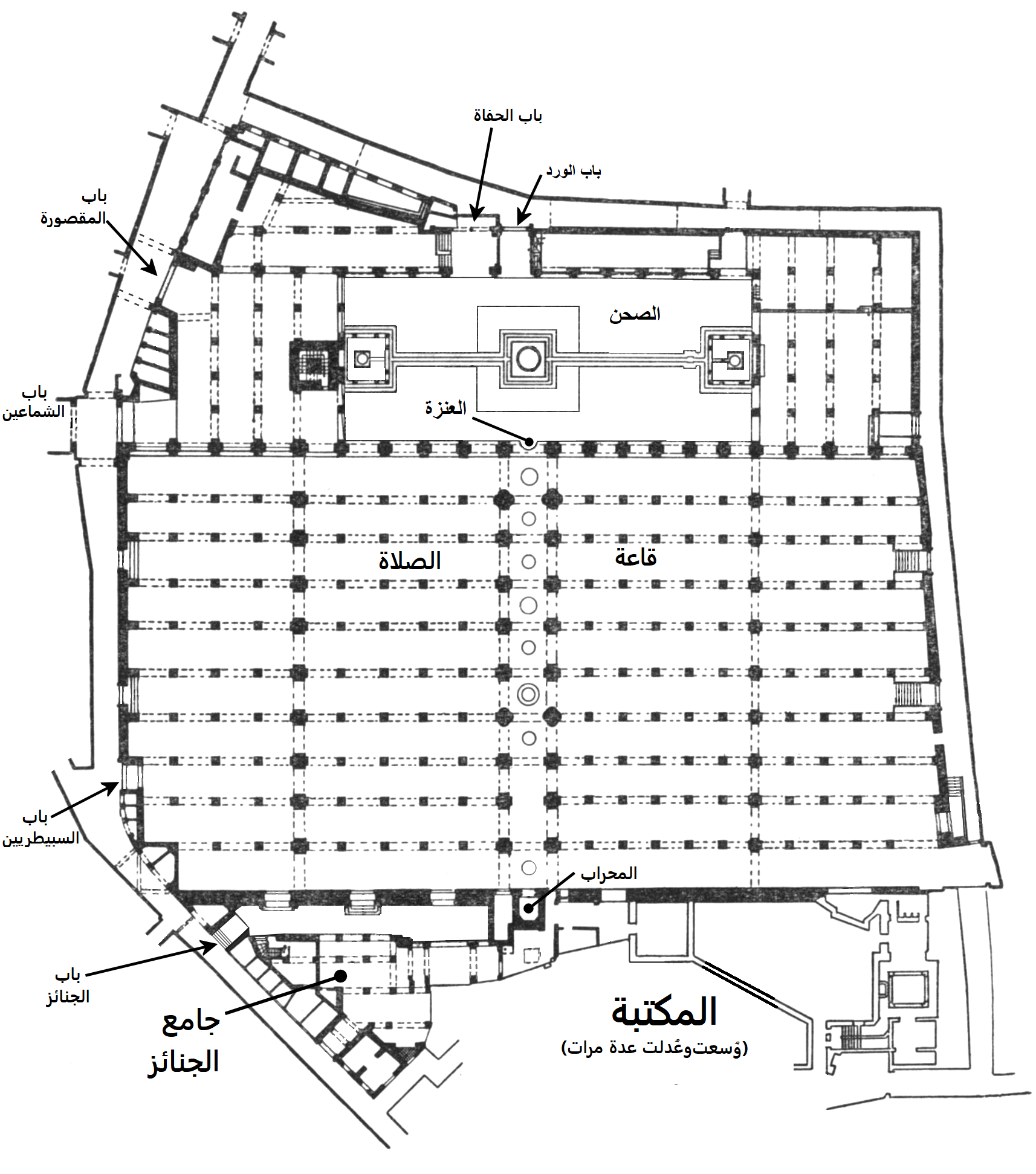
مخطط أرضي للمسجد وبعض ملحقاته، بناءً على مسح أوائل القرن العشرين؛ ومنذ ذلك الحين تم تعديل الجزء الجنوبي من المجمع، المكتبة.

قامت السلالات المتعاقبة بتوسيع مسجد القرويين حتى أصبح الأكبر في أفريقيا، بسعة 22 ألف مُصلي. ولذلك فإن المسجد الحالي يغطي مساحةً واسعةً تبلغ حوالي نصف هكتار. وبصفةٍ عامةٍ، فإنّه يَتَكوّن من فضاء داخلي كبير ومعمد للصلاة وفناء (صحن) مع نوافير، ومئذنة في الطرف الغربي من الفناء، وعدد من الملاحق بالإضافة إلى المسجد الرئيسي نفسه.

### من الخارج

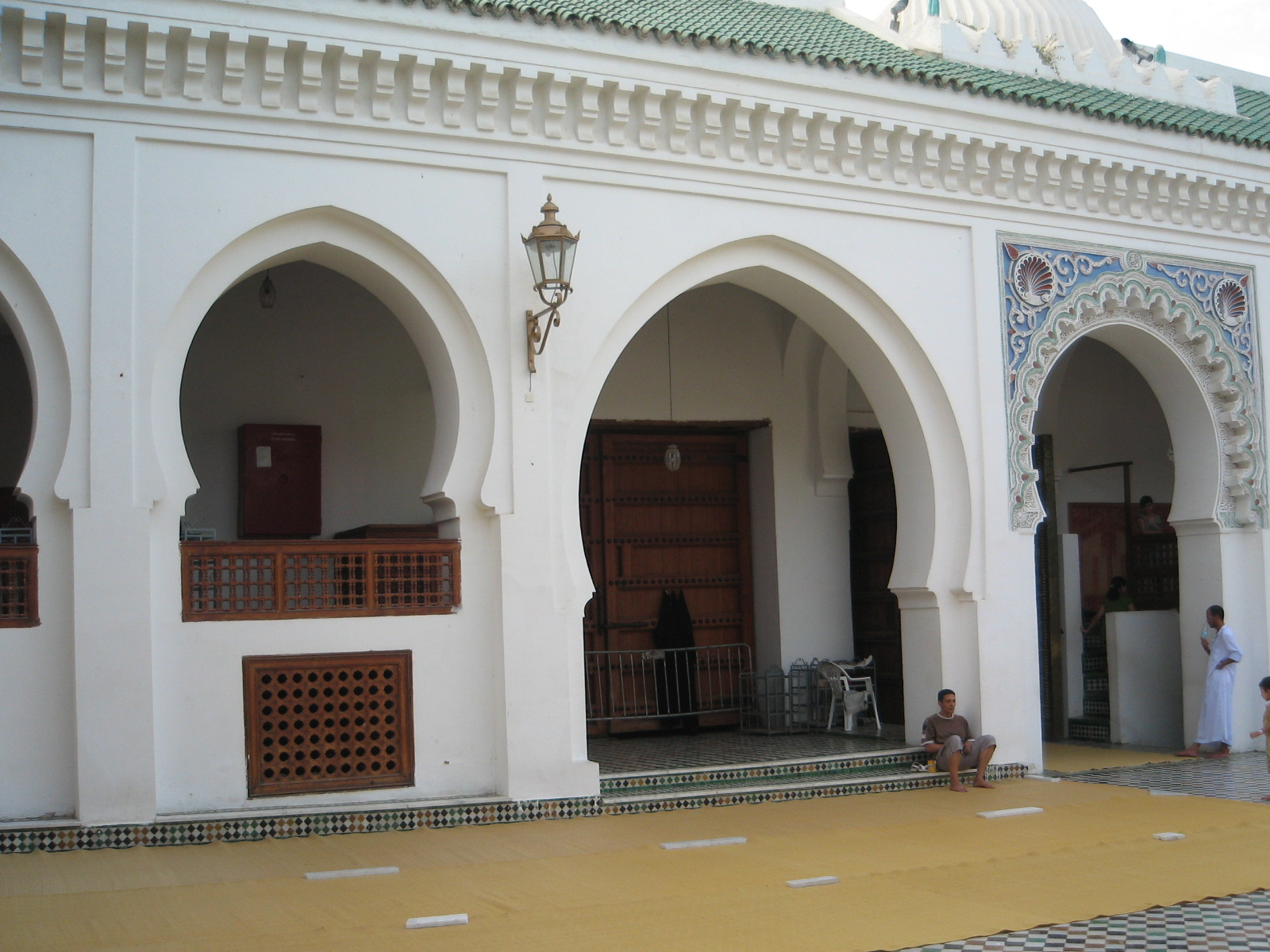
الجزء الداخلي من باب الورد (أقصى اليمين) وباب الحفاة (الممر الأوسط)، من الفناء.

بشكلٍ عامٍ، لا يمثل المظهر الخارجيّ للقرويين مظهرًا ضخمًا ومتكاملًا مع النسيج الحضري الكثيف حوله. بحسب إحصاء واحد، هناك 18 بوابة ومدخل منفصلة وموزعة حول محيطها. تختلف البوابات من مداخل صغيرة مستطيلة إلى أقواس حدوة الحصان هائلة ذات أبواب ضخمة مسبوقة بأسقف خشبية تغطي الشارع أمامها. جميع الأبواب مصنوعة من الخشب، إلا أن بعض البوابات لها طبقات برونزية واسعة مزخرفة صنعت خلال الفترة المرابطية. أكثر الأمثلة المزخرفة وأفضلها حفظًا تتضمن أبواب المدخل الشمالي الرئيسية، باب الورد(30)، البوابة الغربية المسماة باب السبطريين(31)، والباب الجنوبي الغربي باب الجنايز الذي يؤدي إلى جامع الجنائز. تحتوي البوابات الأكثر أهمية شمال غرب المسجد، باب الشماعين وباب المقصورة، على زخارف مثبتة برونزية وثقيلة، بما في ذلك بعض المطارق المزخرفة، التي يعود تاريخها إلى الفترة المرابطية.
يوجد باب آخر مجاور لباب الورد على جانبه الغربي يسمى باب الحفاة، يرجع إلى العصر الموحدي، والذي يتميز بانسياب قناة مائية صغيرة ظاهرةً فقط داخله. سمحت هذه المياه للمصلين الذين يدخلون المسجد بغسل أقدامهم في طريقهم للمساعدة في الوضوء الأولي. وينتصب على مقربة من صومعة القرويين منفصلًا عن الجامع، شبه منارة بدون قبة، برج يعرف باسم برج النفارة «برج عازفي البوق»، وهو برج مراقبة يظن الزوار غالبًا أنه مئذنة ولكنه في الواقع جزءًا من دار الموقت(32).

### قاعة الصلاة

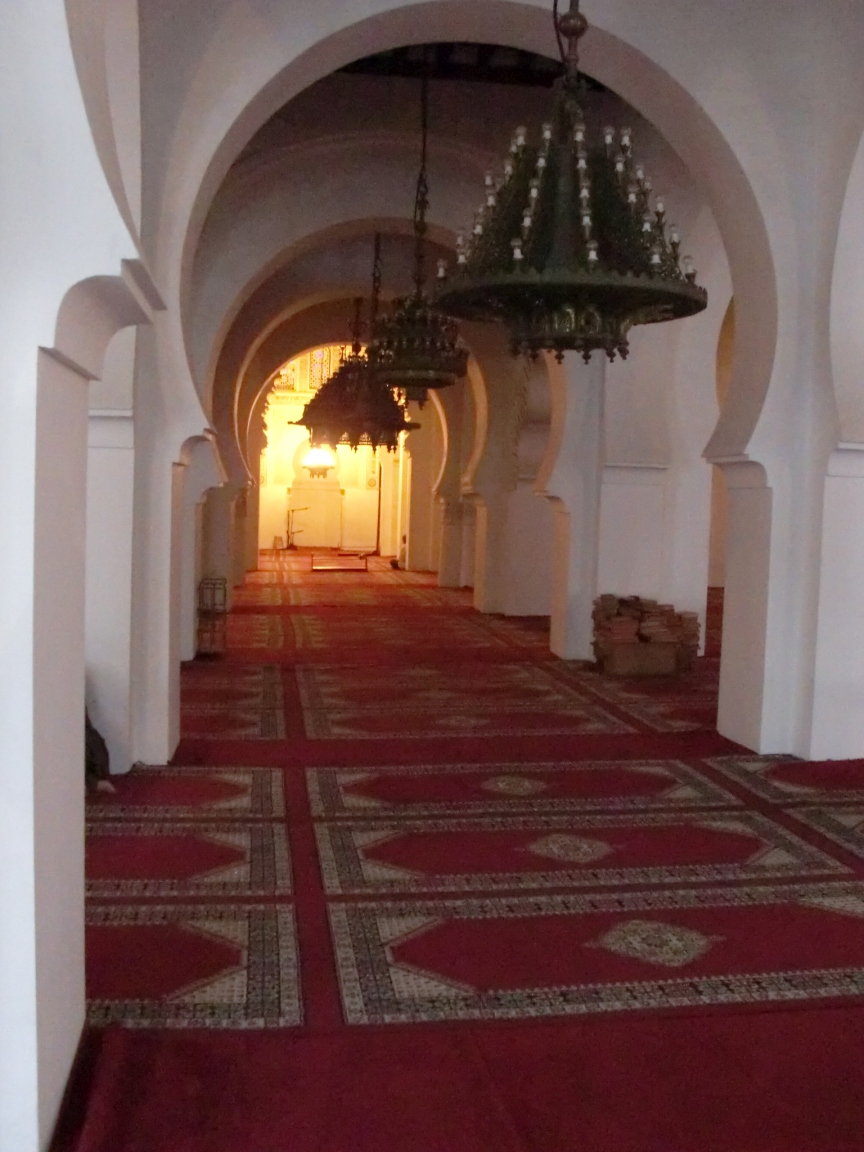
الرواق المركزي للمسجد المؤدي إلى المحراب. يمكن رؤية بعض الثريات المزخرفة من العصرين الموحدي والمريني.

قاعة الصلاة الداخلية المعمدة تستحوذ على معظم مساحة المسجد، وهي مثل المناطق الداخلية لمعظم المساجد التقليدية في العمارة المغربية، مساحة خالية من الزينة نسبيًا، مع جدران بسيطة عمومًا، وسقوف خشبية، والصفوف توازي صفوف الأقواس. المنطقة الرئيسية، جنوب الفناء، عبارةً عن مساحة شاسعة مقسمة إلى عشرة ممرات عرضية بواسطة صفوف من الأقواس التي توازي الجدار الجنوبي. كما يشير الجدار الجنوبي لهذه القاعة إلى القبلة(33). يتميز المحور المركزي لقاعة الصلاة، المتعامد مع جدار القبلة، بصحن مركزي يمتد بين خطين إضافيين من الأقواس على طول هذا المحور، متعامدين مع الأقواس الأخرى. يؤدي هذا الصحن إلى المحراب: وهو مكان في جدار القبلة يرمز إلى اتجاه الصلاة، ويؤدي الإمام الصلاة ويلقي المواعظ أمامه عادةً. هذا التصميم العام، أي قاعة معمدة مع صحن مركزي، هو تخطيط مألوف للمساجد في شمال أفريقيا عمومًا.

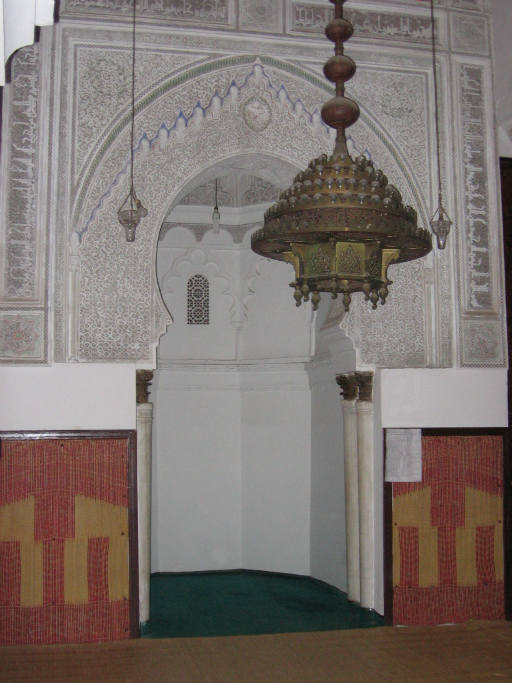
محراب المسجد.

زُينت منطقة المحراب، التي يعود تاريخها إلى العهد المرابطين في القرن الثاني عشر، بالجص المنقوش والملون بورق الذهب واللازورد، بالإضافة إلى عدة نوافذ من الزجاج الملون. كوة المحراب نفسها كوة صغيرة مغطاة بقبة صغيرة من المقرنصات(35). يتميز الصحن المركزي الذي يمتد على طول محور المحراب عن بقية المسجد بعدد من الزخارف المعمارية على سبيل المثال، الأقواس التي تمتد على طولها ذات أشكال مختلفة، بما في ذلك كل من أقواس حدوة الحصان والأقواس متعددة الفصوص. معظم أقسام الرواق مغطاة بسلسلة من أسقف المقرنصات المعقدة والقبة بدلاً من الأسقف الخشبية العادية، كل منها يختلف قليلاً عن الآخر، بالإضافة إلى قباب مضلعة، على غرار قباب جامع قرطبة ومسجد باب المردوم في طليطلة، يعود تاريخها إلى الفترتين المرابطية والعلوية. زُينت العديد من تراكيب المقرنصات بالمزيد من النقوش المعقدة بالزخرفة العربية والكتابات العربية بالخط الكوفي والحوف المتصلة. بالإضافة إلى ذلك، هناك العديد من الثريات البرونزية المنحوتة بشكل متدلي في الصحن والتي تعود إلى العصرين الموحدي والمريني. ثلاثة منها على الأقل كانت صنعت من أجراس، ربما أجراس الكنيسة، استعيدت من الانتصارات في إسبانيا.
إلى يمين المحراب يوجد منبر المسجد، والذي يمكن تخزينه أيضًا في غرفة صغيرة خلف باب في جدار القبلة. من المحتمل أن يكون المنبر من أصول مماثلة مثل المنبر المرابطي الشهير لمسجد الكتبية، الذي صنعته ورشة في قرطبة ولم يمض وقت طويل على هذا الأخير حتى رُكب في مسجد القرويين في 1144 في نهاية أعمال المرابطين في المسجد. إنه عمل استثنائي آخر من الخشب المطعم وحفر الخشب، وزينت مع التشكيلات الهندسية والمواد المرصعة، ونقوش الزخرف العربية.
بصرف النظر عن زخارف الصحن المركزي، فإن بقية المسجد متناسقة هندسيًا، ولكن هناك بعض الاختلافات الطفيفة في مخطط الأرضية. على سبيل المثال، الأقواس في النصف الغربي من قاعة الصلاة أقصر من تلك الموجودة في النصف الشرقي، وبعض الممرات العرضية أوسع قليلاً من غيرها. لم يشرح المؤرخون هذه الحالات الشاذة بشكل كامل ولكن يبدو أنها كانت موجودة منذ القرون الأولى للمسجد. قد تكون بسبب عمليات إعادة البناء أو التعديلات المبكرة التي لم تُسجل في السجلات التاريخية.

### الصحن

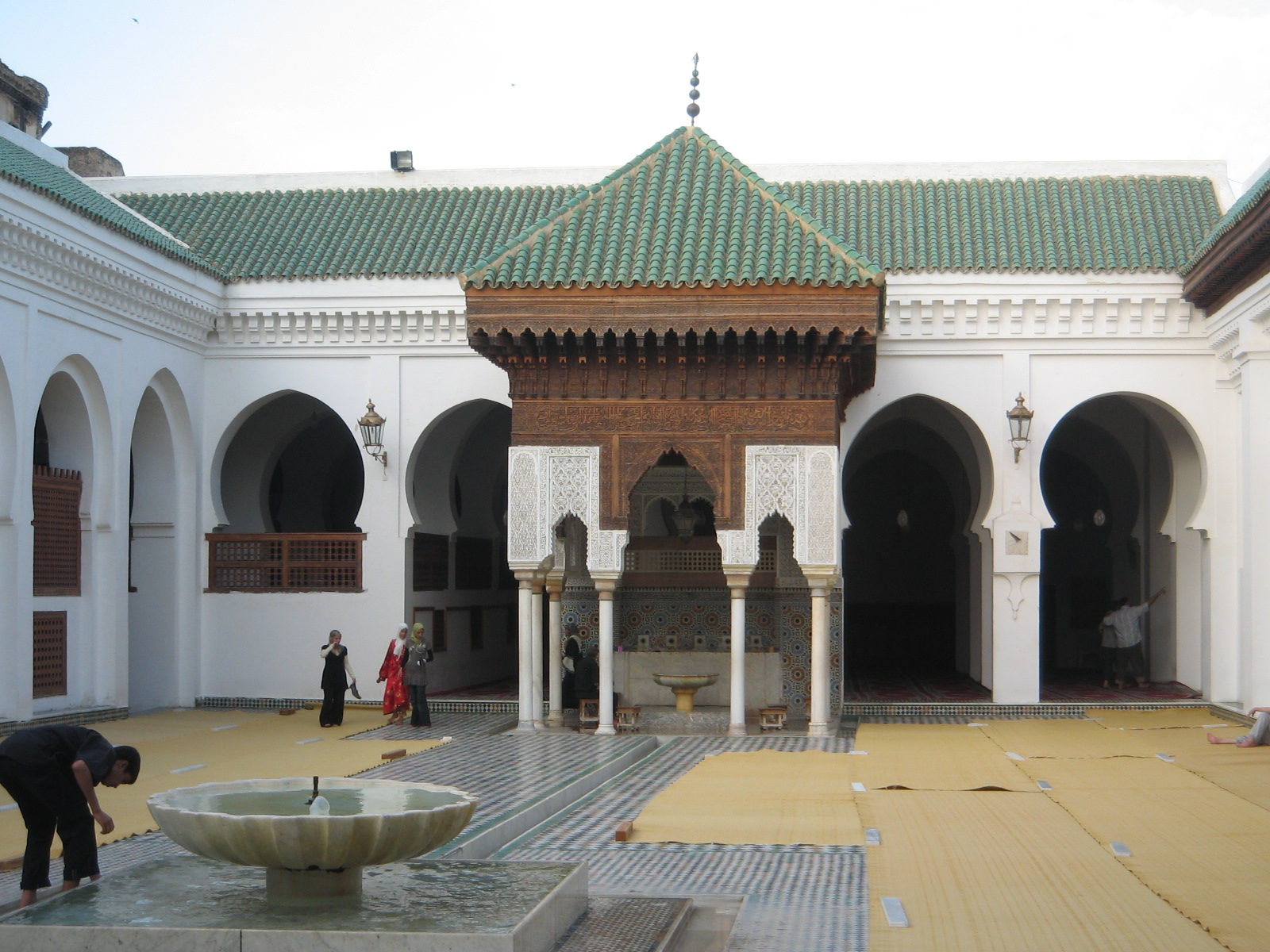
الصحن من مسجد القرويين، بما في ذلك أجنحة من عصر السعديين.

الصحن فناء ذو شكل مستطيل، وتحيط به قاعة الصلاة من ثلاث جهات ورواق إلى الشمال. الأرضية معبدة ببلاط الفسيفساء المغربي (زليج) وفي الوسط توجد نافورة. منفذ الفناء من خارج المسجد هو البوابة الشمالية الرئيسية، المسماة باب الورد، التي تغطي دهليزها بقبة بيضاء من العصر المريني مخددة من الخارج ومغطاة بالجص المطلي والمنقوش من الداخل. ومقابل هذه البوابة، الواقعة على محور المحراب، يوجد المدخل المركزي لقاعة الصلاة الداخلية، والتي تحرسها شاشة خشبية منحوتة ومطلية تسمى العنزة، وهي بمثابة محراب رمزي «خارجي» أو «صيفي» للصلاة في الفناء(36). يحتوي المدخل إلى قاعة الصلاة والبوابة الخارجية المقابلة له على واجهات مزينة بالجص المنقوش والمطلي.
في الطرفين الغربي والشرقي من الفناء يقف جناحان سعديان مزخرفان كل منهما يؤوي نافورة أخرى. تحتوي الأجنحة على قباب هرمية تحاكي أجنحة تابهو السباع في قصر الحمراء بإسبانيا. وهي مصممة بالخشب النقوش والجص والجدران ذات البلاط الفسيفسائي والأعمدة الرخامية. خلف هذه الأجنحة يوجد امتدادات لقاعة الصلاة الرئيسية مقسمة إلى أربعة بلاطات بصفوف من الأقواس. والرواق والقاعة المقوسة على الجوانب الشمالية الشرقية من الفناء عبارة عن مكان للصلاة مخصص للنساء.

### الصّومعة

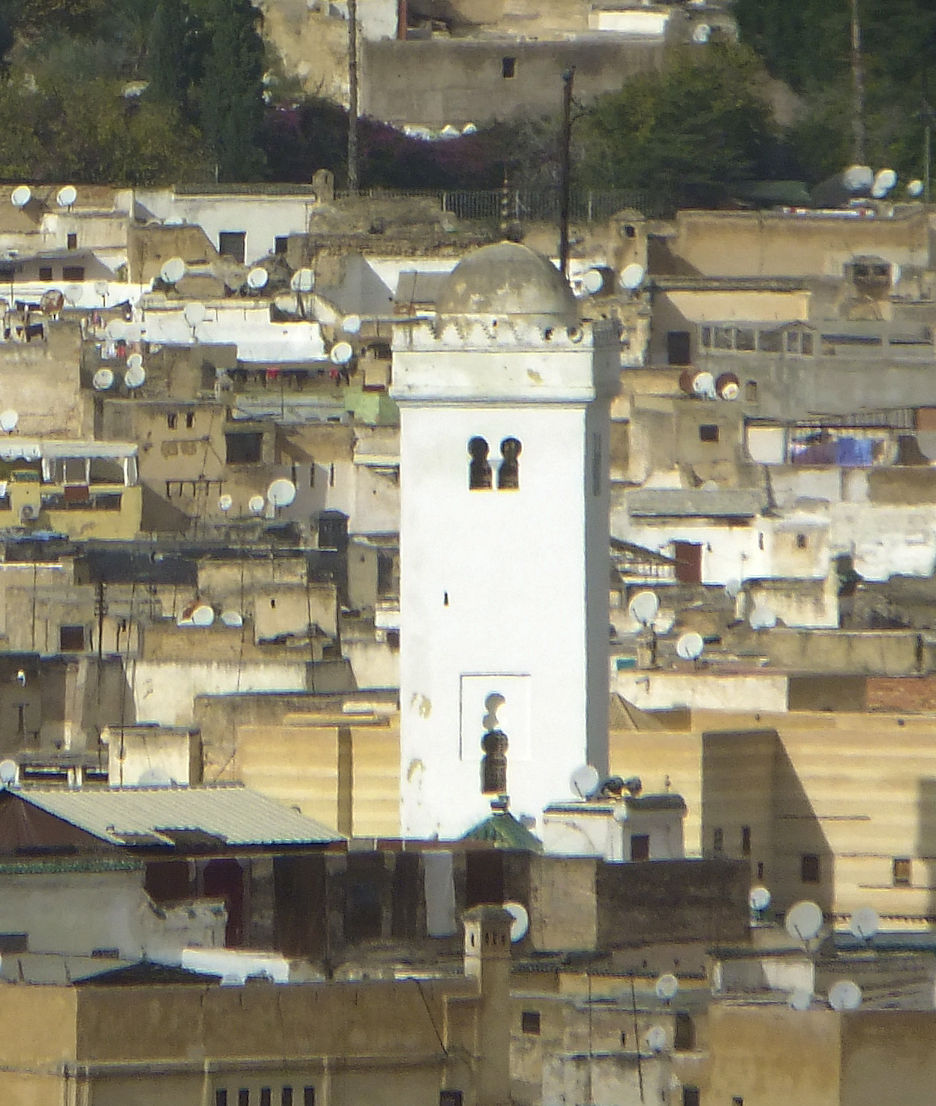
المئذنة من الجنوب.

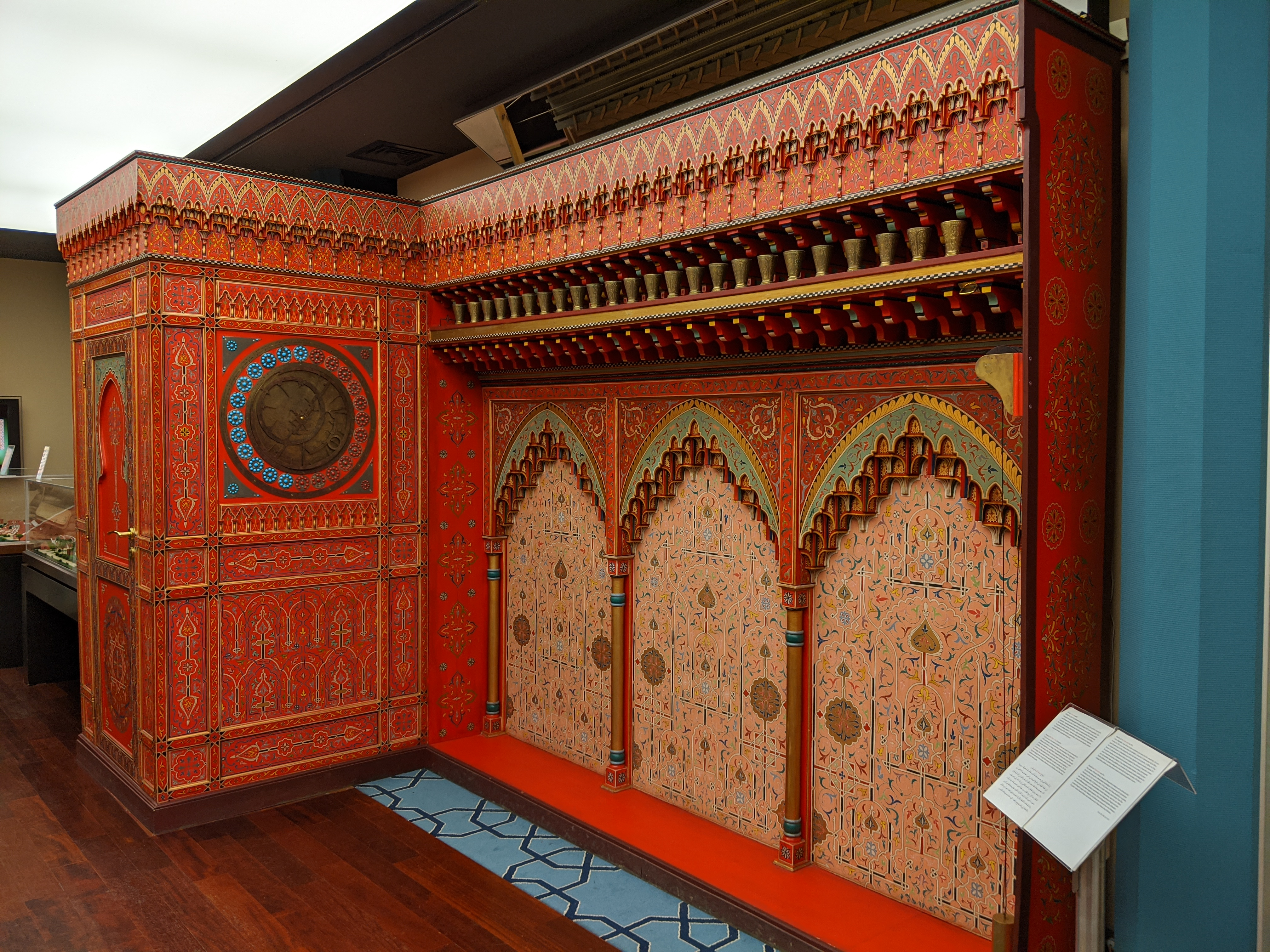
إعادة بناء الساعة المائية من القرن الرابع عشر من دار المؤقت في مسجد القرويين (المعروضة في متحف إسطنبول لتاريخ العلوم والتكنولوجيا في الإسلام)

في القرن العاشر، مَوَّل عبد الرحمن الناصر لدين الله الخليفة الأموي في قرطبة (891م/277هـ -961م/350هـ) بناء المئذنة الحالية، والتي تطل على الفناء من الغرب، وقد أشرف على بنائها عامله بفاس أحمد بن أبي بكر الزناتي وهدم الصومعة الأولى. والتي كانت مبنية بحجر جيري مطلي ذو جودة رديئة نسبيًا وقد قام المرينيون بطليها بالكلس الأبيض في القرن الثالث عشر من أجل حمايتها من التدهور. والمئذنة عبارة عن عمود مربع، تبلغ سِعة كل وجه منها واحدًا وعشرين شبرًا، وجعل بابها من جهة القبلة تعلوه قبة، ووضع في ذروتها تفافيح مموهة من ذهب في زج من حديد، وركب في الزج المذكور سيف الإمام إدريس الذي أسس المدينة. بالإضافة إلى حاجز الشرفة التي يصدر منها المؤذن الأذان. يبلغ ارتفاع الهيكل الكامل 26.75 متر. إحدى السمات الغريبة للمئذنة هي النافذة السفلية على واجهتها الجنوبية، والتي تشبه شكل حدوة حصان «ثلاثية»، ممدودة رأسياً، وهي فريدة من نوعها لهذا الهيكل. على الجانب الجنوبي من المئذنة، أعلى رواق الفناء، توجد غرفة تُعرف باسم دار المؤقت، وهي مخصصة لتحديد أوقات الصلاة بطريقة دقيقة.

### جامع الجنائز
يوجد عدد من الملاحق حول المسجد التي تؤدي وظائف مختلفة. تشغل المراحيض الطرف الشمالي الغربي من المبنى. خلف جدار القبلة الجنوبي، إلى الغرب من محور المحراب، توجد منطقة تعرف باسم جامع الجنايز (37)، والتي تؤدى فيها صلاة الجنازة وهي منفصلة عن باقي المسجد. لم يكن هذا النوع من المرافق شائعًا خصوصًا في العالم الإسلامي ولكن هناك العديد من الأمثلة في فاس، بما في ذلك في مسجد الشرابليين ومسجد باب الكيسة. فُصل عن المسجد الرئيسي من أجل الحفاظ على نقاء هذا الأخير كمكان للصلاة العادية، والتي يمكن من حيث المبدأ تلويثها خلال وجود جثة. يعود هذا المسجد إلى الفترة المرابطية، كما يتميز بزخارف مثل قبة المقرنصات وعدد من القناطر المزخرفة بأشكال مختلفة.

### المكتبة
تقع المكتبة وراء الجدار الجنوبي للمسجد، من ناحية الشرق من محور المحراب، هي المكتبة التاريخية للمسجد والجامعة. وتُعتبر أقدم مكتبة في العالم، وقد صُنَّفت ضمن أعظم 100 موقع في العالم تجب زيارتها سنة 2018. تأسست في البداية كمكتبة صغيرة إلى جانب جامع القرويين عام 750 هجرية المُوافق 1350 ميلادية على يد السلطان المريني أبو عنان ، لكنها كانت تقع في الزاوية الشمالية الشرقية للمسجد بدلاً من الجنوب. إلا أنه يعود المبنى الحالي جزئيًا إلى البناء السعدي من إنشاء أحمد المنصور في أواخر القرن السادس عشر، الذي بنى غرفة تسمى الأحمدية خلف جدار القبلة مباشرةً، لكن معظم المبنى الحالي يعود إلى توسع كبير في القرن العشرين. وشمل هذا التوسع غرفة القراءة الكبرى الحالية، التي يبلغ طولها 23 مترًا، وتتميز بسقف خشبي مطلي بالزخارف. ووقد رُممت وأعيد فتحها مؤخرًا في عام 2016. وحاليًا تتوفر جامعة القرويين على خمسُ مكتباتٍ بأكثر من 45.268 مُجلدًا.

## أقدم جامعة في العالم
وفقًا لمنظمة اليونسكو، وعددٍ من العلماء الآخرين، تُعتبر القرويين جامعة منذ تأسيسها، ولذلك هي أقدم جامعة في العالم. في بعض المصادر، تُوصف المدرسة في العصور الوسطى بأنها «جامعة». وفقًا ليحيى بالافيسيني، لم ينتشر نموذج الجامعات في أوروبا حتى القرن الثاني عشر، ووجد في جميع أنحاء العالم الإسلامي منذ تأسيس القرويين في القرن التاسع حتى الاستعمار الأوروبي على الأقل.(38) وفقًا لموسوعة بريتانيكا، كانت الجامعات موجودة في أجزاء من آسيا وأفريقيا قبل تأسيس أول الجامعات الأوروبية في العصور الوسطى.
كما تُعتبر أول جامعة تمنح إجازة في الطب في العالم، وذلك عام 1207 ميلادية الموافق 603 هجرية، وتُعد هذه الإجازة الأقدم من نوعها والتي منحتها جامعة القرويين لعبد الله بن صالح الكتامي لِمُمَارسة الطب البشري والبيطري.

### الجدال والانتقادات
يعتبرُ عددٌ من الباحثين الآخرين أن الجامعة في العصور الوسطى(39) مؤسسة فريدة من نوعها في أوروبا، بحجة أن الجامعات الأولى كانت موجودة في أوروبا الغربية، وكثيرًا ما يُشار إلى جامعة باريس وجامعة بولونيا باعتبارِهما أمثلة أقدم على ذلك. إلا أن عبد الله كنون يذكر في كتابه التعاشيب بأن كلية بولونيا تأسست سنة 1119م أي بعد الأزهر بنحو قرن ونصف، إذ أن مُقابل تاريخ بنائه من الميلادي يكون حوالي 970 وحينئذٍ ترتيب هذه الجامعات حسب القِدم يكون كالتالي جامعة القرويين ثم الأزهر فجامعة بولونيا. يقول جاك فيرغر أن مصطلح «الجامعة» استخدمه العلماء للإشارة أحيانًا للمدرسة لأنه أكثر ملاءمةً، فقد شهدت الجامعة الأوروبية اضطرابًا كبيرًا بين المؤسسات السابقة للتعليم العالي وكانت أقرب جامعة حديثة حقيقية.(40) يعتبر العديد من العلماء أن جامعة القرويين تأسست ولم تكن تدرس(41) مثل المدرسة إلا بعد الحرب العالمية الثانية. وهم يعتبرون مؤسسات مثل القرويين كليات للتعليم العالي للشريعة الإسلامية حيث كانت المواد الأخرى ذات أهمية ثانوية فقط.(42) ويقرون أن تاريخ تحول مدرسة القرويين إلى جامعة يرجع إلى إعادة تنظيمها في عام 1963.(43) في أعقاب هذه الإصلاحات، تغير اسم القرويين رسميًا إلى «جامعة القرويين» بعد عامين. وقد اقترح بعض العلماء، الذين أشاروا إلى أوجه تشابه بين الجامعة والمدارس الأوروبية في العصور الوسطى،(44) أن هذه الأخيرة ربما تأثرت بالمدارس الدينية في الأندلُس وإمارة صقلية. وقد شكك علماء آخرون في ذلك، مشيرين إلى عدم وجود أدلة على انتقال فعلي من العالم الإسلامي إلى أوروبا المسيحية وسُلط الضوء على الاختلافات في بنية والإجراءات والمناهج والوضع القانوني «للكلية الإسلامية» مقابل الجامعة الأوروبية.(45) كما يعتقد السياسي المغربي محمد بن الحسن الوزاني بأنها «معهد ديني» وليست جامعة ولتكون جامعة تحتاج «لعلماء أخصائيين في سائر العلوم والفنون لهذا العصر».

## أبرز الملتحقين بالجامعة

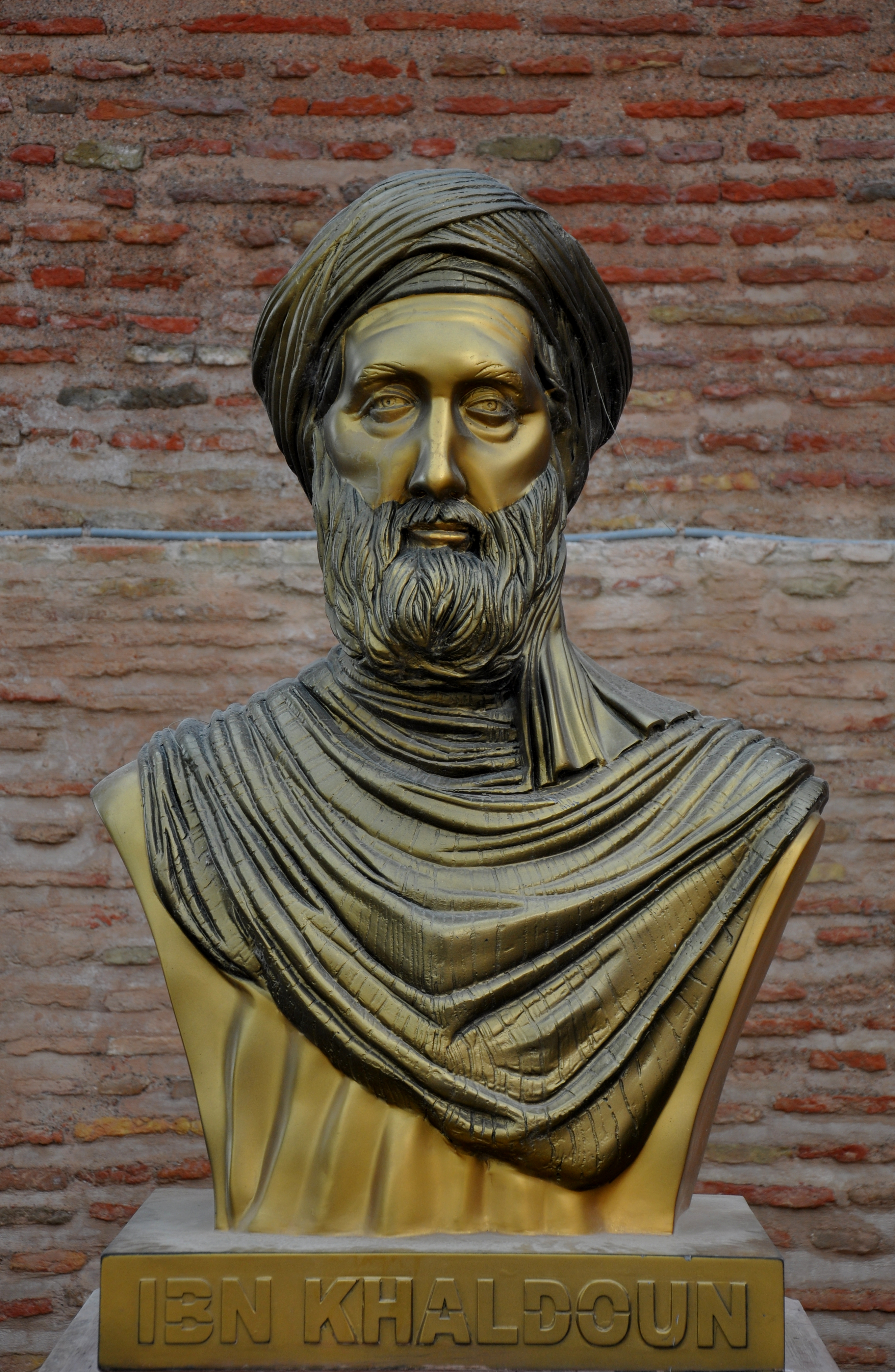
تمثال نصفي لابن خلدون في مدخل قصبة بجاية بالجزائر.

في جامعة القرويين، درس الطلاب العقيدة والفقه والفلسفة والرياضيات وعلم التنجيم وعِلم الفلك واللغات. كان للجامعة بين طلابها منذ العصور الوسطى أشخاص مشهورين من جميع أنحاء البحر الأبيض المتوسط مثل الفيلسوف ابن رشد والجغرافي محمد الإدريسي والفيلسوف اليهودي موسى بن ميمون.
- سلفستر الثاني[108] (946 – 1003 م)، واسمه جربير هو بابا فرنسي. وهو البابا الوحيد الذي تعلم العربية وأتقن العلوم عند العرب.
- الإدريسي[109] (1100 – 1166 م) (493 – 559 هـ). عالم وكاتب وجغرافي مُسلم ويُتعبر من أشهر العلماء المسلمين في مجال علم الخرائط، وعلم المصريات، وقد استُخدمت مصوراته وخرائطهُ في سائر كشوف عصر النهضة الأوربية.
- موسى بن ميمون (1138 – 1240 م) (529 – 601 هـ). فيلسوف يهودي، كان أيضًا فلكي بارز وطبيبًا. وواحدًا من أكثر علماء التوراة إنتاجًا وتأثيرًا في العصور الوسطى. عمل موسى بن ميمون حاخامًا وطبيبًا وفيلسوفًا في المغرب ومصر.
- ابن خلدون[110] (1332 – 1406 م) (732 – 808 هـ). عالِم مُسلم ومؤرخ، مُؤسس علم الاجتماع[111] وقد وُصف بأنَّه أب للتخصصات الحديثة في التأريخ وعلم الاجتماع والاقتصاد والديموغرافيا. ويُعتبر ابن خلدون أحد أعظم فلاسفة العصور الوسطى.
- عبد الله بن صالح الكتامي عالم نباتي وصيدلاني مُسلم. عاش في دولة الموحدين، وكان صيدلاني في بلاط الموحِّدين. ويُعد عبد الله الكتامي صاحب أقدم إجازةٍ معروفةٍ في الطب في العالم.[97]
- نيكولاس كلينايرتس (1495 – 1542 م)[42] نحوي ورحالة فلمنكي.
- ليون الإفريقي[112] (1488 – 1554 م) (894 – 962 هـ). دبلوماسي ومستكشف شمال أفريقيا ومؤلف أندلسي اشتهر بكتابه وصف أفريقيا الذي ركز فيه على جغرافية المغرب العربي ووادي النيل.
- محمد بن الحسن البناني (1727 – 1780 م) (1130 – 1194 هـ). فقيه مسلم مغربي برز في القرن الثامن عشر الأكثر شيوعا، كما ركز البناني في بحوثه على المالكية والفقه الإسلامي [113]
- أحمد بن إدريس الفاسي (1760 – 1837 م)، أحد أعلام التصوف في بلاد المغرب.[114]
- عبد الكريم الخطابي (1882 – 1963 م). زعيم سياسي وعسكري مغربي. قاد الثورة ضِدّ الاستعمار الإسباني والفرنسي،[115] ومن أشهر المعارك التي خاضها معركة أنوال والتي انهزمت فيها إسيانية هزيمة ساحقة.[116]
- علال الفاسي (1910 – 1974 م)، عالم ومفكر إسلامي وأديب وسياسي مغربي، مُؤسس حزب الاستقلال وزعيم الحركة الوطنية المغربية، [117] شارك في المقاومة الاستعمارية ومعارك الاستقلال والتحرر في المغرب والعالم العربي [118]
- محمد تقي الدين الهلالي (1893 – 1987 م)، محدث ولغوي وأديب وشاعر ورحالة سلفي ظاهري مغربي، ومن أبرز أعماله ترجمة صحيح البخاري والمجمع للقرآن الكريم باللغة الإنجليزية.[119]
- عبد الله بن الصديق الغماري (1910 – 1993 م)، فقيه وعالم دين مسلم من المغرب.[120]
- فاطمة القباج (1932م –)، واحدة من أوائل الطالبات القلائل اللواتي التحقن بجامعة القرويين. أصبحت فيما بعد العضوة الوحيدة في المجلس العلمي الأعلى المغربي سنة 2004.[121]

## الجامعة حاليًا
في 25 يونيو 2015، صدر بالجريدة الرسمية عدد 6372 ظهير شريف رقم 1.72.75 الصادر بتاريخ 7 رمضان 1436هـ/24 يونيو 2015 يقضي بإعادة تنظيم جامعة القرويين والذي حدد المؤسسات والمعاهد التابعة لها، حيث صارت تحت الوصاية المباشرة للملك، وأُلحقت بوزارة الأوقاف والشؤون الإسلامية بدل وزارة التعليم العالي والبحث العلمي وتكوين الأطر، وكلف الظهير الجامعة بمهام التأطير الديني والبحث العلمي وتكوين الأئمة والمرشدين. 

### الكليات الأكاديمية
في 2015 أُلحقت خمس مؤسسات جامعية التي كانت تابعة لجامعة القرويين بالجامعات التابعة لنفوذها الترابي وهي :
- كلية الشريعة بفاس أصبحت تابعة لجامعة سيدي محمد بن عبد الله بفاس.
- كلية اللغة العربية بمراكش أصبحت تابعة لجامعة القاضي عياض بمراكش.
- كلية أصول الدين تطوان أصبحت تابعة لجامعة عبد المالك السعدي بتطوان.
- كلية الشريعة بأيت ملول وكلية العلوم الشرعية بالسمارة أصبحتا تابعتين لجامعة ابن زهر بأكادير.

### الهيكلة والدرجات الجامعية
تضم الجامعة الآن خمس كليات ومجموعة من المؤسسات التابعة لجامعة القرويين منها جامع القرويين، معهد محمد السادس للقراءات، معهد محمد السادس لتكوين الأئمة والمرشدين والمرشدات ، معهد الفكر والحضارة الإسلامية بالدار البيضاء،  المعهد الملكي للبحث في تاريخ المغرب، المدرسة القرآنية. ولكل معهد تابع للجامعة نظام إجازة خاص.

#### جامع القرويين للتعليم النهائي العتيق بفاس
احتفظ جامع القرويين فقط بالطور النهائي للتعليم العتيق والذي يضم ثلاثة مستويات تتوج بشهادة العالمية في التعليم العتيق حسب القانون رقم 13.01 في شأن التعليم العتيق (2002).

#### معهد محمد السادس للقراءات والدراسات القرآنية
مدة التكوين فيه أربع سنوات تتوج بإجازة، تتبعها سنتان للحصول على الماستر. ومن شروط الالتحاق بالمعهد، أن يكون الطالب حاملًا لكتاب الله كاملًا وحاصلًا على الباكالوريا، وألا يزيد عُمره على ثلاثين سنة عند اجتياز المسابقة.

#### مؤسسة دار الحديث الحسنية
تعتبر مؤسسة دار الحديث الحسنية مؤسسة للتعليم العالي والبحث العلمي، يعهد إليها بمهمة تكوين العلماء والباحثين في مجال الدراسات الإسلامية العليا المتخصصة والمعمقة. تأسست الدار بموجب المرسوم الملكي في 11 جمادى الأولى عام 1388هـ (6 غشت 1968م). وفي سنة 2015 أصبحت المؤسسة منضوية تحت جامعة القرويين بموجب ظهير شريف رقم 115.71 الصادر في 7 رمضان 1436 (24 يوليوز 2015) بإعادة تنظيم جامعة القرويين. كان النظام القديم (1968) للمؤسسة التسجيل مفتوحًا في وجه الطلبة الحاملين لشهادة الإجازة في العلوم الشرعية أو في اللغة العربية وآدابها أو في القانون الخاص، ويمنحهم نوعين من الشهادة:
- دبلوم الدراسات العليا في العلوم الإسلامية والحديث.
- دكتوراه في العلوم الإسلامية والحديث «دكتوراه دولة».

وبتاريخ 18 رجب 1426 (الموافق 24 غشت 2005) صدر الظهير الشريف 1.05.159 بإعادة تنظيم دار الحديث الحسنية، وبناءً عليه أُضيف ما يلي :
- شهادة إجازة دار الحديث الحسنية في علوم الدين: تتويجًا للتكوين الأساسي المتخصص ويستقبل الطلبة الحائزين على شهادة الباكلوريا في مختلف التخصصات بميزة مستحسن على الأقل، ويشتمل هذا السلك على ثمانية فصول موزعة على أربع سنوات (منها فصلان تحضيريان).
- شهادة التأهيل في الدراسات الإسلامية العليا: تتويجًا لمرحلة التأهيل والتي تضم أربعة فصول موزعة على سنتين، ويُستقبل الطلبة الحاملين لشهادة الإجازة من مؤسسة دار الحديث الحسنية، أو من إحدى كليات العلوم القانونية والاقتصادية والاجتماعية، أو ما يعادلها.
- شهادة الدكتوراه في الدراسات الإسلامية العليا: تستغرق على الأقل ثلاث سنوات.

### المنشورات الدورية
- مجلة القرويين.
- مجلة كلية اللغة العربية-مراكش.
- مجلة منظمة العمل ضد الجوع في كلية الشريعة - فاس.
- مجلة كلية أصول الدين – تطوان: تهتم بنشر الأبحاث العلمية والدينية، وصدر العدد الأول منها في عام 1999 وهي مستمرة حتى الآن.
- مجلة كلية الشريعة – فاس: تقوم بنشر الأبحاث العلمية باللغة العربية منذ عام 1976.[133]

### أبحاث
يعهد إلى مؤسسة دار الحديث الحسنية التابعة لجامعة القرويين مهمة تنمية البحث العلمي في مجال العلوم الإسلامية والفكر الإسلامي وعلم مقارنة الأديان والفقه المقارن، ومن مشاريعها البحثية.
- مؤلف جماعي في موضوع «الاختلاف في المجال الإسلامي تأصيلًا وتدبيرًا».[134]
- كتاب «التأليف في الاختلاف الفقهي والأصولي في القرن الثاني الهجري: دراسة في الخصائص والوظائف والآثار».[135]
- كتاب «كيف نختلف ؟» بتعاون مع المركز المغربي للدراسات والأبحاث التربوية - تطوان.
- كتاب «منطق تدبير الاختلاف من خلال أعمال طه عبد الرحمن». بالإضافة إلى ترجمة مجموعة من الكتب المتعلقة بالدراسات الإسلامية.[136]

### التعاون بين الجامعات
- جامعة الأزهر.
- المركز العربي للبحوث العلمية والقانونية في الرباط.
- رابطة الجامعات الإسلامية.
- اتحاد الجامعات العربية.
- رابطة الجامعات الأفريقية.
- جامعة الزيتونة.

## معرض الصور

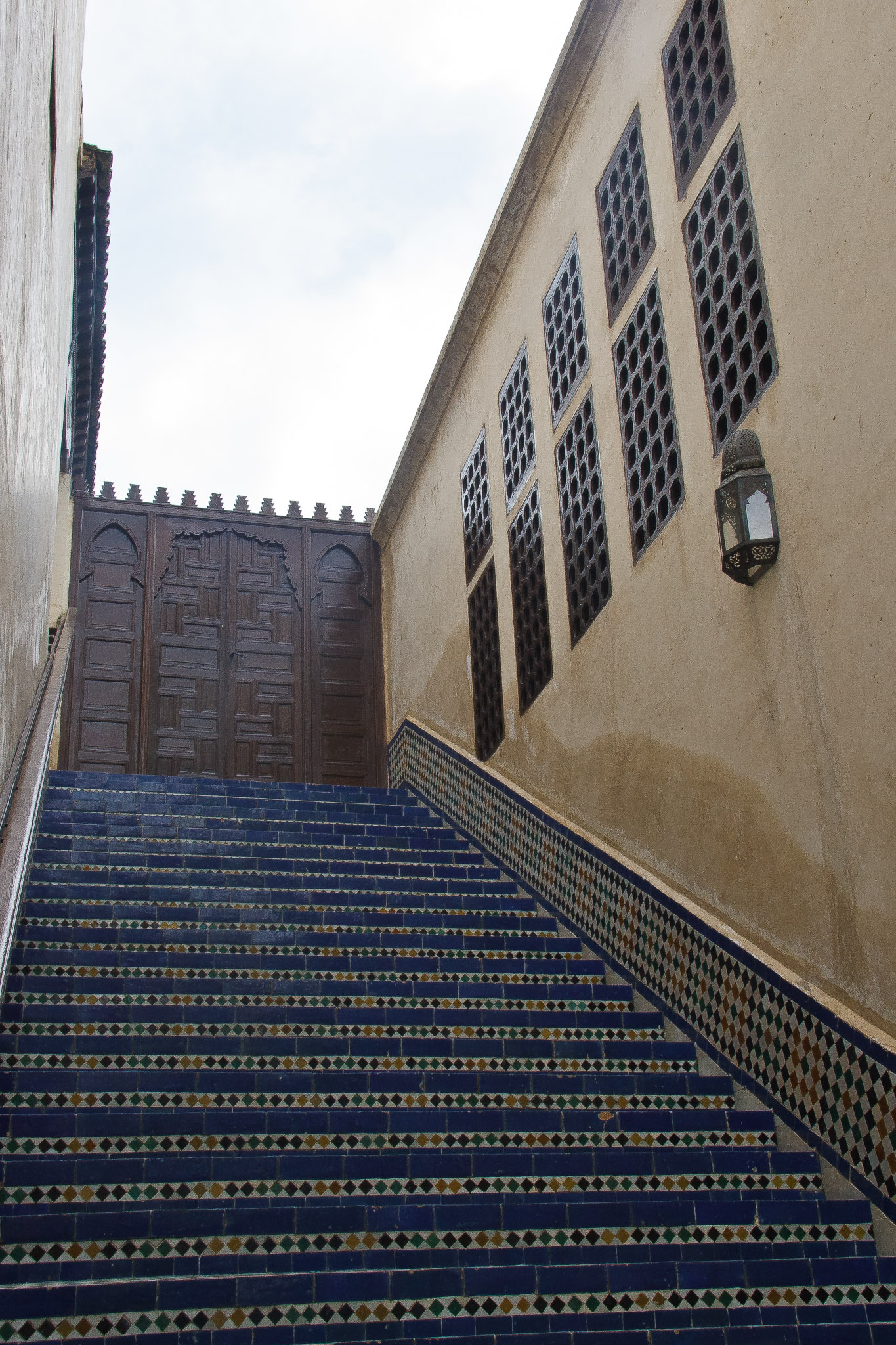
مدخل مكتبة جامع وجامعة القرويين
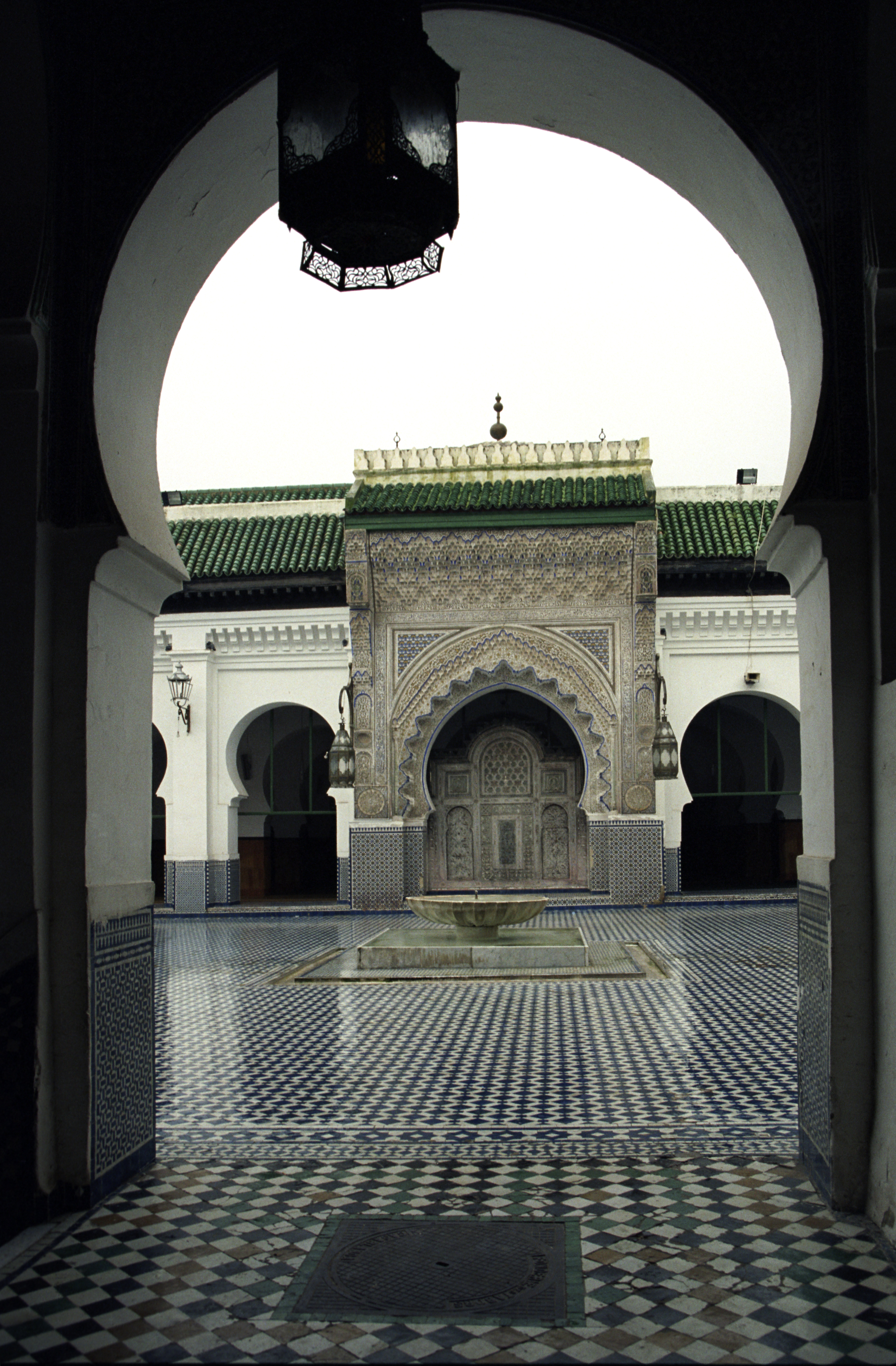
نظرة على فناء جامع القرويين بمدينة فاس
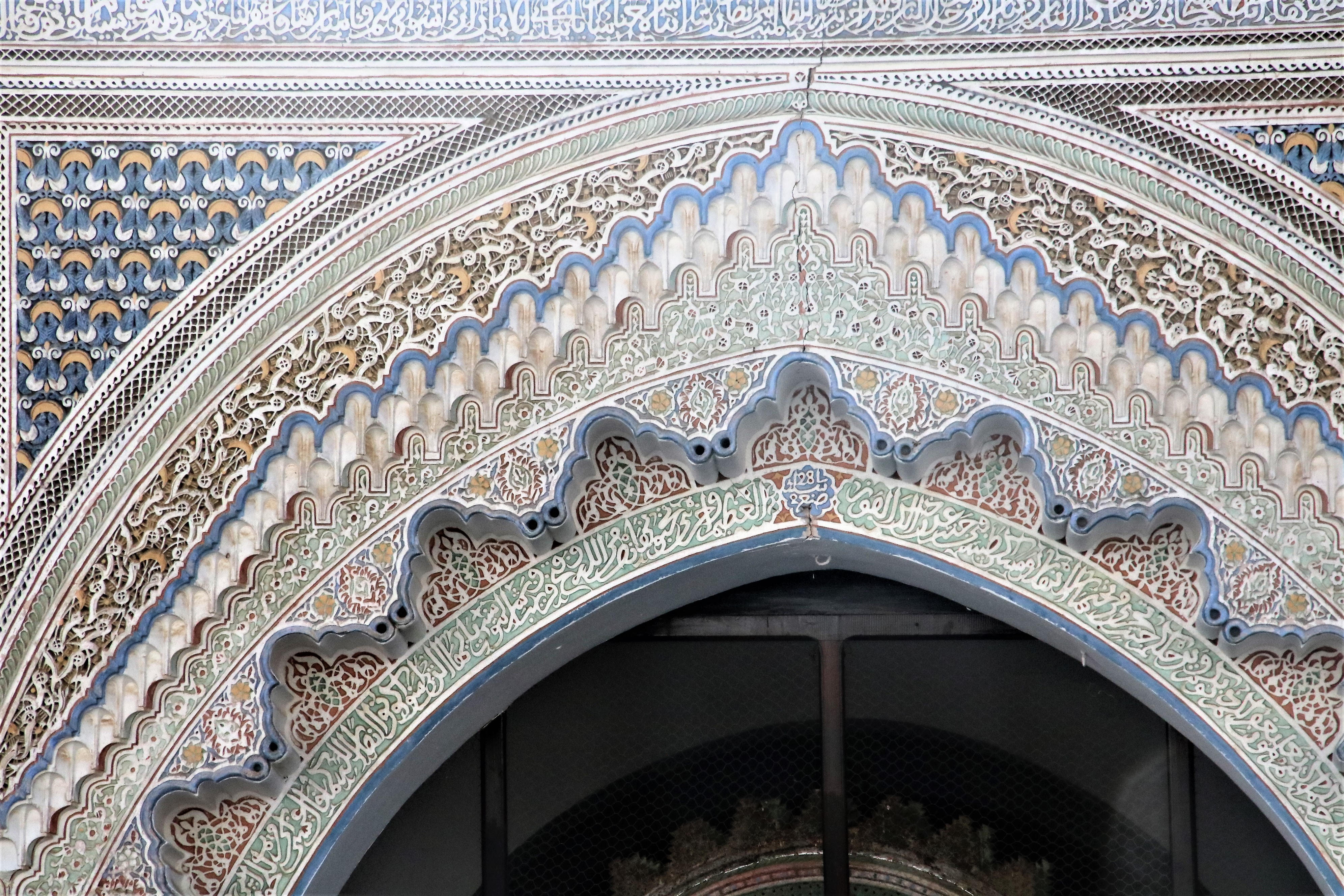
صورة مقربة لقوس المدخل المركزي لقاعة الصلاة من جهة الصحن
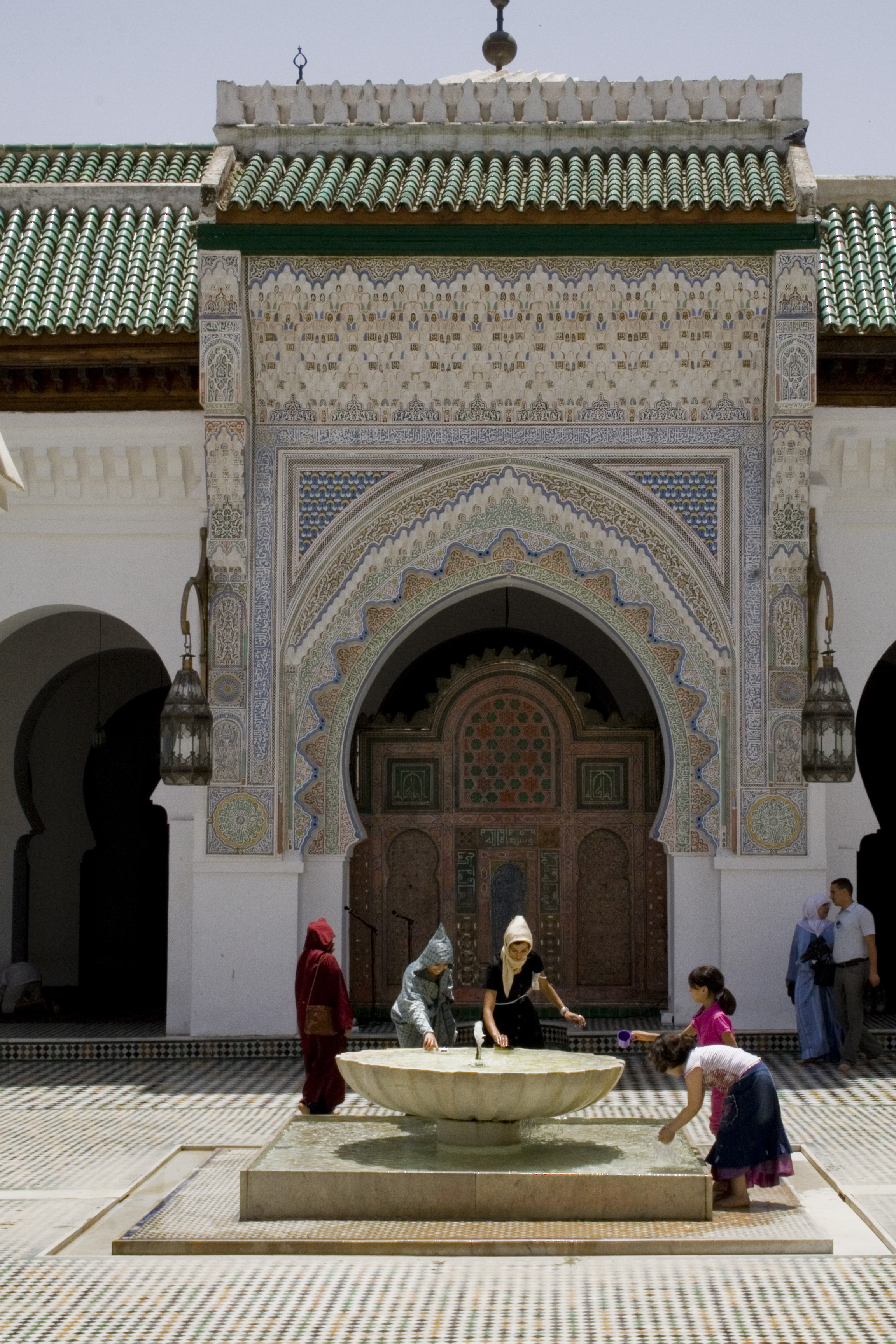
نظرة داخل الصحن، تظهر النافورة والدخل المركزي لقاعة الصلاة
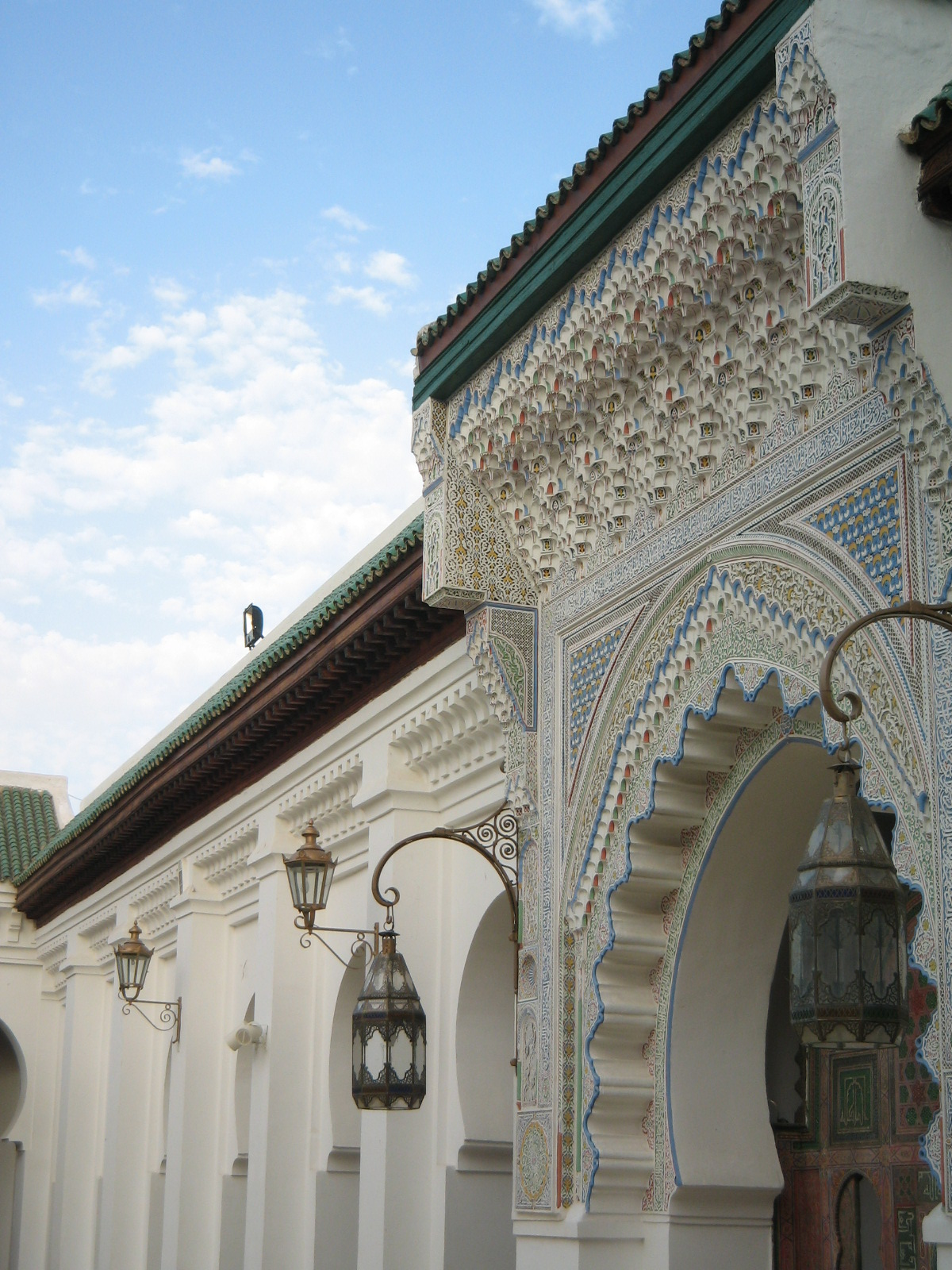
صورة جانبية ومقربة لقوس المدخل المركزي لقاعة الصلاة من جهة الصحن
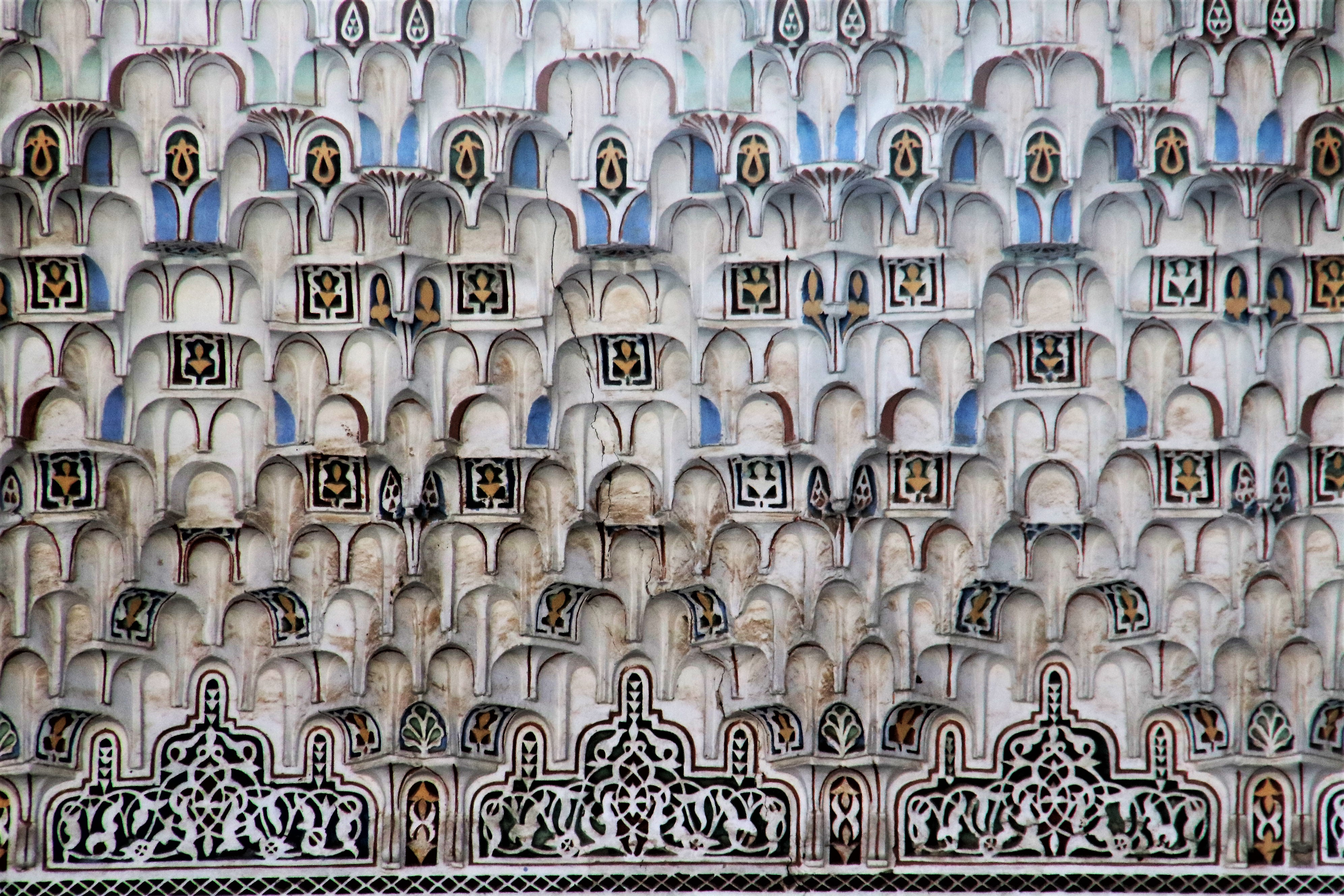
صورة مقربة لمنحوتات المقرنصات(35) فوق قوس المدخل المركزي لقاعة الصلاة من جهة الصحن والمزين أيضًا بنقوش معقدة من الزخرفة العربية
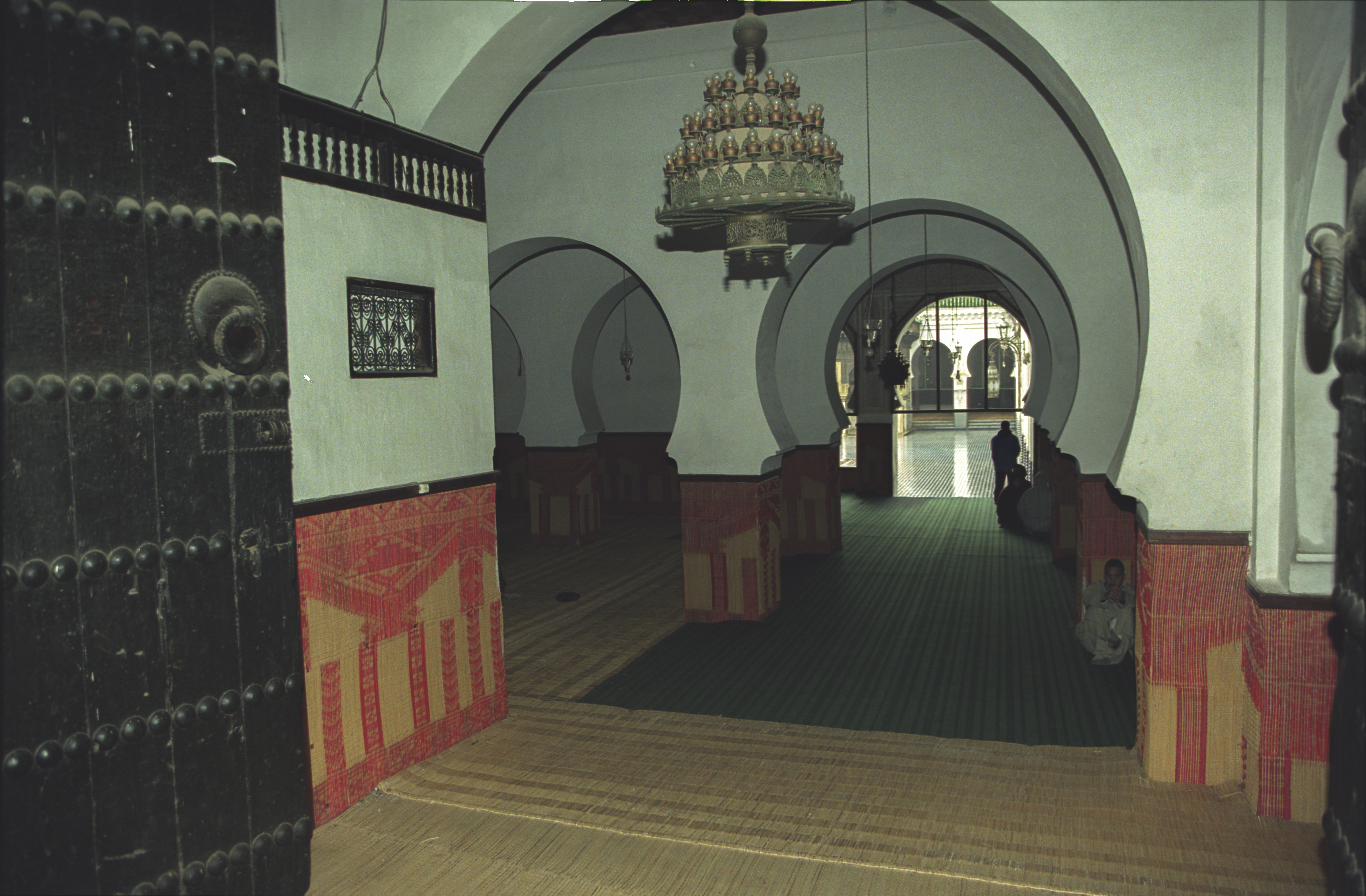
نظرة داخل جامع القرويين (قاعة الصلاة).
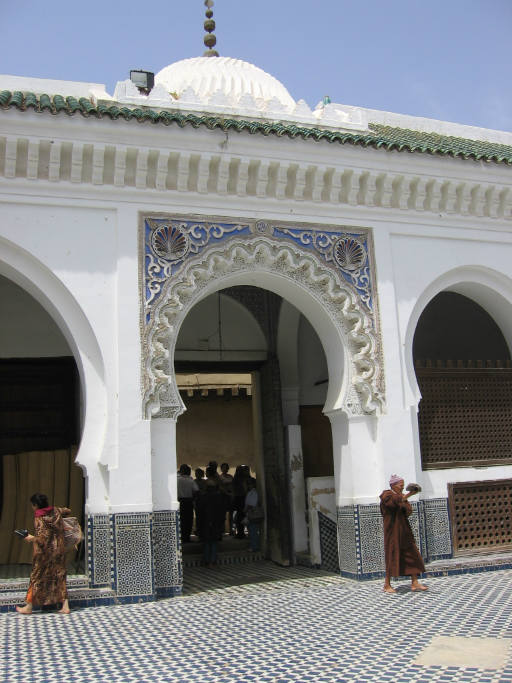
الجانب الداخلي من باب الورد المدخل الشمالي الرئيسي لمسجد القرويين من الفناء.
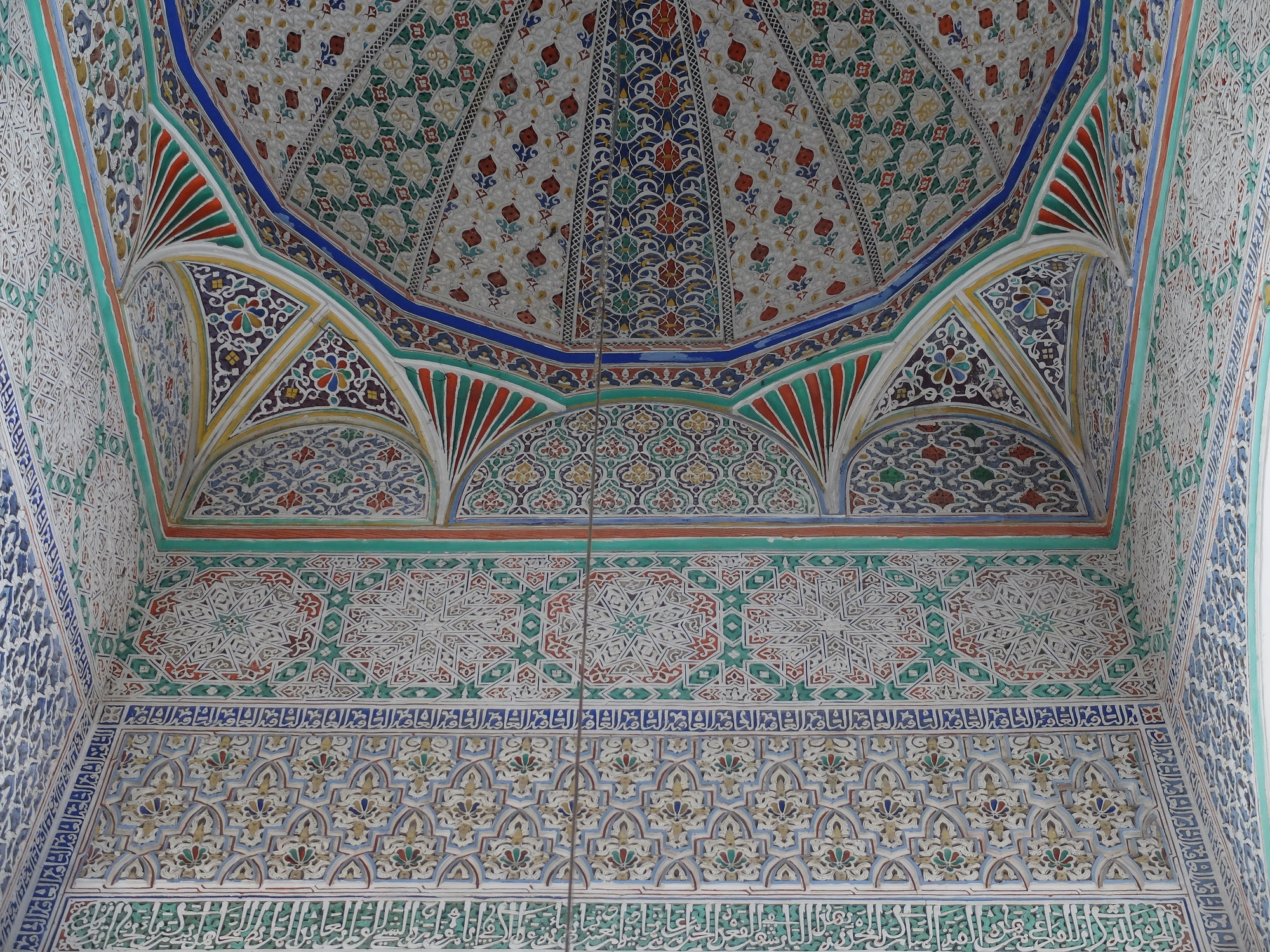
صورة مقربة للقبة المرينية الواقعة بباب الورد

## الهوامش
- 1: أندرو بيترسون عن فاس في قاموس الهندسة المعمارية الإسلامية: «مسجد القرويين، الذي تأسس عام 859، هو أشهر مسجد في المغرب وجذب التمويل المستمر من قبل الحكام المسلمين». [137]
- 2: الكتاني متحدثًا عن ابن خلدون: «فيلسوف التاريخ ومُؤَلِّف علم الاجتماع عبد الرحمان ابن خلدون، الذي كان أعظم  من رحل إلى مصر، والذي ملأ الدنيا، وشغل الناس، وقد حل بمصر سنة 784هـ، وتصدر للإقراء بالأزهر برغبة من طلبتها، وعلم بمدراس القاهرة كالقمحية، والصرغمتسية، التي درس بها الموطأ ذاكرا سنده إليها، وخاصة سند أبي البركات عندما درس عليه بالقرويين. وقد تولى ابن خلدون بمصر قضاء المالكية، ممن أخذ عنه العِزَّ ابن جماعة، والشمس البساطي، والدماميني، وابن حجر، وسواهم.»[16]
- 3: ليلات في تاريخ التعليم العالي الأفريقي من العصور القديمة حتى الوقت الحاضر: توليفة نقدية في التعليم العالي متحدثةً عن القرويين: «أما بالنسبة لطبيعة مناهجها، فقد كانت نموذجية لمدارس رئيسية أخرى مثل الأزهر والقرويين، على الرغم من أن العديد من النصوص المستخدمة في المؤسسة جاءت من إسبانيا المسلمة... بدأت القرويين حياتها كمسجد صغير شيد عام 859 م عن طريق الوقف الذي تركته امرأة ثرية من باب التقوى، فاطمة بنت محمد الفهري.»[138]
- 4: المنطقة الغربية من المدينة.
- 5: زاوية مولاي إدريس الثاني حاليًا
- 6: الفقه الإسلامي.
- 7: العصور الوطاسية، السعدية، العلوية.
- 8: تاريخ الميلاد والوفاة غير دقيق.
- 9: عربي أو بربري.
- 10: ريفي/بدوي أو حضري.
- 11: كيفن شيلنغتون في موسوعة التاريخ الأفريقي:«لطالما كان التعليم العالي جزءًا لا يتجزأ من المغرب، حيث يعود إلى القرن التاسع عندما تم إنشاء مسجد القرويين. أصبحت [المدرسة]، المعروفة اليوم باسم جامعة القرويين، جزءًا من نظام جامعات الدولة في عام 1947».[139]
- 12: تمتد تقريبًا من الشرق إلى الغرب، موازية لجدار القبلة الجنوبي.
- 13: من عود الأبنوس والعناب[68]
- 14: القبلة.
- 15: ربما قبل وجود حي الملاح في فاس لاحقًا.
- 16: كوة ترمز إلى اتجاه الصلاة.
- 17: الأقواس على طول محوره المركزي، في خط عمودي على الجدار الجنوبي وعلى صفوف الأقواس الأخرى.
- 18: والأقدم قليلاً.
- 19: جامع الجنائز بجامع القرويين. يوجد خلف حائط قبلة الجامع ويتصل مباشرة بالطريق ببابين. ويسمح هذان البابان بالقيام بصلاة الجنازة دون مرور جثمان الميت بداخل قاعة الصلاة.
- 20: القرن الثاني عشر والقرن الثالث عشر.
- 22: التي لم يبقَ منها اليوم إلا التصميم التقريبي فقط.
- 23: صنعت العنزة الأولى من خشب الأرز بسيطة في أعلاها كتابة في شهر شعبان سنة 524 هـ أما هذه العنزة فقد صنعها القاضي محمد بن أيوب أيام ولايته القضاء بفاس، حيث بدا بالعمل عليها بتاريخ 1 ذي القعدة 687 هـ (27 نوفمبر 1288م) وانتهى منها في 5 ربيع الأول 689هـ (8 مارس 1288).[140]
- 24: المؤدية إلى صحن المحراب المركزي.
- 25: البوابة الشمالية المركزية للمسجد.
- 26: مع ترميمات طفيفة.
- 27: على عكس الموقع الحالي للمكتبة.
- 28: قصر الحمراء في غرناطة، إسبانيا.
- 29: حول موقع المكتبة الحالي.
- 30: التي تفتح على الفناء.
- 31: لكن أبوابها الحالية، هي نسخ طبق الأصل تحل محل الأصلية التي تحفظ الآن في متحف دار البطحاء.[64]
- 32: منزل ضابط الوقت.
- 33: أي اتجاه الصلاة للمصلين المسلمين.
- 34: كوة ترمز إلى اتجاه الصلاة.
- 35: النحت على شكل بيوت النحل أو أقراص الشَّهد، إذ يشبه المقرنص الواحد -إذا أُخذ مفصولاً عن مجموعته- محراباً صغيراً، أو جزءً طولياً منه.
- 36: وهذا هو الجزء فقط الذي يمكن أن يراه الزوار الوافدون من خارج البوابة.
- 37: «مسجد الجنائز»، أو تترجم أحيانًا باسم «مسجد الموتى».
- 38: تحدث أسلان في «التعليم الإسلامي في أوروبا» قائلًا:«حافظ المجتمع الإسلامي على مؤسسات التعليم العالي وفَضّلها ونظّمها حتى أصبحت مراكز جديدة لنشر المعرفة الإسلامية، وكانت هذه المراكز أماكن يلتقي فيها المعلمون والطلاب في ذلك الوقت، كما أن جميع المثقفين يجتمعون ويشاركون في مناقشات علمية بالغة الأهمية. وليس من قبيل المصادفة أنه حوالي القرن التاسع تُنشئ في العالم الإسلامي أول جامعة في العالم، وهي جامعة القرويين بفاس، تلتها الزيتونة في تونس، والأزهر في القاهرة. كان للنموذج الجامعي، الذي كان منتشراً في الغرب منذ القرن الثاني عشر فقط، ثروة غير عادية وانتشر في جميع أنحاء العالم الإسلامي على الأقل حتى الفترة الاستعمارية».[141]
- 39: من الجامعات اللاتينية)
- 40: «لا أحد اليوم يجادل في حقيقة أن الجامعات، بالمعنى الذي يُفهم به المصطلح الآن بشكل عام، كانت من صنع العصور الوسطى، التي ظهرت لأول مرة بين القرنين الثاني عشر والثالث عشر. لا شك في أن الحضارات الأخرى، قبل أوغريبةً كليًا إلى القرون الوسطى الغربية، مثل الإمبراطورية الرومانية، البيزنطية، الإسلام، أو الصين، كانوا على دراية بأشكال التعليم العالي التي وصفها عدد من المؤرخين، من اجل الاقناع، بأنها جامعات. غير أن إلقاء نظرة فاحصة يجعل من الواضح أن الواقع المؤسسي كان مختلفًا تمامًا، وبغض النظر عما قيل عن هذا الموضوع، فلا يوجد رابط حقيقي مثل أن يبررنا في ربطهم بـ جامعات القرون الوسطى في الغرب. حتى يكون هناك دليل قاطع على عكس ذلك، يجب اعتبار هذا الأخير هو المصدر الوحيد للنموذج الذي انتشر تدريجيًا عبر أوروبا كلها ثم إلى العالم كله. لذلك نحن معنيين بما هو بلا منازع مؤسسة أصلية، والتي لا يمكن تعريفها إلا من خلال التحليل التاريخي لظهورها وطريقة عملها في ظروف ملموسة.» (مترجم)[142]
- 41:
  - « المدرسة، في الاستخدام الحديث، هي اسم مؤسسة تعليمية تُدّرس فيها العلوم الإسلامية، أي كلية للدراسات العليا، بدلاً من مدرسة ابتدائية من النوع التقليدي (كتّاب)؛ في استخدام العصور الوسطى، وهي كلية قانون حيث كانت فيها العلوم الإسلامية الأخرى، بما في ذلك العلوم الأدبية والفلسفية، مواد ثانوية فقط.»[143]
  - « المدرسة هي كلية الشريعة الإسلامية. كانت المدرسة مؤسسة تعليمية يُدرس فيها الشريعة الإسلامية (الفقه) وفقًا لمذهب سني أو أكثر: المالكي، الشافعي، الحنفي، أو الحنبلي. كان مدعومًا بوقف أو التزام خيري (وقف) يوفر كرسيًا واحدًا على الأقل لأستاذ القانون، ودخلًا لأعضاء هيئة التدريس أو الموظفين الآخرين، ومنحًا للطلاب، وتمويلًا لصيانة المبنى. احتوت المدارس الدينية على مساكن للأساتذة وبعض طلابه. كثيرًا ما تُدّرس الموضوعات بخلاف القانون في المدارس الدينية، وحتى أنها كانت تقام هناك جلسات صوفية، ولكن لا يمكن أن تكون هناك مدرسة بدون قانون باعتبارها الموضوع الرئيسي من الناحية الفنية.»[144]
  - «عند دراسة معهد أجنبي وبعيد نسبيًا في الزمن، كما هو الحال في مدرسة القرون الوسطى، يخاطر المرء بنَسْب خصائص مستعارة من مؤسساته وعصره. وبالتالي، يمكن إجراء عمليات نقل غير مبررة من ثقافة إلى أخرى، وقد يُهمل عامل الوقت أو ينبذ باعتباره بلا أهمية. لذلك لا يمكن للمرء أن يكون حريصًا جدًا في محاولة إجراء دراسة مقارنة لهاتين المؤسستين: المدرسة والجامعة. ولكن على الرغم من العثرات الكامنة في مثل هذه الدراسة، وإن كانت سطحية، فإن النتائج التي يمكن الحصول عليها تستحق المخاطر التي تنطوي عليها. على أي حال، لا يمكن للمرء تجنب إجراء مقارنات عندما تم بالفعل الإدلاء ببعض البيانات غير المبررة ويبدو أنها مقبولة حاليًا دون سؤال. أكثر هذه التصريحات غير المبررة هو ذلك الذي يجعل من "المدرسة" "جامعةً".»[145]
- 42:
  - يقول جورج مقدسي في المدرسة والجامعة في العصور الوسطى: «وهكذا كانت الجامعة، شكلًا من أشكال التنظيم الاجتماعي، خاصة بأوروبا في العصور الوسطى. صُدر فيما بعد إلى جميع أنحاء العالم، بما في ذلك الشرق الإسلامي. وبقي معنا حتى يومنا هذا. لكن بالعودة إلى العصور الوسطى، خارج أوروبا، لم يكن هناك شيء يشبه ذلك في أي مكان.»[146]
  - يقول روج، والتر في مقدمة. الجامعة مؤسسةٌ أوروبية: «الجامعة مؤسسة أوروبية؛ في الواقع، إنها المؤسسة الأوروبية بامتياز. هناك أسباب مختلفة لهذا التأكيد. كمجتمع من المعلمين والمتعلمين، مُنح حقوقًا معينة، مثل الاستقلالية الإدارية وتحديد المناهج وتحقيقها (الدورات الدراسية) وأهداف البحث وكذلك منح الدرجات المعترف بها علنًا، إنه إنشاء من القرون الوسطى أوروبا، التي كانت أوروبا المسيحية البابوية...
; لم تنتشر أي مؤسسة أوروبية أخرى في العالم بأسره بالطريقة التي اتبعها الشكل التقليدي للجامعة الأوروبية. أُعتمدت الدرجات التي تمنحها الجامعات الأوروبية - درجة البكالوريوس، والليسانس، ودرجة الماستر، والدكتوراه - في أكثر المجتمعات تنوعًا في جميع أنحاء العالم. لقد نجت كليات الفنون الأربع في العصور الوسطى - والتي يطلق عليها بشكل مختلف الفلسفة، الآداب، الفنون، الفنون والعلوم، والعلوم الإنسانية - والقانون والطب واللاهوت واستكملت بالعديد من التخصصات، لا سيما العلوم الاجتماعية والدراسات التكنولوجية، لكنها بقيت لا تقل عن ذلك في قلب الجامعات في جميع أنحاء العالم.
يأتى اسم universitas، الذي طُبق في العصور الوسطى على الهيئات المؤسسية من أكثر الأنواع تنوعًا وطُبق وفقًا لذلك على التنظيم المشترك للمعلمين والطلاب، على مر القرون، تم التركيز بشكل خاص على: الجامعة، باعتبارها Universitas litterarum، منذ القرن الثامن عشر هي المؤسسة الفكرية التي تزرع وتنقل مجموعة كاملة من التخصصات الفكرية المدروسة منهجية.»،[147] « … يجب اعتبار هذا الأخير هو المصدر الوحيد للنموذج الذي انتشر تدريجيًا عبر أوروبا كلها ثم إلى العالم كله.»[142]
- 43:
  - تقول زكية بلهاشمي في كتابها الجندر والتعليم والمعرفة النسوية في المغرب (شمال أفريقيا) – 1950-70: «تعديلات المؤسسات الأصلية للتعليم العالي: المدرسة. أثرت التعديلات المؤسساتية للمدارس بشكل كبير على بنية ومحتوى هذه المؤسسات. من حيث الهيكل، كانت التعديلات ذات شقين: إعادة تنظيم المدارس الأصلية المتاحة وإنشاء مؤسسات جديدة. وقد أدى ذلك إلى نوعين مختلفين من المؤسسات التعليمية الإسلامية في المغرب [العربي]. النوع الأول مستمد من اندماج المدارس القديمة مع جامعات جديدة. على سبيل المثال، حول المغرب القرويين (859 م) إلى جامعة تحت إشراف وزارة التربية والتعليم عام 1963.»[148]
  - يقول بارك في القاموس التاريخي للمغرب: «القرويين هي أقدم جامعة في المغرب. تأسست مسجدًا في مدينة فاس في منتصف القرن التاسع. لقد كانت وجهة لطلاب وعلماء الدراسات الإسلامية والدراسات العربية عبر تاريخ المغرب. كانت هناك أيضًا مدارس دينية أخرى مثل مدارس ابن يوسف ومدارس أخرى في لسوس. مَوّل سلاطين المغرب والعديد من العائلات التقليدية الشهيرة هذا النظام التعليمي الأساسي والمسمى بالتعليم الأصيل. بعد الاستقلال، حافظت القرويين على سمعتها، لكن بدا من المهم تحويلها إلى جامعة تعد الخريجين لبلد حديث مع الحفاظ على التركيز على الدراسات الإسلامية. ومن ثم، تأسست جامعة القرويين في فبراير 1963، وبينما كان مقر إقامة العميد في فاس، كان للجامعة الجديدة في البداية أربع كليات تقع في مناطق رئيسية من البلاد معروفة بتأثيرها الديني والمدارس. كانت هذه الكليات هي كلية الشريعة بفاس، وكلية أصول الدين بتطوان، وكلية اللغة العربية بمراكش (تأسست جميعها عام 1963)، وكلية الشريعة بآيت ملول بالقرب من أكادير، والتي تأسست عام 1979.»[149]
  - ليلات في تاريخ التعليم العالي الأفريقي من العصور القديمة حتى الوقت الحاضر: توليفة نقدية في التعليم العالي متحدثةً عن القرويين :«أما بالنسبة لطبيعة مناهجها، فقد كانت نموذجية لمدارس رئيسية أخرى مثل الأزهر والقرويين، على الرغم من أن العديد من النصوص المستخدمة في المؤسسة جاءت من إسبانيا المسلمة...»[138]
- 44: نوريا سانز سجور برجان (2002) في تراث الجامعات الأوروبية « في كثير من النواحي، إذا كانت هناك أي مؤسسة يمكن لأوروبا المطالبة بها كأحد اختراعاتها، فإنها الجامعة. كدليل على ذلك ودون الرغبة هنا في سرد التاريخ الكامل لولادة الجامعات، يكفي أن نصف بإيجاز كيف اتخذ اختراع الجامعات شكل عملية متعددة المراكز ذات أصل أوروبي على وجه التحديد.»[150]
- 45:
  - يقول جورج مقدسي في المدرسة والجامعة في العصور الوسطى: «وهكذا كانت الجامعة، شكلًا من أشكال التنظيم الاجتماعي، خاصة بأوروبا في العصور الوسطى. صُدر فيما بعد إلى جميع أنحاء العالم، بما في ذلك الشرق الإسلامي. وبقي معنا حتى يومنا هذا. لكن بالعودة إلى العصور الوسطى، خارج أوروبا، لم يكن هناك شيء يشبه ذلك في أي مكان.»[146]
  - تجد مجمل المعرفة حول هذه الاختلافات في توبي هوف.[151]
  - انظر إلى مراجعة صعود الكليات. مؤسسات التعلم في الإسلام والغرب بقلم جورج مقدسي لنورمان دانيال.Daniel 1984، صفحة 587

### فهرس المراجع
1. ↑  Lulat 2005، صفحة 70؛ Park & Boum 2006، صفحة 348؛ Belhachmi 2003
2. ↑  جامعة القرويين 2015.
3. ↑   https://www.aau.org/subs/membership/. اطلع عليه بتاريخ 2022-12-15. {{استشهاد ويب}}: |url= بحاجة لعنوان (مساعدة) والوسيط |title= غير موجود أو فارغ (من ويكي بيانات) (مساعدة)
4. ↑  Guinness World Records.
5. ↑  الشرقاوي 2019؛
الحسيني 2017؛ Encyclopedia Britannica 2015

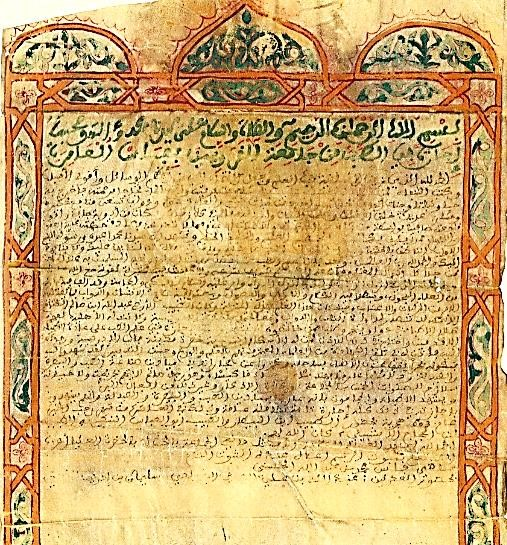
أقدم إجازةٍ معروفةٍ في الطب في العالم من جامعة القرويين

6. 1 2  UNESCO World Heritage Centre 2016.
7. ↑  Verger, de Ridder-Symoens & Rüegg 2003؛ Cavendish 2011، صفحة 161
8. ↑  Ferguson 2011؛ Molesworth, Scullion & Nixon 2010، صفحة 26
9. ↑  Humphrys & 2010 223.
10. ↑  Oxford Business Group 2009، صفحة 252 - Esposito 2003، صفحة 328
11. 1 2 3 4 5 6 7 8 9 10 11 12 13 14 15 16 17 18 19 20 21 22 23 24 25 26 27 28 29 30 31 32 33 34 35 36 37 38 39 40 41 42 43 44 45 46 47 48 49 50  Terrasse & Deverdun 1968.
12. ↑  لوطورنو 1992، صفحة 11.
13. ↑  كنون 2017، صفحة 33.
14. ↑  بن القاضي 1973، صفحة 54.
15. ↑  أحمد 2016.
16. 1 2  الكتاني 1992.
17. ↑  ابن الأحمر 1972، صفحة 33- 56.
18. ↑  الْجَزِيرَة؛ الباحثون-المسلمون 2015
19. ↑  التازي 2000، صفحة 46؛ الجزنائي 1991، صفحة 26الجزنائي 1991، صفحة 45
20. 1 2  Esposito 2003، صفحة 328.
21. ↑  مرعي 2006، صفحة 257.
22. ↑  الجزنائي 1991، صفحة 45.
23. ↑  التازي 2000، صفحة 46.
24. ↑  كنون 2015، صفحة 84؛ الجزنائي 1991، صفحة 45
25. ↑  كنون 2017، صفحة 33؛ ابن أبي زرع 1972، صفحة 54؛ بن خالد الناصري 1997، صفحة 140
26. 1 2 3  Abun-Nasr 1987.
27. 1 2  الجزنائي 1991، صفحة 46.
28. ↑  التازي 1960؛ التازي 2012
29. ↑  التازي 2012.
30. ↑  كنون 2015، صفحة 88.
31. ↑  شاكر 2000، صفحة 112.
32. ↑  Terrasse & Deverdun 1968، صفحة 12؛ الجزنائي 1991، صفحة 47
33. ↑  التازي 2000، صفحة 55.
34. 1 2 3  Gaudio 1982، صفحة 136.
35. ↑  Deverdun 1971، صفحة 659.
36. ↑  Bel 1923، صفحة 7
37. ↑  Lévi-Provençal 2001
38. ↑  Bel 1923، صفحة 85-ملاحظة 1.
39. ↑  كنون 2015، صفحة 86.
40. ↑  مكناسي 2003، صفحة 35؛ Muslim Heritage 2004؛ Irwin 2019
41. ↑  لاند 1958.
42. 1 2  Muslim Heritage 2004.
43. ↑  Crowe et al. Russell، صفحة 93؛ الكتاني 1992
44. ↑  أيت أومغار 2020؛ ابن زيدان 1937، صفحة 35
45. ↑  كنون 2015، صفحة 99.
46. 1 2  الاخضر 1977، صفحة 69.
47. ↑  المنيعي 2011.
48. ↑  الطويل 2015.
49. ↑  Lulat 2005، صفحة 154–157؛ بروفنسال 1977، صفحة 28
50. 1 2 3 4 5 6 7 8 9  Lulat 2005، صفحة 154–157.
51. ↑  المملكة المغربية 1965، صفحة 1374.
52. ↑  Lulat 2005، صفحة 154–157؛ Belhachmi 2003؛ Park & Boum 2006، صفحة 348
53. 1 2  كلية أصول الدين بتطوان.
54. ↑  Lulat 2005، صفحة 154–157؛ Park & Boum 2006، صفحة 348
55. ↑  Lintz, Déléry & Tuil Leonetti 2014، صفحة 119.
56. ↑  Terrasse & Deverdun 1968؛ Gaudio 1982، صفحة 135
57. ↑  التازي 2000، صفحة 49.
58. 1 2 3  الجزنائي 1991، صفحة 47.
59. ↑  إسماعيل 1985.
60. ↑  التازي 2000، صفحة 49؛ Deverdun 1971، صفحة 659؛ Terrasse & Deverdun 1968
61. ↑  التازي 2000، صفحة 48.
62. ↑  Gaudio 1982.
63. 1 2  بن خالد الناصري 1997، صفحة 140.
64. 1 2 3 4 5  Lintz, Déléry & Tuil Leonetti 2014.
65. ↑  الجزنائي 1991، صفحة 49.
66. ↑  الجزنائي 1991، صفحة 54.
67. 1 2 3 4  ابن أبي زرع 1972، صفحة 58.
68. 1 2 3  الجزنائي 1991، صفحة 55.
69. 1 2  Terrasse & Deverdun 1968 ؛Lintz, Déléry & Tuil Leonetti 2014
70. ↑  Terrasse & Deverdun 1968 ؛Salmon 1985
71. 1 2 3 4 5 6 7  Salmon 1985.
72. 1 2  الحضري 2019.
73. ↑  Parker 1981، صفحة 141, 146 ؛Terrasse & Deverdun 1968
74. 1 2  الجزنائي 1991، صفحة 65.
75. ↑  Le Tourneau 1949 ؛Terrasse & Deverdun 1968
76. ↑  كنون 2015، صفحة 85؛ Terrasse & Deverdun 1968، صفحة 26-25
77. ↑  Terrasse 1957 ؛Terrasse & Deverdun 1968
78. ↑  الجزنائي 1991، صفحة 73.
79. 1 2 3  Touri et al. Mezzine.
80. 1 2  Salmon 2016.
81. ↑  Terrasse & Deverdun 1968 ؛Salmon 2016
82. ↑  Métalsi 2003 ؛ Touri et al. Mezzine
83. ↑  Métalsi 2003، صفحة 174.
84. ↑  كنون 2015، صفحة 100-101.
85. ↑  Najjar 1958، صفحة 104–112.
86. ↑  Marçais 1954 ؛Terrasse & Deverdun 1968
87. ↑  CRTF 2017 ؛Parker 1981، صفحة 140
88. 1 2  Métalsi 2003.
89. ↑  الجزنائي 1991، صفحة 68.
90. ↑  Mezzine 2019.
91. 1 2  ابن أبي زرع 1972، صفحة 56.
92. ↑  هسبريس 2018.
93. ↑  وزارة الثفافة والشباب والرياضة 2011.
94. ↑  حجي 1977، صفحة 184.
95. ↑  Shaheen 2016.
96. ↑  Carrington 2016.
97. 1 2 3  Cherradi 2020، صفحة 679.
98. ↑  Seelinger 2018؛ Esposito 2003، صفحة 328؛ Gaudio 1982
99. ↑  Joseph & Najmabadi 2003، صفحة 314.
100. ↑  موسوعة بريتانيكا.
101. ↑  Ferruolo 1985، صفحة 5؛ بيس 1912؛ Brill 2012
102. ↑  Lexikon des Mittelalters 1999، صفحة 1249-1250؛ Vauchez, Dobson & Lapidge 2000، صفحة 1484؛ Verger, de Ridder-Symoens & Rüegg 2003، صفحة 35
103. ↑  كنون 2015، صفحة 84.
104. ↑  Makdisi 1970، صفحة 255–264.
105. ↑  Alatas 2006، صفحة 123–4.
106. ↑  استيتو 2019.
107. ↑  كنون 2015، صفحة 88-96.
108. ↑  Crowe et al. Russell، صفحة 93؛ الكتاني 1992؛ Touri et al. Mezzine؛ Gaudio 1982
109. ↑  Fry, Clevel & University Curnow؛ Bhattacharyya & Guha 2016
110. ↑  Irwin 2019؛ Bhattacharyya & Guha 2016
111. ↑  السرجاني 2010؛ Gates 1967، صفحة 415–422
112. ↑  Bhattacharyya & Guha 2016
113. ↑  بن أحمد الصقلي 2009.
114. ↑  Radtke 2012.
115. ↑  بدر 2014.
116. ↑  الجزيرة نت 2014a، صفحة عبد الكريم الخطابي.
117. ↑  الجزيرة نت 2014b، صفحة علال الفاسي.
118. ↑  الورديغي 1992.
119. ↑  الهلالي 2015؛ مكتبة دار السلام
120. ↑  Nachef 2009.
121. ↑  ديوان العرب 2011؛ أحمد 2016
122. 1 2  الوزاني 2015.
123. ↑  جامعة القرويين 2016c، صفحة معهد محمد السادس لتكوين الأئمة.
124. ↑  جامعة القرويين 2016e، صفحة المعهد الملكي للبحث.
125. ↑  جامعة القرويين 2016f، صفحة المدرسة القرآنية.
126. ↑  وزارة الأوقاف والشؤون الإسلامية 2012.
127. ↑  جامعة القرويين 2016a، صفحة جامع القرويين.
128. ↑  جامعة القرويين 2016b، صفحة معهد محمد السادس للقراءات.
129. 1 2  وزارة الأوقاف والشؤون الإسلامية 2013.
130. ↑  الجريدة الرسمية المغربية 1968.
131. ↑  مؤسسة دار الحديث الحسنية.
132. 1 2  جامعة القرويين 2016d، صفحة دار الحديث الحسنية.
133. ↑  مجلة سيدتي 2019.
134. ↑  "أمير المؤمنين يترأس درسا دينيا جديدا من سلسلة الدروس الحسنية الرمضانية". وزارة الأوقاف والشؤون الإسلامية. مؤرشف من الأصل في 2020-09-03. اطلع عليه بتاريخ 2020-08-02.
135. ↑  "جامعة القرويين والمؤسسات التابعة لها سنة 2016". وزارة الأوقاف والشؤون الإسلامية. مؤرشف من الأصل في 2020-09-03. اطلع عليه بتاريخ 2020-08-02.
136. ↑  "تدبير الاختلاف في المجال الإسلامي ( 2009- 2011)". مؤسسة دار الحديث الحسنية. مؤرشف من الأصل في 2020-02-22. اطلع عليه بتاريخ 2020-08-02.
137. ↑  Petersen 1996، صفحة 87.
138. 1 2  Lulat 2005، صفحة 70.
139. ↑  Shillington 2005، صفحة 1025.
140. ↑  ابن أبي زرع 1972، صفحة 65.
141. ↑  Aslan 2009، صفحة 220–221.
142. 1 2  Verger, de Ridder-Symoens & Rüegg 2003، صفحة 35.
143. ↑  Pedersen et al. 2012.
144. ↑  مرعي 2006، صفحة 457.
145. ↑  Makdisi 1970، صفحة 255.
146. 1 2  Makdisi 1970، صفحة 264.
147. ↑  Rüegg 1992، صفحة XIX–XX.
148. ↑  Belhachmi 2003.
149. ↑  Park & Boum 2006، صفحة 348.
150. ↑  Sanz & Bergan 2002، صفحة 119.
151. ↑  Huff 2017، صفحة 149-159 و179-189.

### المعلومات الكاملة للمراجع
باللغة الفرنسية
الكتب
- Bel، Alfred (1923). Zahrat el-Ās (La fleur du myrte) : traitant de la fondation de la ville de Fès par Abou-1-Hasan ’Ali El-Djaznâi. الجزائر: منشورات كلية الآداب بالجزائر. ج. fascicule 59. ص. 85 ملاحظة 1. مؤرشف من الأصل (PDF) في 2020-08-21.
- Le Tourneau, Roger (1949). Fès avant le protectorat: étude économique et sociale d'une ville de l'occident musulman (بالفرنسية). الدار البيضاء: Société Marocaine de Librairie et d'Édition. Archived from the original on 2019-12-18.
- Marçais، Georges (1954). L'architecture musulmane d'Occident. باريس: Arts et métiers graphiques.
- Terrasse, Henri; Deverdun, Gaston (1968). La Mosquée al-Qaraouiyin à Fès; avec une étude de Gaston Deverdun sur les inscriptions historiques de la mosquée (بالفرنسية). باريس: Librairie C. Klincksieck. Archived from the original on 2020-06-06.
- Deverdun، Gaston (1971). al-Karawiyyîn, Encyclopédie de l'Islam. باريس: E.J.Brill/Maisonneuve & Larose, Leyde. ج. 4. ص. 659.
- Lévi-Provençal, Evariste (2001). Les historiens des Chorfa: essai sur la littérature historique et biographique au Maroc du XVIe au XXe siècle ; suivi de La fondation de Fès (بالفرنسية). باريس: Maisonneuve & Larose. ISBN:978-2-7068-1507-2. Archived from the original on 2020-06-06.
- Métalsi، Mohamed (2003). Fès: La ville essentielle. باريس: ACR Édition Internationale. ISBN:978-2867701528.
- Touri، Abdelaziz؛ Benaboud، Mhammad؛ Boujibar El-Khatib، Naïma؛ Lakhdar، Kamal؛ Mezzine، Mohamed (2010). Le Maroc andalou : à la découverte d'un art de vivre (ط. 2). Ministère des Affaires Culturelles du Royaume du Maroc & Museum With No Frontiers. ISBN:978-3902782311.
- Gaudio، Attilio (1982). Fès: Joyau de la civilisation islamique. باريس: Les Presse de l'UNESCO: Nouvelles Éditions Latines. ISBN:2723301591.
- Lintz، Yannick؛ Déléry، Claire؛ Tuil Leonetti، Bulle (2014). Le Maroc médiéval: Un empire de l'Afrique à l'Espagne. باريس: Louvre éditions. ISBN:978-2-7541-0789-1. OCLC:898756182. مؤرشف من الأصل في 2020-08-18.
- Salmon، Xavier (2016). Marrakech: Splendeurs saadiennes: 1550-1650. باريس: LienArt. ISBN:9782359061826.
- Salmon، Xavier (2018). Maroc Almoravide et Almohade: Architecture et décors au temps des conquérants, 1055-1269. باريس: LienArt. ISBN:978-2-35906-233-5. OCLC:1090452351. مؤرشف من الأصل في 2020-08-18.

الدوريات المحكمة
- Terrasse، Henri (1957). "La Mosquée d'Al-Qarawīyīn à Fès et l'Art des Almoravides". Ars Orientalis. ج. 2: 135–147.

الويب
- CRTF, Fès (28 May 2017). "La magnifique rénovation des 27 monuments de Fès – Conseil Régional du Tourisme (CRT) de Fès" (بfr-FR). Archived from the original on 2020-04-22. Retrieved 2020-01-10.{{استشهاد ويب}}:  صيانة الاستشهاد: التاريخ والسنة (link) صيانة الاستشهاد: لغة غير مدعومة (link)

باللغة الإنكليزية
الكتب
- Parker، Richard B. (1981). A practical guide to Islamic Monuments in Morocco. شارلوتسفيل، فرجينيا: The Baraka Press. OCLC:8627931. مؤرشف من الأصل في 2020-08-18.
- Ferruolo، Stephen C. (1985). The origins of the university : the schools of Paris and their critics, 1100-1215. Stanford, Calif.: Stanford University Press. ISBN:978-0-8047-1266-8. OCLC:11841534. مؤرشف من الأصل في 2020-08-18.
- Abun-Nasr، Jamil (1987). A history of the Maghrib in the Islamic period. كامبريدج: Cambridge University Press. ISBN:0521337674.
- Rüegg، Walter (1992). Foreword. The University as a European Institution", in: Ridder-Symoens, Hilde de (ed.): A History of the University in Europe. Vol. I: Universities in the Middle. كامبريدج إنجلترا: مطبعة جامعة كامبريدج. ص. XIX–XX. ISBN:0-521-36105-2. OCLC:21228862. مؤرشف من الأصل في 2020-08-18.
- Petersen، Andrew (1996). Dictionary of Islamic architecture (entry "Fez"). لندن: Routledge. ISBN:978-0-415-06084-4. OCLC:50488428. مؤرشف من الأصل في 2020-08-18.
- Vauchez، André؛ Dobson، Richard Barrie؛ Lapidge، Michael (2000). Encyclopedia of the Middle Ages. شيكاغو: روتليدج. ج. 1. ص. 1484 (مدخل"university"). ISBN:978-1-57958-282-1. OCLC:44070157. مؤرشف من الأصل في 2020-08-18.
- Sanz, Nuria; Bergan, Sjur (1 Jan 2002). The Heritage of European Universities (بالإنجليزية). ستراسبورغ: Council of Europe Publishing. p. 119. ISBN:978-92-871-4960-2. OCLC:51682097. Archived from the original on 2020-06-19.{{استشهاد بكتاب}}:  صيانة الاستشهاد: التاريخ والسنة (link)
- Verger, Jacques: "Patterns", في Verger, Jacques; de Ridder-Symoens, Hilde; Rüegg, Walter (16 Oct 2003). A History of the University in Europe: Volume 1, Universities in the Middle Ages (بالإنجليزية). مطبعة جامعة كامبريدج. p. 35–76. ISBN:978-0-521-54113-8. OCLC:21228862. Archived from the original on 2020-06-10.{{استشهاد بكتاب}}:  صيانة الاستشهاد: التاريخ والسنة (link)
- Esposito، John (2003). The Oxford dictionary of Islam. نيويورك: Oxford University Press. ص. 328. ISBN:0-19-512558-4. OCLC:50280143. مؤرشف من الأصل في 2020-08-18.
- Joseph، Suad؛ Najmabadi، Afsaneh (2003). Encyclopedia of women & Islamic cultures: Economics, education, mobility, and space. بوسطن، ماساتشوستس: Brill Academic Publishers. ص. 314. ISBN:978-1-78402-534-2. OCLC:879218070. مؤرشف من الأصل في 2020-08-18.
- Shillington، Kevin (2005). Encyclopedia of African History. Fitzroy Dearborn. ص. 1025. ISBN:978-1-57958-245-6. مؤرشف من الأصل في 2021-12-02. {{استشهاد بكتاب}}: تجاهل المحلل الوسيط |بالعربي= لأنه غير معروف (مساعدة)
- Lulat، Y. G.-M. (2005). A history of African higher education from antiquity to the present : a critical synthesis in Higher Education. Praeger Publishers. ISBN:0-313-32061-6. OCLC:57243371. مؤرشف من الأصل في 2020-08-18. {{استشهاد بكتاب}}: تجاهل المحلل الوسيط |بالعربي= لأنه غير معروف (مساعدة)
- Park، Thomas K.؛ Boum، Aomar (2006). Historical dictionary of Morocco (ط. 2). Lanham, Md.: Scarecrow Press. ISBN:0-8108-5341-8. OCLC:61123098. مؤرشف من الأصل في 2020-08-18.
- مرعي, يوسف (2006). Medieval Islamic civilization : an encyclopedia (بالإنجليزية). New York: Routledge. p. 257 (entry "Fez"). ISBN:0-415-96691-4. OCLC:59360024. Archived from the original on 2020-06-15. {{استشهاد بكتاب}}: تجاهل المحلل الوسيط |بالعربي= لأنه غير معروف (help)
- Aslan، Ednan (2009). Islamic Education in Europe. Wiener islamisch-religionspädagogische Studien. فيينا: Böhlau Verlag Wien. ج. 1. ص. 220–221. ISBN:978-3-205-78310-7. OCLC:311818900. مؤرشف من الأصل في 2020-08-18.
- The Report: Morocco 2009 (بالإنجليزية). Oxford Business Group. 2009. p. 252. ... ومع ذلك، تبقى فاس عاصمة المغرب الثقافية والفنية والروحية. أفضل حِفظًا... وقد بدأت المدرسة في جامعة القروين منذ عام 859، مما يجعلها أقدم جامعة في العالم مازالت تعمل باستمرار.
- Humphrys, Darren (2 Mar 2010). Frommer's Morocco (بالإنجليزية). هوبوكين، نيوجيرسي: John Wiley & Sons, Incorporated. p. 223. ISBN:978-0-470-64582-6. OCLC:639243903. Archived from the original on 2019-04-01.{{استشهاد بكتاب}}:  صيانة الاستشهاد: التاريخ والسنة (link)
- Molesworth, Mike; Scullion, Richard; Nixon, Elizabeth (30 Sep 2010). The Marketisation of Higher Education and the Student as Consumer (بالإنجليزية). Taylor & Francis. p. 26. ISBN:978-0-203-84282-9. Archived from the original on 2019-04-01.{{استشهاد بكتاب}}:  صيانة الاستشهاد: التاريخ والسنة (link)
- Cavendish, Marshall (2011). Illustrated Dictionary of the Muslim World (بالإنجليزية). Marshall Cavendish. p. 161. ISBN:978-0-7614-7929-1. Archived from the original on 2019-04-01.
- Ferguson، Niall (2011). Civilization : the west and the rest. لندن: Allen Lane. ISBN:1-84614-273-3. OCLC:704199921. مؤرشف من الأصل في 2020-06-19.
- Crowe، Felicity؛ Goddard، Jolyon؛ Hollingum، Ben؛ MacEachern، Sally؛ Russell، Henry (2011). Modern Muslim Societies. Muslim World. نيويورك، New York: Marshall Cavendish Reference. ص. 93. ISBN:978-0-7614-7927-7. OCLC:535491546. مؤرشف من الأصل في 2020-06-02. اطلع عليه بتاريخ 2015-11-24.
- Modern Muslim societies. تاريتاون، نيويورك: Marshall Cavendish Reference. 2011. ISBN:978-0-7614-7927-7. OCLC:535491546. مؤرشف من الأصل في 2020-08-18.
- Pedersen، J.؛ Makdisi، G.؛ Rahman، Munibur؛ Hillenbrand، R. (2012). “Madrasa”, in: Encyclopaedia of Islam, Second Edition. Brill. ISBN:9789004161214. OCLC:44070157. مؤرشف من الأصل في 2020-08-18. {{استشهاد بكتاب}}: تجاهل المحلل الوسيط |بالعربي= لأنه غير معروف (مساعدة)
- Brill (2012). Brill's New Pauly: "University".
- Huff، Toby E. (25 مايو 2017). The Rise of Early Modern Science (ط. 2). Cambridge University Press. ص. 149-159 و179-189. ISBN:978-1-316-41780-5. مؤرشف من الأصل في 2018-07-28.{{استشهاد بكتاب}}:  صيانة الاستشهاد: التاريخ والسنة (link)
- Irwin، Robert (2019). Ibn Khaldun: An Intellectual Biography. Princeton University Press. ص. 29.

الدوريات المحكمة
- Najjar, Fauzi M. (04-1958). "The Karaouine at Fez". The Muslim World (بالإنجليزية). 48 (2): 104–112. DOI:10.1111/j.1478-1913.1958.tb02246.x. ISSN:0027-4909. Archived from the original on 2020-08-18. {{استشهاد بدورية محكمة}}: تحقق من التاريخ في: |تاريخ= (help)صيانة الاستشهاد: التاريخ والسنة (link)
- Gates، Warren E. (1967-07). "The Spread of Ibn Khaldûn's Ideas on Climate and Culture". Journal of the History of Ideas. ج. 28 ع. 3: 415. DOI:10.2307/2708627. ISSN:0022-5037. مؤرشف من الأصل في 2020-08-18. {{استشهاد بدورية محكمة}}: تحقق من التاريخ في: |تاريخ= (مساعدة)صيانة الاستشهاد: التاريخ والسنة (link)
- Makdisi، George (1970). "Madrasa and University in the Middle Ages". Studia Islamica ع. 32: 255–264. DOI:10.2307/1595223. ISSN:0585-5292. مؤرشف من الأصل في 2020-08-18.
- Daniel، Norman (1984). "Review of The Rise of Colleges. Institutions of Learning in Islam and the West". مجلة الجمعية الشرقية الأمريكية. ج. 104 ع. 3: 586–588. DOI:10.2307/601679. ISSN:0003-0279. مؤرشف من الأصل في 2019-12-28.{{استشهاد بدورية محكمة}}:  صيانة الاستشهاد: التاريخ والسنة (link)
- Belhachmi، Zakia (2003). "Gender, Education, and Feminist Knowledge in al-Maghrib (North Africa) – 1950–70". Journal of Middle Eastern and North African Intellectual and Cultural Studies. ج. 2–3: 55–82. مؤرشف من الأصل في 2020-08-19. {{استشهاد بدورية محكمة}}: تجاهل المحلل الوسيط |بالعربي= لأنه غير معروف (مساعدة)صيانة الاستشهاد: التاريخ والسنة (link)
- Alatas، Syed Farid (2006). "From Jami'ah to University: Multiculturalism and Christian–Muslim Dialogue". Current Sociology. ج. 54 ع. 1: 112–132 [123–4]. DOI:10.1177/0011392106058837. ISSN:0011-3921. مؤرشف من الأصل في 2020-02-01.
- Radtke، Bernd R. (2012). "Aḥmad b. Idrīs". Encyclopaedia of Islam, THREE. مؤرشف من الأصل في 2020-08-24. اطلع عليه بتاريخ 2020-08-24.{{استشهاد ويب}}:  صيانة الاستشهاد: التاريخ والسنة (link)
- أحمد، سمية (21 مارس 2016). "Learned women: three generations of female Islamic scholarship in Morocco". The Journal of North African Studies. ج. 21 ع. 3: 470–484. DOI:10.1080/13629387.2016.1158110. ISSN:1362-9387. مؤرشف من الأصل في 2017-03-07. {{استشهاد بدورية محكمة}}: تجاهل المحلل الوسيط |بالعربي= لأنه غير معروف (مساعدة)صيانة الاستشهاد: التاريخ والسنة (link)
- Bhattacharyya، Shilpa؛ Guha، Debjani (2016). "Scholastic Excellence of Nalanda and Nalanda Contemporary (415 A.D. – 1200 A.D.) Al-Qarawiyyin: A Comparative Evaluation". INSIGHT Journal of Applied Research in Education. 21 (1): 343–351.
- Cherradi، Younes (2020). "About the First Available and Documented MD Certificate Delivered in the World: "IJAZAH"" (PDF). Journal of Medical and Surgical Research (JMCR). ج. VI ع. 3: 679 - 683. ISSN:2351-8200. مؤرشف من الأصل (PDF) في 2020-06-23.

الويب
- بيس، إدوارد أ. (1912). "CATHOLIC ENCYCLOPEDIA: Universities". www.newadvent.org. نيويورك: Robert Appleton Company. مؤرشف من الأصل في 2020-06-08. اطلع عليه بتاريخ 2020-08-15. {{استشهاد ويب}}: تجاهل المحلل الوسيط |بالعربي= لأنه غير معروف (مساعدة)
- "Al-Qarawiyyin Mosque and University". Muslim Heritage (بالإنجليزية). 20 Oct 2004. Archived from the original on 2013-12-04. Retrieved 2020-08-11.{{استشهاد ويب}}:  صيانة الاستشهاد: التاريخ والسنة (link)
- Nachef، Riad (20 نوفمبر 2009). "The Biography of Abu al_Fadl ^Abdullah bin as-Siddiq al-Ghumari". Riad Nachef - Islamic Affairs. مؤرشف من الأصل في 2018-05-08. اطلع عليه بتاريخ 2020-08-24.{{استشهاد ويب}}:  صيانة الاستشهاد: التاريخ والسنة (link)
- "Oldest higher-learning institution, oldest university". Guinness World Records (بالإنجليزية البريطانية). Archived from the original on 2020-05-24. Retrieved 2020-08-18. {{استشهاد ويب}}: الوسيط |الأول= يفتقد |الأخير= (help)
- "Qarawīyīn | mosque and university, Fès, Morocco". Encyclopedia Britannica (بالإنجليزية). 2015. Archived from the original on 2015-04-29. Retrieved 2020-08-14.
- "Medina of Fez". UNESCO World Heritage Centre. يونسكو. مؤرشف من الأصل في 2020-04-23. اطلع عليه بتاريخ 2016-04-07.
- Shaheen, Kareem (19 Sep 2016). "World's oldest library reopens in Fez: 'You can hurt us, but you can't hurt the books'". The Guardian (بالإنجليزية البريطانية). ISSN:0261-3077. Archived from the original on 2020-04-19. Retrieved 2019-12-14.
- Carrington, Daisy (29 Sep 2016). "This 1,157-year-old library gets a facelift". CNN Travel (بالإنجليزية). Archived from the original on 2020-05-08. Retrieved 2019-12-14.{{استشهاد ويب}}:  صيانة الاستشهاد: التاريخ والسنة (link)
- Seelinger, Lani (17 Apr 2018). "The 13 Oldest Universities In The World". Culture Trip (بالإنجليزية الأمريكية). Archived from the original on 2020-02-01. Retrieved 2020-08-15.{{استشهاد بخبر}}:  صيانة الاستشهاد: التاريخ والسنة (link)
- Mezzine، Mohamed (2019). "Qarawiyyin Mosque". Discover Islamic Art - Museum With No Frontiers. مؤرشف من الأصل في 2020-04-21. اطلع عليه بتاريخ 2020-05-22.
- Fry, Tatiana; Clevel; University, State; Curnow, Kathy. "Al-Qarawiyyin - University, Library, and Mosque in One". Bright Continent (بالإنجليزية). Archived from the original on 2020-08-19. Retrieved 2020-08-19.
- "university | Definition, Origin, History, & Facts". موسوعة بريتانيكا (بالإنجليزية). Archived from the original on 2015-05-03. Retrieved 2020-08-21.
- "Dr. Muhammad Taqi-ud-Din Al-Hilali - Dar-us-Salam Publications". مكتبة دار السلام. مؤرشف من الأصل في 2019-09-01. اطلع عليه بتاريخ 2020-08-24.

باللغة الألمانية
- "Universität. Die Anfänge" – Lexikon des Mittelalters. Metzler، شتوتغارت: Wiss. Buchges. ج. 8. 1999. ص. Cols 1249–1250. ISBN:978-3-534-22804-1. OCLC:363188007. مؤرشف من الأصل في 2020-08-18. {{استشهاد بكتاب}}: تجاهل المحلل الوسيط |بالعربي= لأنه غير معروف (مساعدة)

باللغة العربيَّة
الكتب
- ابن زيدان، عبد الرحمن (1937). الدرر الفاخرة بمأثر الملوك العلويين بفاس الزاهرة (ط. 1). الرباط - المغرب: المطبعة الاقتصادية. ص. 35 - 362. مؤرشف من الأصل في 2020-06-29. اطلع عليه بتاريخ 2020-06-29.
- ابن أبي زرع، أبو الحسن علي (1972). الأنيس المطرب بروض القرطاس في أخبار ملوك المغرب وتاريخ مدينة فاس (ط. 1). الرباط - المغرب: دار المنصور للطباعة الورقية. ص. 33 - 519. اطلع عليه بتاريخ 2020-06-20.
- ابن الأحمر، إسماعيل (1972). بيوتات فاس الكبرى (PDF) (ط. 1). الرباط - المغرب: دار المنصور للطباعة الوراقة. ص. 33- 56. مؤرشف من الأصل (PDF) في 2020-08-17. اطلع عليه بتاريخ 2020-06-22..
- بن القاضي، أحمد (1973). جذوة الاقتباس في ذكر من حل من الأعلام بمدينة فاس (ط. 1). الرباط - المغرب: دار المنصور للطباعة الوراقية. ص. 54 - 699. مؤرشف من الأصل في 2020-06-23. اطلع عليه بتاريخ 23 حزيران (ينويو) 2020م. {{استشهاد بكتاب}}: تحقق من التاريخ في: |تاريخ الوصول= (مساعدة)
- حجي، محمد (20 أبريل 1977). الحركة الفكرية بالمغرب في عهد السعديين -ج1 (ط. 1). المغرب: دار المغرب للنشر والترجمة والتأليف. ج. 1. ص. 184 - 331. مؤرشف من الأصل في 2020-08-12. اطلع عليه بتاريخ 2020-08-17.{{استشهاد بكتاب}}:  صيانة الاستشهاد: التاريخ والسنة (link)
- الاخضر، محمد (1977). الحياة الأدبية في المغرب على عهد الدولة العلوية (PDF) (ط. 1). المغرب: دار الرشاد الحديثة. ص. 69 - 502. مؤرشف من الأصل (PDF) في 15 يناير 2016. اطلع عليه بتاريخ 29 حزيران (يونيو) 2020م. {{استشهاد بكتاب}}: تحقق من التاريخ في: |تاريخ الوصول= (مساعدة)
- بروفنسال، إفاريست ليفي (1977). مؤرخو الشرفاء (ط. الأولى). الرباط - المغرب: مطبُوعات دار المغرب للتأليف والترجمة والنشر. ص. 28 - 323. مؤرشف من الأصل في 2020-08-17. اطلع عليه بتاريخ 2020-06-22.
- الجزنائي، علي (1991). كتاب تاريخ مدينة فاس، المعروف بزهرة الآس في بناء مدينة فاس (PDF) (ط. الثانية). الرباط: المطبعة الملكية. OCLC:608991224. مؤرشف من الأصل (PDF) في 2021-12-02..
- لوطورنو، روجيه (1992). فاس قبل الحماية الجزء الأول (ط. الأولى). بيروت - لبنان: دار الغَرّبٰ الإسلامي. ص. 11 - 424. مؤرشف من الأصل في 2020-08-12. اطلع عليه بتاريخ 2020-06-22.
- الورديغي، عبد الرحيم (1992). كتاب فاس في عهد الاستعمار الفرنسي (PDF) (ط. الأولى). الرباط - المغرب: مطبعة المعارف الجديدة. ص. 80 - 105. مؤرشف من الأصل (PDF) في 2020-08-18. اطلع عليه بتاريخ 2020-08-18.
- بن خالد الناصري، أحمد (1997). الاستقصاء في اخبار المغرب الاقصى (ط. 7). الدار البيضاء - المغرب: دار الكتاب. ص. 312 - 231. مؤرشف من الأصل في 2020-06-20. اطلع عليه بتاريخ 2020-05-20.
- شاكر، محمود (2000). التاريخ الإسلامي- المجلد 6 - الدولة العباسية الجزء الثاني. المكتب الإسلامي. ص. 112. مؤرشف من الأصل في 2020-06-14.
- التازي، عبد الهادي (2000). جامع القرويين: المسجد والجامعة بمدينة فاس : موسوعة لتاريخها المعماري والفكري (PDF) (ط. 2). الرباط، المغرب: دار نشر المعرفة. ج. 1. ISBN:9981808431. مؤرشف من الأصل (PDF) في 2021-12-01.
- مكناسي، محمد ابن عثمان (2003). رحلة المكناسي: إحراز المعلى والرقيب في حج بيت الله الحرام وزيارة القدس الشريف والخليل والتبرك بقبر الحبيب، 1785. AIRP. ص. 35. ISBN:978-9953-36-098-0. مؤرشف من الأصل في 2020-06-16.
- كنون، عبد الله (2015). التّعاشِيبُ (PDF) (ط. الأولى). بيروت - لبنان: دار الكتب العلمية. ص. 82 - 192. ISBN:9782745184887. مؤرشف من الأصل (PDF) في 2022-03-28. اطلع عليه بتاريخ 2020-08-17.
- الحسيني، محمد زين العابدين (2017). جامعة القرويين تمنح أول إجازة في الطب (ط. 1). الدار البيضاء: الدار العالمية للكتاب للطباعة والنشر والتوزيع.{{استشهاد بكتاب}}:  صيانة الاستشهاد: التاريخ والسنة (link)
- كنون، عبد الله (2017). مدخل إلى تاريخ المغرب (ط. 1). المغرب: دار الكتب العلمية. ج. 1. ISBN:2745187589. مؤرشف من الأصل في 19 يونيو 2020. اطلع عليه بتاريخ 19 حزيران (يونيو) 2020م. {{استشهاد بكتاب}}: تحقق من التاريخ في: |تاريخ الوصول= (مساعدة)

الدوريات المحكمة
- لاند، روم (1958). "جامعة القرويين بفاس (ترجمة محمد الخطيب)". مجلة دعوة الحق لوزارة الأوقاف والشؤون الإسلامية المغربية. الرباط ع. 13. مؤرشف من الأصل في 2020-01-24. اطلع عليه بتاريخ 2020-08-12.
- التازي، عبد الهادي (1 أبريل 1960). "الامام داوود بن إدريس من خلال الوثائق التاريخية" (PDF). مجلة: دعوة الحق. الرباط ع. 7. مؤرشف من الأصل (PDF) في 2020-06-13. اطلع عليه بتاريخ 2020-06-19.{{استشهاد بدورية محكمة}}:  صيانة الاستشهاد: التاريخ والسنة (link)
- المملكة المغربية، الجريدة الرسمية (7 يوليو 1965). "الظهير الشريف رقم:1622434 بتاريخ 12 رمضان 1382هـ /16 فبراير 1963 م) بإعادة تنظيم جامعة القرويين" (PDF). الجريدة الرسمية للمملكة المغربية ع. 2749: 1314. مؤرشف من الأصل (PDF) في 2020-06-02. اطلع عليه بتاريخ 2020-06-02.{{استشهاد بدورية محكمة}}:  صيانة الاستشهاد: التاريخ والسنة (link)
- "مرسوم ملكي رقم 187.68 بتاريخ 11 جمادى الأولى 1388 (6 غشت 1968) بإحداث دار الحديث الحسنية" (PDF). الجريدة الرسمية للمملكة المغربية. الرباط ع. 2912: 1882. 21 أغسطس 1968. مؤرشف من الأصل (PDF) في 2020-09-02. اطلع عليه بتاريخ 2020-08-27.{{استشهاد بدورية محكمة}}:  صيانة الاستشهاد: التاريخ والسنة (link)
- الكتاني، يوسف (19 أكتوبر 1992). "جامعة القرويين ودورها في التواصل بين الشعبين المغربي والمصري". مجلة دعوة الحق لوزارة الأوقاف والشؤون الإسلامية المغربية. الرباط ع. 293. مؤرشف من الأصل في 2020-01-20. اطلع عليه بتاريخ 2020-08-12.{{استشهاد بدورية محكمة}}:  صيانة الاستشهاد: التاريخ والسنة (link)
- الحضري، نعيمة (2019). "جامع القرويين بمدينة فاس دراسة تاريخية وفنية ومعمارية". الثقافة الشعبية. المنامة - البحرين ع. 74: 198–211. مؤرشف من الأصل في 2019-11-22. اطلع عليه بتاريخ 03/06/2020. {{استشهاد بدورية محكمة}}: تحقق من التاريخ في: |تاريخ الوصول= (مساعدة)
- استيتو، عماد (ديسمبر 2019). "الوزاني:القرويين معهد ديني وليست جامعة". مجلة زمان (المغرب كما كان زمان) (ورقية). الدار البيضاء. ع. 74. ص. 23. {{استشهاد بمجلة}}: الوسيط |تاريخ الوصول بحاجة لـ |مسار= (مساعدة) وتجاهل المحلل الوسيط |قتباس= لأنه غير معروف (مساعدة)صيانة الاستشهاد: التاريخ والسنة (link)

الويب
- إسماعيل، عثمان عثمان (1985). "دعوة الحق - فنون الصناعات التطبيقية لمسجد ضريح محمد الخامس -3-". لوزارة الأوقاف والشؤون الإسلامية المغربية. مؤرشف من الأصل في 2019-11-26. اطلع عليه بتاريخ 2020-06-16.  العنزة هي المحراب الصيفي الذي يشغل فتحة بلاط المحراب على صحن المسجد.
- بن أحمد الصقلي، خالد (24 مارس 2009). "موقع التاريخ الإسلامي- مقالات- من علماء بيت بناني بالمغرب". www.islamichistory.net. مؤرشف من الأصل في 2018-08-07. اطلع عليه بتاريخ 2020-08-18.{{استشهاد ويب}}:  صيانة الاستشهاد: التاريخ والسنة (link)
- السرجاني، راغب (13 مايو 2010). "ابن خلدون وابتكار علم الاجتماع". قصة الإسلام. مؤرشف من الأصل في 2020-08-17. اطلع عليه بتاريخ 2020-08-17.{{استشهاد ويب}}:  صيانة الاستشهاد: التاريخ والسنة (link)
- "خزانة القرويين: فاس". الوزارة الثقافية والشباب والرياظة قطاع الثقافة. 2011. مؤرشف من الأصل في 2020-07-01. اطلع عليه بتاريخ 2020-06-29.
- المنيعي، حسن (2011). "أوضاع المسرح المغربي". minculture. وزارة الثقافة والشباب والرياضة قطاع الثقافة. مؤرشف من الأصل في 2020-06-18. اطلع عليه بتاريخ 2020-06-18.{{استشهاد ويب}}:  صيانة الاستشهاد: التاريخ والسنة (link)
- "فاطمة القباج". ديوان العرب. 4 يونيو 2011. مؤرشف من الأصل في 2020-06-10. اطلع عليه بتاريخ 2020-08-18.{{استشهاد ويب}}:  صيانة الاستشهاد: التاريخ والسنة (link)
- "بزوغ القانون رقم 13.01 في شأن التعليم العتيق(2002)على ضوء الميثاق الوطني للتربية و التكوين". وزارة الأوقاف والشؤون الإسلامية (المغرب) (بالإنجليزية البريطانية). 03 Feb 2012. Archived from the original on 2020-09-02. Retrieved 2020-08-27.{{استشهاد ويب}}:  صيانة الاستشهاد: التاريخ والسنة (link)
- التازي، عبد الهادي (9 فبراير 2012). "تاريخ بناء جامع القرويين". www.habous.gov.ma. مؤرشف من الأصل في 2020-06-13. اطلع عليه بتاريخ 2020-06-19.{{استشهاد ويب}}:  صيانة الاستشهاد: التاريخ والسنة (link)
- بدر، تامر (16 مارس 2014). "عبد الكريم الخطابي.. أسطورة الريف". قصة الإسلام. قصة الإسلام. مؤرشف من الأصل في 2018-05-30. اطلع عليه بتاريخ 2020-08-18.{{استشهاد ويب}}:  صيانة الاستشهاد: التاريخ والسنة (link)
- "مؤسسة دار الحديث الحسنية". وزارة الأوقاف والشؤون الإسلامية. الجمعة 01 نوفمبر 2013. مؤرشف من الأصل في 2020-06-26. اطلع عليه بتاريخ 2020-08-27. {{استشهاد ويب}}: تحقق من التاريخ في: |تاريخ= (مساعدة)صيانة الاستشهاد: التاريخ والسنة (link)
- "علال الفاسي". الجزيرة نت. الجزيرة نت. 21 نوفمبر 2014. مؤرشف من الأصل في 2020-01-21. اطلع عليه بتاريخ 2020-06-17.
- "عبد الكريم الخطابي". الجزيرة نت. 21 ديسمبر 2014. مؤرشف من الأصل في 2020-06-16. اطلع عليه بتاريخ 2020-06-17.{{استشهاد ويب}}:  صيانة الاستشهاد: التاريخ والسنة (link)
- الهلالي، محند ياسر (13 يناير 2015). "محمد تقي الدين الهلالي: اللغوي والرحالة السلفي". زمان. مؤرشف من الأصل في 2017-09-14. اطلع عليه بتاريخ 2020-08-17.{{استشهاد ويب}}:  صيانة الاستشهاد: التاريخ والسنة (link)
- الوزاني، الطيب بن المختار (2015). "ظهير ملكي يعيد تنظيم جامعة القرويين". مجلة المحجة. مؤرشف من الأصل في 2016-05-18. اطلع عليه بتاريخ 2020-06-21.
- الطويل، الطاهر (11 يوليو 2015). "فاس عاصمة أول دولة إسلامية في المغرب: متحف حضاري حي يغري بالسياحة الثقافية والروحية". القدس العربي. مؤرشف من الأصل في 2020-06-11. اطلع عليه بتاريخ 2020-08-15.
- الباحثون-المسلمون، الفريق-الثقافي (3 سبتمبر 2015). "فاطمة بنت محمد الفهرية وأول جامعة في العالم". الباحثون المسلمون. مؤرشف من الأصل في 2018-01-03. اطلع عليه بتاريخ 2020-06-19.{{استشهاد ويب}}:  صيانة الاستشهاد: التاريخ والسنة (link)
- جامعة القرويين، رئاسة (1 نوفمبر 2015). "أمير المؤمنين يعين الأستاذ أَمَال جَلاَّل رئيسا لجامعة القرويين". جامعة القرويين. مؤرشف من الأصل في 2019-12-10. اطلع عليه بتاريخ 2020-06-17.{{استشهاد ويب}}:  صيانة الاستشهاد: التاريخ والسنة (link)
- "جامع القرويين". جامعة القرويين. 2016a. مؤرشف من الأصل في 2019-12-11. اطلع عليه بتاريخ 2020-06-17.
- "معهد محمد السادس للقراءات". جامعة القرويين. 2016b. مؤرشف من الأصل في 2020-06-17. اطلع عليه بتاريخ 2020-06-17.
- "معهد محمد السادس لتكوين الأئمة". جامعة القرويين. 2016c. مؤرشف من الأصل في 2020-06-17. اطلع عليه بتاريخ 2020-06-17.
- "دار الحديث الحسنية". جامعة القرويين. 2016d. مؤرشف من الأصل في 2020-06-17. اطلع عليه بتاريخ 2020-06-17.
- "المعهد الملكي للبحث في تاريخ المغرب". جامعة القرويين. 2016e. مؤرشف من الأصل في 2020-06-17. اطلع عليه بتاريخ 2020-06-17.
- "المدرسة القرآنية". جامعة القرويين. 18 كانون2/يناير 2016. مؤرشف من الأصل في 10 ديسمبر 2019. اطلع عليه بتاريخ 2020-06-17. {{استشهاد ويب}}: تحقق من التاريخ في: |تاريخ= (مساعدة)صيانة الاستشهاد: التاريخ والسنة (link)
- "مكتبة القرويين بفاس ضمن أعظم 100 موقع عالمي". 25 أغسطس 2018. مؤرشف من الأصل في 2020-07-03. اطلع عليه بتاريخ 2020-06-29.{{استشهاد ويب}}:  صيانة الاستشهاد: التاريخ والسنة (link)
- الشرقاوي، نوفل (6 مايو 2019). "جامعة القرويين الأقدم في التاريخ... منارة علمية على مر العصور". مؤرشف من الأصل في 2020-06-14. اطلع عليه بتاريخ 2019-06-16.{{استشهاد ويب}}:  صيانة الاستشهاد: التاريخ والسنة (link)
- "أقدم جامعة في العالم مغربية.. تعرفوا إليها". مجلة سيدتي. 02 ديسمبر 2019. مؤرشف من الأصل في 2020-09-02. اطلع عليه بتاريخ 30 أغسطس 2020. {{استشهاد ويب}}: تحقق من التاريخ في: |تاريخ الوصول= و|تاريخ= (مساعدة)صيانة الاستشهاد: التاريخ والسنة (link)
- الْجَزِيرَة, مَوْسُوعَةُ. "مَوْسُوعَةُ الْجَزِيرَةِ | جَامِعَةُ الْقَرَوِيِّينَ - AJNET Encyclopedia | al-Qarawiyyin University". learning.aljazeera.net (بالإنجليزية). Archived from the original on 2020-04-20. Retrieved 2019-07-15.
- "نبذة عن الكلية". كلية أصول الدين بتطوان. مؤرشف من الأصل في 2019-11-19. اطلع عليه بتاريخ 2020-06-02.
- أيت أومغار، سمير (15 أبريل 2020). "حفل سلطان الطلبة _زمان". زمان. زمان. مؤرشف من الأصل في 2017-07-07. اطلع عليه بتاريخ 2020-06-18.{{استشهاد ويب}}:  صيانة الاستشهاد: التاريخ والسنة (link)
- "نبذة عن مؤسسة دار الحديث الحسنية". www.edhh.org. مؤرشف من الأصل في 2020-05-17. اطلع عليه بتاريخ 2020-08-27.

### قراءة موسعة
- الكتاني، محمد عبد الحي (1 يناير 2006). ماضي القرويين ومستقبلها. دار الكتب العلمية. ISBN:978-2-7451-5172-8. OCLC:84378479. مؤرشف من الأصل في 2020-06-17.{{استشهاد بكتاب}}:  صيانة الاستشهاد: التاريخ والسنة (link)
- التازي، عبد الهادي (1972). جامع القرويين: المسجد والجامعة بمدينة فاس : موسوعة التاريخها المعماري والفكري. دار الكتاب اللبناني،. مؤرشف من الأصل في 2020-08-19.
- علوي، محمد الفلاح (1994). جامع القرويين والفكر السلفي، 1837- 1914. الدار البيضاء: منشورات مجلات أمل للتاريخ والثقافة والمجتمع. ص. 167. ISBN:9981-9956-0-6. OCLC:37696012. مؤرشف من الأصل في 2020-06-17.

## وصلات خارجية
- مناهج التدريس في الجامعة قديما (بالعربية)
- نظام التعليم في الجامعة قديما (بالعربية)
- منظمة العالم الإسلامي للتربية والعلوم والثقافة: فاس 2007
- جامعة القرويين - فاس (الفرنسية)
- القرويين.. فيها تأسس مفهوم الكرسي العلمي . على يوتيوب